# Église Saint-Lucien de Méru
L'église Saint-Lucien est une église catholique paroissiale située à Méru, dans l'Oise, en région des Hauts-de-France, en France. C'est un vaste édifice issu de plusieurs campagnes de construction entre la fin du XIe siècle et 1678, qui se caractérise par une nef lambrissée de six travées d'une facture simple, bordée par un bas-côté Renaissance au sud et un bas-côté moderne au nord, et débouche à l'est sur la base du clocher roman remaniée à la période gothique. Aucun élément roman ne subsiste à l'intérieur de l'église, et à l'extérieur, le clocher de 1511 avec sa haute flèche en charpente de 1511 dissimule la vieille tour, excepté la face ouest de son dernier étage. Comme particularité, la base du clocher ne communique pas avec les deux croisillons ajoutés au XVIe siècle, dont celui du sud se prolonge vers l'est par une petite chapelle. À l'est, un chœur gothique de deux travées, terminé en chevet plat, fait suite à la base du clocher. Mal visible depuis la nef, il constitue toutefois la partie la plus remarquable de l'église, et n'a que peu évolué depuis sa construction pendant les années 1220 / 1230. Également digne d'intérêt est le bas-côté sud avec ses piliers ondulés  gothique flamboyant munis de chapiteaux Renaissance fantaisistes. L'église Saint-Lucien constitue aujourd'hui le principal lieu de culte de la paroisse de Méru-les-Sablons / paroisse Saint-Martin, qui s'étend sur neuf communes. Les messes dominicales y sont célébrées chaque dimanche à 11 h.

## Localisation

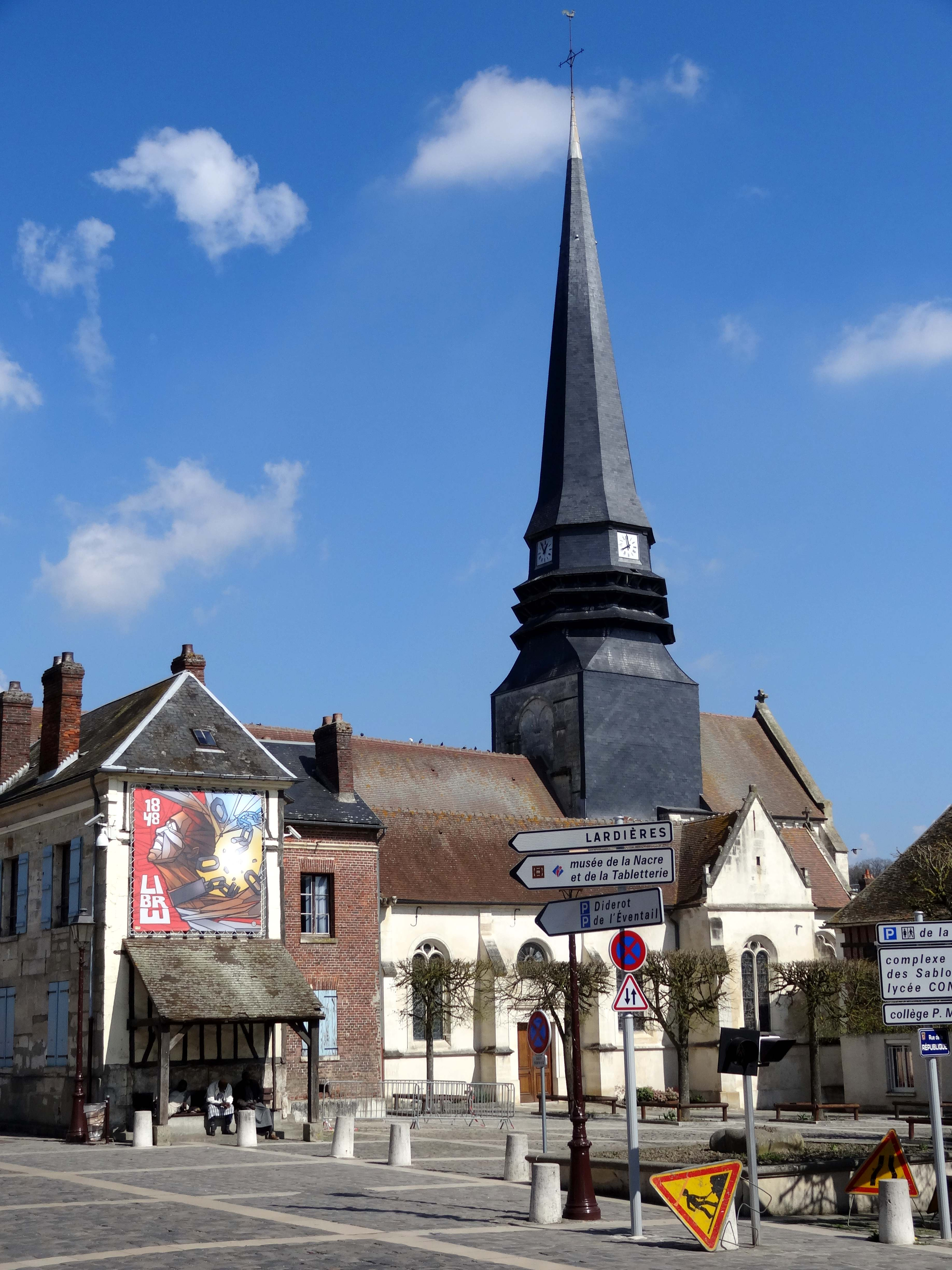
Approche par le sud-ouest.

L'église Saint-Lucien se situe en France, dans la région Hauts-de-France et dans le département de l'Oise, dans la ville de Méru, en plein cœur du quartier commerçant, rue des Martyrs-de-la-Résistance (RD 121) / place de l'Hôtel-de-Ville. C'est la façade occidentale qui donne sur la rue, dont elle est séparée par un petit parvis. L'élévation septentrionale donne sur la place de l'Hôtel-de-Ville. Elle permet de rejoindre la rue Mullot, parallèle à la rue des Martyrs-de-la-Résistance, et offre une vue sur le chevet. Celui-ci fait face à la mairie. Par un étroit passage entre l'église et la grande maison à colombages qui jouxte son chevet au sud, on peut gagner la place publique qui s'étend au sud de l'église, et communique à l'ouest avec la rue des Martyrs-de-la-Résistance grâce à un autre étroit passage. Ainsi, l'élévation méridionale du monument n'est pas entièrement dégagée, mais il est libre de constructions mitoyennes, et on peut en faire le tour.

## Historique

### Les origines

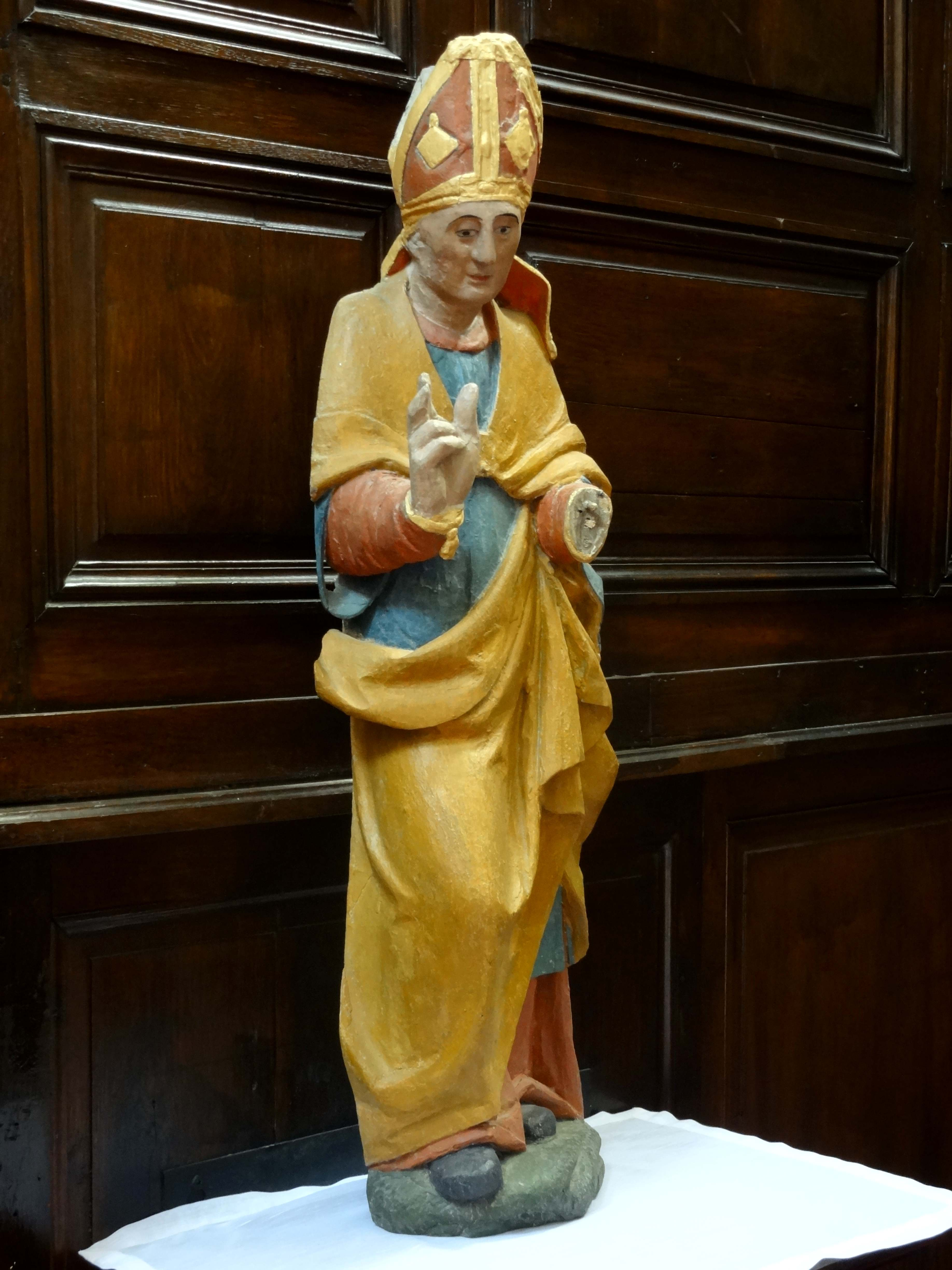
Statue de saint Lucien.

On ignore les circonstances et la période exacte de la fondation de la paroisse de Méru. Son saint patron est saint Lucien, apôtre du Beauvaisis. Ce vocable renvoie généralement à des fondations anciennes. Les premières mentions de l'église remontent au IXe siècle. Elles figurent dans des partages de biens de l'abbaye de Saint-Denis datés de 832 et 862. Méru y est appelé respectivement Mairiu et Mairia. Il y est fait référence à l'église en tant qu’altaria. Dans le premier temps, l'abbaye dionysienne est le collateur de la cure. Elle est par la suite spoliée de son bien par un seigneur local profitant des désordres causés par les invasions vikings en France, destinée que connaissent de nombreux bien ecclésiastiques à l'époque. À la fin du XIe siècle, la réforme grégorienne encourage un mouvement de restitution des biens ecclésiastiques usurpés. Dans ce cadre, en 1092, Raoul II Déliés de Pontoise fait don de l'église de Méru (Meruaco), du cimetière qui l'entoure (atrium), et de tout ce qu'il possède à Méru, au prieuré Saint-Martin-des-Champs. Cette donation est confirmée, parmi d'autres, dans la bulle papale que signe Urbain II en la ville de Nîmes en 1096. Le prieuré clunisien devient ainsi le collateur de la cure, et le reste jusqu'à la Révolution française. Par une charte du 17 décembre 1099, Raoul II Déliés de Pontoise confirme lui aussi sa précédente donation. Ansel, évêque de Beauvais, s'empresse de ratifier cet acte par un document du 31 décembre de la même année. Jean Van Aertenryck identifie le prieuré parisien à l'abbaye Saint-Martin de Pontoise, ce qui est une lourde erreur, mais ne change rien aux faits. Les chartes publiées par Joseph Depoin prouvent que c'est bien au prieuré Saint-Martin-des-Champs que l'église Saint-Lucien est liée. Louis Graves signale par ailleurs l'existence d'une chapelle Notre-Dame-des-Champs ou Notre-Dame-des-Victoires bâtie par un seigneur de la maison d'Aumont en mémoire d'une victoire remportée, qu'il ne faut pas confondre avec le prieuré.

### L'histoire de la paroisse

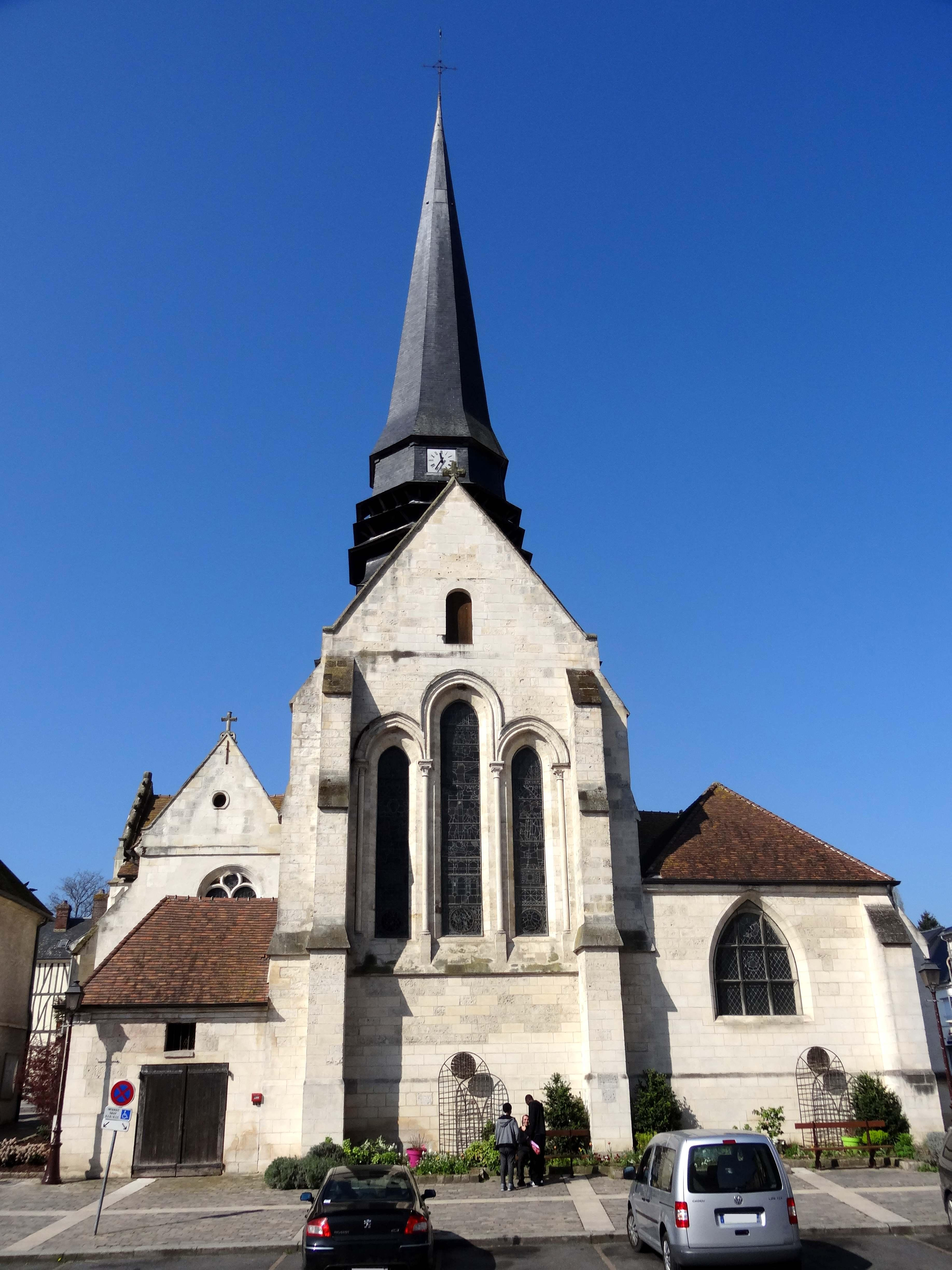
Vue depuis l'est.

Sous tout l'Ancien Régime, la paroisse de Méru relève du doyenné de Beaumont, de l'archidiaconé de Clermont et du diocèse de Beauvais. Jean Van Aertenryck n'a trouvé aucun élément concernant l'histoire de la paroisse jusqu'en 1507, quand une nouvelle dédicace est célébrée à l'issue d'une campagne de reconstruction. La seule source est encore Louis Graves, qui n'indique pas quel prélat présida à la cérémonie, ni quel jour elle eut lieu. En plus des travaux d'agrandissement de l'église (voir ci-dessous), deux autres événements marquent la paroisse de Méru au XVIe siècle. En 1542, un habitant, vraisemblablement un protestant, assassine le curé de Méru. Il est condamné à être brûlé revêtu d'un surplis et d'une étole de papier. Le jugement est exécuté sur la place de l'église. En 1589, le bourg est pillé par les ligueurs. Dans un aveu et dénombrement de 1618, Henri II de Montmorency, seigneur de Montmorency, donne un aperçu de la paroisse : « …Item dans la ville et par le dit chasteau est la grande église paroissiale Saint-Lucien, avec un beau et haut clocher, couvert d'ardoise, en laquelle y a et s'y fait ordinairement le service par le curé et quatre prestres, lequel curé a trois vicaires, sçavoir : l'un au village de Lormaison, l'autre à Corbeil-Cerf et l'autre à Lardières, qui sont dépendants de la dite église paroissiale de Méru avec les trois hameaux de Crèvecœur annexés au dit Lardières, Boullène et Agnicourt, auxquelles villages, hameaux et territoires d'iceux ledit curé a et prend les dîmes ». En 1629, une confrérie de la Charité est fondée à Méru. Jean Van Aertenryck attribue sa fondation à saint Vincent de Paul. Il ignore que ces confréries existent dans toutes les grandes paroisses, et ont pour seule vocation d'assurer des funérailles dignes à leurs confrères, ce qui est une préoccupation importante lors des grandes épidémies. C'est une vision de la charité beaucoup plus restreinte que celle de saint Vincent de Paul. En 1678, la duchesse Anne-Geneviève de Bourbon-Condé fait un don de 2 000 livres à la confrérie de la Charité pour l'établissement d'un bureau de Charité. Connu également comme le bureau des pauvres, il commence à fonctionner en 1685 seulement. Le curé Garnier, installé en 1697, fait malheureusement tout son possible pour le faire absorber par le conseil de fabrique.

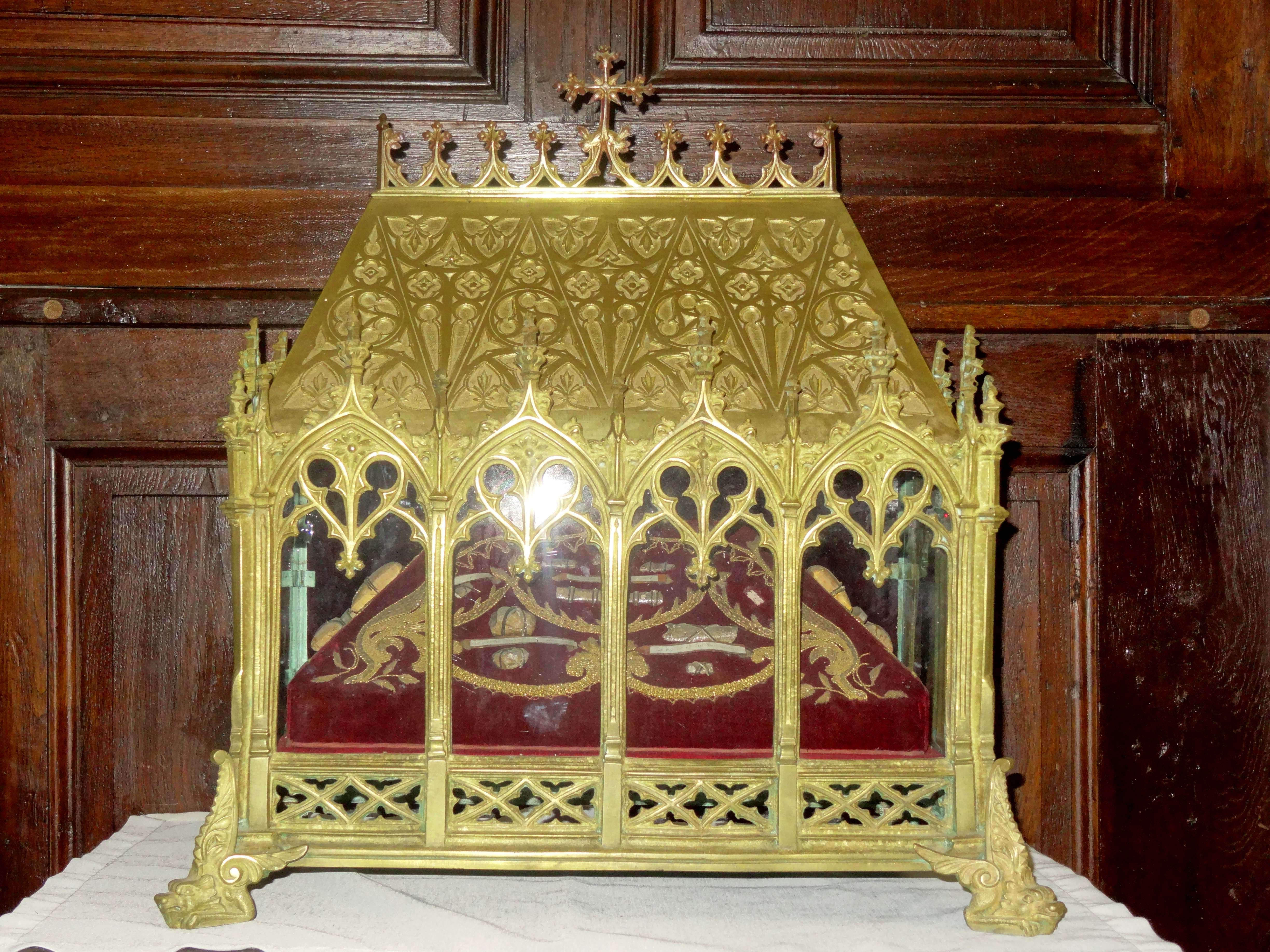
Châsse de saint Lucien de Beauvais.

Le 9 mars 1789, le curé Michel Mullot représente le clergé du canton de Méru à la réunion électorale du bailliage de Beauvais. En 1790, le décret du 13 février supprimant les ordres religieux n'arrive à Méru que le 24 mars. Conformément à un autre décret de l'Assemblée nationale, le curé comparaît devant le maire pour déclarer les actifs et passifs de la cure, le 11 avril. On apprend ainsi que le curé perçoit la moitié de la dîme tant sur les terres ordinaires que sur les vignes, et qu'il ne rémunère plus qu'un unique vicaire, le desservant de l'église de Lardières. Corbeil-Cerf et Lormaison ont été érigés en paroisses entretemps, dans des circonstances que Jean Van Aertenryck n'aborde pas. Méru demeure néanmoins une paroisse fortement peuplée avec 1 500 communiants et 700 enfants. Le 10 juillet, l'abbé Pierre Laurent Prévilliers est élu maire de Méru. Au printemps suivant, le curé Mullot veut profiter de la fermeture de l'abbaye Saint-Lucien de Beauvais en y récupérant quelques reliques de son saint patron pour son église. Sa demande est bien accueillie par le conseil municipal et par le président du district de Beauvais, qui écrit que « le Directoire se trouve heureux d'avoir pu faire quelque chose d'agréable à ces concitoyens de Méru ». Mais la décision finale appartient à la paroisse Notre-Dame-du-Thil de Beauvais, qui est dépositaire des reliques. Elle n'y voit aucun inconvénient, car « la paroisse de Méru […] a l'avantage d'avoir saint Lucien pour patron ». Elle désire que la fête de la translation de saint Lucien, habituellement célébrée le 16 octobre, soit avancée vers le 13 juillet. C'est effectivement le 13 juillet 1791 que le curé, le marguillier en charge M. Chefdhomme et quatre officiers municipaux désignés à cet effet doivent venir chercher les reliques à Beauvais et les transférer en l'église Saint-Lucien de Méru. Les reliques de saint Lucien s'accompagnent de celles de ses compagnons martyrs. S'y ajoutent les reliques de saint Blaise. On saute sur l'occasion pour acquérir du mobilier et un clapier provenant de la ci-devant abbaye Saint-Lucien pour un prix de cent livres. Les reliques elles-mêmes sont gratuites. En revanche, environ trois cent trente livres de dépenses doivent être engagées pour la fabrication de deux châsses et de « trophées » assortis.
Avec ces dépenses extraordinaires, les caisses de la fabrique se sont vidées ; elle veut pourtant réparer la sacristie et construire un nouveau cimetière. Devis à l'appui, elle sollicite le concours du district de Chaumont-en-Vexin. Il n'est pas dit si cette demande connaît un aboutissement. Le 14 juillet, le lendemain de la translation des reliques, l'abbé Prévilliers, maire de Méru, célèbre une messe solennelle et fait prêter le serment civique à tous les citoyens présents. Ils acceptent unanimement, et jurent ainsi fidélité à la Nation, à la loi et au roi. Au début de l'année 1792, c'est aux prêtres de prêter serment à la constitution civile du clergé. L'abbé Pierre Cocu, vicaire à Méru, est soupçonné d'avoir mis en circulation une brochure qui épingle le refus de l'évêque de Beauvais, François-Joseph de La Rochefoucauld-Bayers, de prêter ce serment. Sur dénonciation d'un habitant, en date du 17 mars, le district enjoint l'abbé Cocu de quitter Méru. Cette partie prise pour un prélat réfractaire peut étonner, car Mgr de La Rochefoucauld est arrêté en août 1792 et incarcéré à la prison des Carmes, et massacré avec cent quatre-vingt-dix autres ecclésiastiques en date du 2 septembre. Fait encore plus surprenant, la municipalité refuse, le 8 juillet 1792 d'obtempérer à la loi du 12 avril 1792 qui l'oblige de descendre toutes les cloches sauf une pour les envoyer à la fonte. Elle s'offusque toutefois des distinctions dans la sonnerie des cloches en fonction du statut social et des moyens des nouveaux baptisés, des nouveaux mariés et des défunts, et édite un règlement de la sonnerie des cloches, en date du 18 septembre. Ce règlement démontre que les quatre cloches sont toujours en place dans le clocher. Le 23 septembre, les prêtres doivent de nouveau prêter serment, ce que font le curé Mullot, le nouveau vicaire, et Guillaume Boucher, prêtre à Méru. Il n'y a à présent plus question de l'abbé Prévilliers.

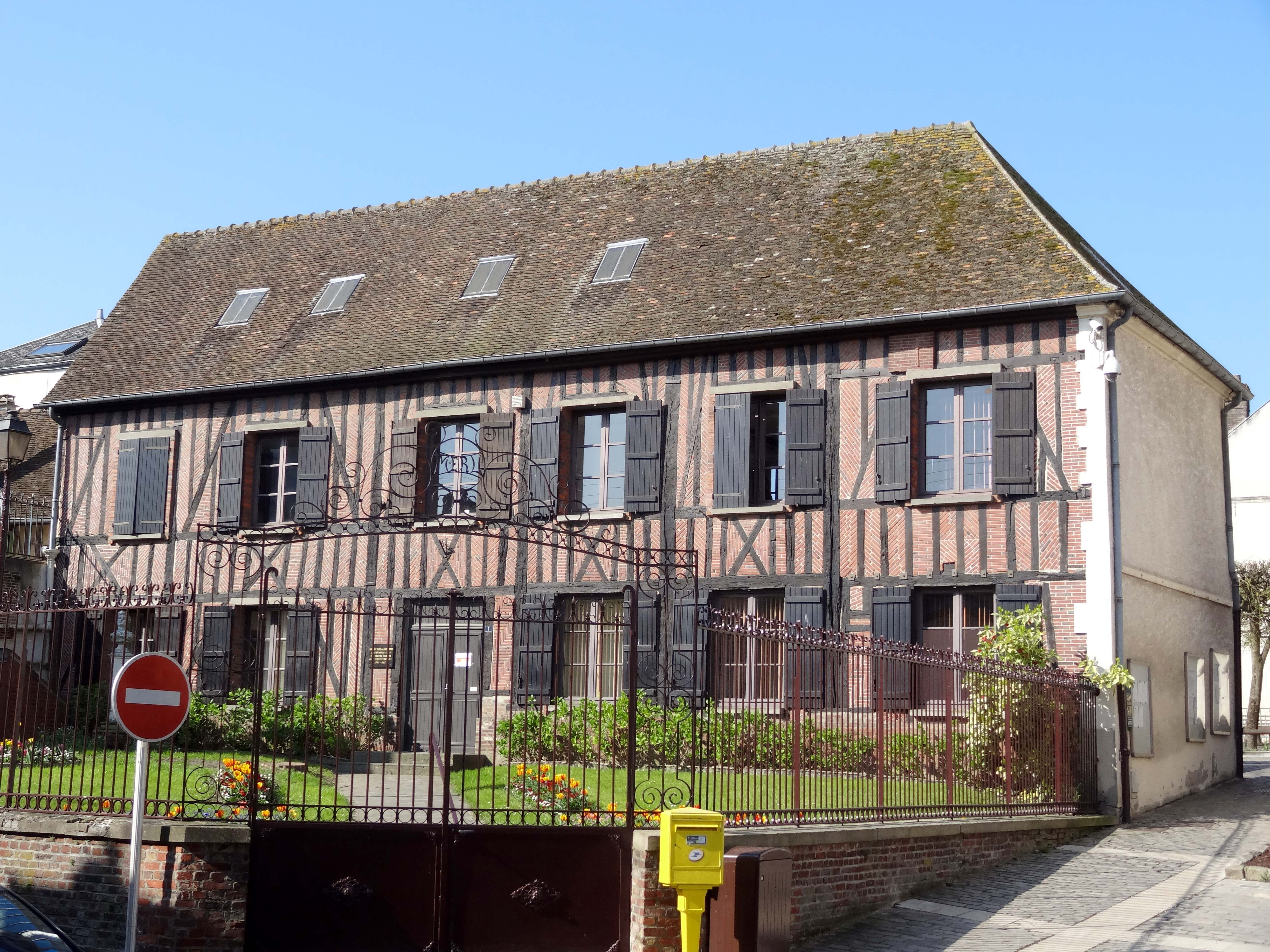
Le presbytère, rue Mullot.

Les choses commencent décidément à mal tourner avec la confiscation de l'argenterie de l'église. Après inventaire, elle est envoyée au district de Chaumont le 14 octobre. Moins contraignante est la confiscation des registres paroissiaux tenus par le curé Mullot, puisque celui-ci est nommé, en date du 14 décembre, officier d'état civil, et ces registres restent ainsi entre les mêmes mains. Le 7 octobre de l'année suivante, en obtempérant à un nouveau décret, la municipalité envoie finalement trois des quatre cloches à Chaumont pour être fondues en canons ; sous la Terreur, les moindres transgressions ne sont plus tolérées. La déchristianisation est maintenant l'objectif non dissimulé du procureur de la commune, qui, par son arrêté du 19 octobre 1793, requiert la disparition de la vue publique de tous les signes extérieurs de religion et de féodalité, ce qui va de la croix de cimetière jusqu'à l'antéfixe au sommet de la flèche. L'interdiction du culte catholique ne se fait plus guère attendre. Dans la plupart des paroisses, elle devient effective au cours du mois de novembre. Or, le curé Mullot continue de célébrer des messes, de baptiser les jeunes enfants et d'assurer le catéchisme, et est certainement l'un des derniers. Ni lui, ni les fidèles ne cachent leur foi. En principe, le maire doit maintenir l'église fermée, mais il peut difficilement résister à l'effervescence du peuple. Le 15 mars 1795, 1 500 personnes venues de Méru et des communes voisines auraient assisté à la grand-messe. La municipalité et le district dénoncent cette pratique, mais les mesures prises ne vont pas au-delà de rappels à la loi. C'est certainement grâce à l'absence de citoyens fanatisés à Méru que le curé n'est pas dénoncé en haut lieu et épargné de la déportation, contrairement à son confrère, Mgr de La Rochefoucauld. Au mois de mai 1795, l'exercice du culte est de nouveau toléré, et le 3 juin, l'abbé déclare à la municipalité qu'il a l'intention d'exercer le culte catholique en l'église de Méru tout en se soumettant aux lois de la République. Puisqu'il prête aussi le nouveau serment exigé au mois de septembre, il parvient à se maintenir en fonction sous toute la période révolutionnaire. En résumé, il paraît que la célébration des messes n'ait jamais réellement cessé à Méru, et que l'église n'ait jamais été transformée en temple de la Raison. La population de Méru refuse également avec succès de se faire imposer le culte décadaire. L'ambiance se calme dans le contexte des tractations préalables au concordat de 1801. Malheureusement, les archives paroissiales restent pratiquement muettes pour le XIXe siècle. L'abbé Michel Mullot demeure curé de Méru jusqu'à sa mort le 4 mars 1827. Par son testament, il fait don du presbytère à la ville de Méru, sous réserve que celle-ci verse une rente annuelle de cinquante francs aux pauvres de la ville, et verse à la fabrique une rente pour que soit dite une messe solennelle d'obit à perpétuité.

### Les campagnes de construction de l'église

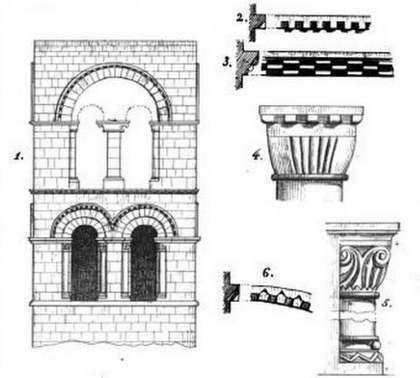
Relevés du clocher roman par Eugène Woillez, vers 1845.

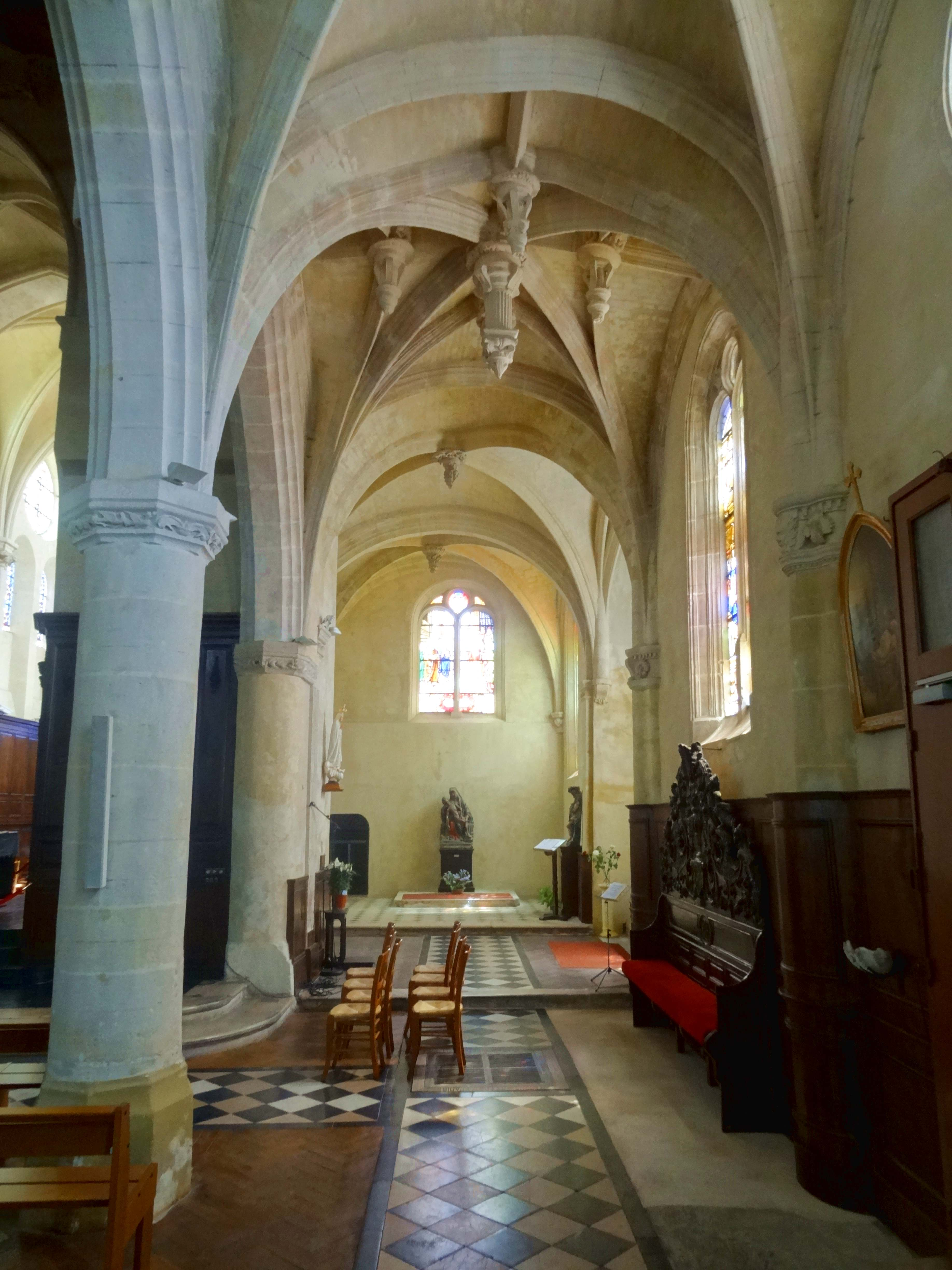
Bas-côté sud Renaissance, 5e travée, vue vers l'est.

La partie la plus ancienne de l'église actuelle est le clocher roman du dernier tiers du XIe siècle. Il compte encore deux étages au-dessus de sa base, mais est presque entièrement caché par des plaques d'ardoise depuis la construction de la flèche actuelle en 1511, hormis le deuxième étage du côté ouest, dont la baie est murée. Il s'agit d'un clocher central, qui ne correspond ici pas à une ancienne croisée du transept, car aucune arcade ne le fait communiquer avec les croisillons ajoutés après coup. On peut ainsi affirmer, sans trop de risque de se tromper, que le plan de l'église Saint-Lucien à la fin du XIe siècle se compose d'une nef unique non voûtée, d'une base de clocher, et d'un sanctuaire qui lui fait suite à l'est. Celui-ci est remplacé par le chœur gothique actuel vers 1220/30. Les nombreuses analogies avec le transept et le chœur légèrement plus anciens de l'église de Saint-Crépin-Ibouvillers permettent de l'attribuer au même atelier, sans qu'on connaisse l'identité du maître d'œuvre. On ignore aussi l'impact qu'eut la guerre de Cent Ans sur l'église Saint-Lucien. Sans préciser sa source, Louis Graves affirme qu'elle est « dédiée en 1507, après avoir été en grande partie reconstruite ». Jean Van Aertenryck en conclut que « c'est donc au tout début du XVIe siècle, en 1506, que l'église va connaître une véritable métamorphose ». Il rattache la nef, le bas-côté sud, les croisillons, les chapelles et la sacristie à cette même campagne de construction.
Or, seules les grandes arcades au sud de la nef avec leurs chapiteaux affichent le style gothique flamboyant en vigueur entre la fin du XVe siècle et le second quart du XVIe siècle. Les autres parties signalées se rattachent, par leurs fenêtres et arcades en plein cintre, leurs clés de voûte pendantes et leurs chapiteaux doriques, ioniques ou fantaisistes, très clairement à la Renaissance. Elles ne peuvent pas être antérieures aux années 1540. En attendant, c'est en 1511 qu'est édifiée la flèche en charpente recouverte d'ardoise déjà évoquée ci-dessus. Elle est probablement imputable à Ferry d'Aumont, seigneur de Méru, mort le 22 février 1522. Louis Graves a relevé son épitaphe, qui se trouvait en 1837 dans la grande niche au nord du chœur. Il ne peut s'agir que de la profonde arcade qui accueille aujourd'hui l'une des deux portes conduisant à la sacristie, et qui porte toujours les armes de la maison d'Aumont (bûchées à la Révolution). On comprend mal pourquoi Jean Van Aertenryck, tout en se basant sur Graves, localise le monument funéraire dans l'actuelle sacristie. Quoi qu'il en soit, ce n'est pas Ferry d'Aumont qui est à l'origine de la plus grande campagne de reconstruction que connaît l'église, vers le milieu du XVIe siècle. En antédatant ces travaux, Jean Van Aertenryck n'a pas cherché à en savoir plus. Une troisième campagne depuis la nouvelle dédicace en 1507 suit en 1678 avec les grandes arcades au nord de la nef et le bas-côté nord. Cette date fournie par Louis Graves paraît tout à fait cohérente avec le style classique froid et lourd de ces parties. La seigneurie de Méru appartient alors à la duchesse Anne-Geneviève de Bourbon-Condé, et Jean Van Aertenryck conclut de son attitude charitable que c'est elle qui finance le bas-côté nord. Le registre des délibérations de la fabrique fait encore état de réparations effectuées au bas-côté de la nef pour la somme de 480 livres en 1782. Les autres réparations ou travaux de gros entretien au XVIIIe siècle sont de moindre envergure ; on peut seulement signaler la vente du jubé par l'abbé Vitan, entre 1734 et 1741.

## Description

### Aperçu général

Plan de l'église.

Régulièrement orientée, l'église répond à un plan cruciforme non symétrique, qui s'inscrit dans un rectangle. Elle se compose d'une nef non voûtée de six travées accompagnée de deux bas-côtés ; d'une base de clocher ; de deux croisillons qui ne communiquent pas avec la base du clocher ; d'un chœur de deux travées au chevet plat ; d'une chapelle d'une seule travée au sud de la première travée du chœur ; et d'une sacristie de deux travées au nord du chœur, qui est issue de la transformation d'une ancienne chapelle. S'y ajoute l'ancienne remise de la pompe à incendie dans l'angle entre chœur et chapelle latérale sud, qui complète ainsi le rectangle. Elle contient à présent la chaufferie. La dernière travée du bas-côté nord et les deux croisillons s'accompagnent de petites chapelles peu profondes respectivement au nord et au sud. Seulement le chœur est en partie à deux niveaux d'élévation. La nef est munie d'une charpente lambrissée en carène renversée, qui forme une fausse voûte en berceau brisé. Le bas-côté nord est simplement plafonné jusqu'à la cinquième travée. Le reste de l'église est voûté d'ogives. On accède à l'église par le portail occidental de la nef ; par le portail latéral nord, dans la cinquième travée ; ou par le portail latéral sud, également dans la cinquième travée. Les trois vaisseaux de l'église sont recouverts indépendamment par des toitures à deux rampants, ce qui donne une enfilade de trois pignons en façade. Au chevet, l'on trouve un en moins, car la sacristie possède un toit en croupe. Les trois chapelles sont munies de toits en bâtière perpendiculaires à l'axe de l'édifice, et présentent ainsi des pignons au niveau de la dernière travée du bas-côté nord et du transept. Le clocher roman est coiffé d'une haute flèche octogonale en charpente, qui est couverte d'ardoise.

### Intérieur

#### Nef

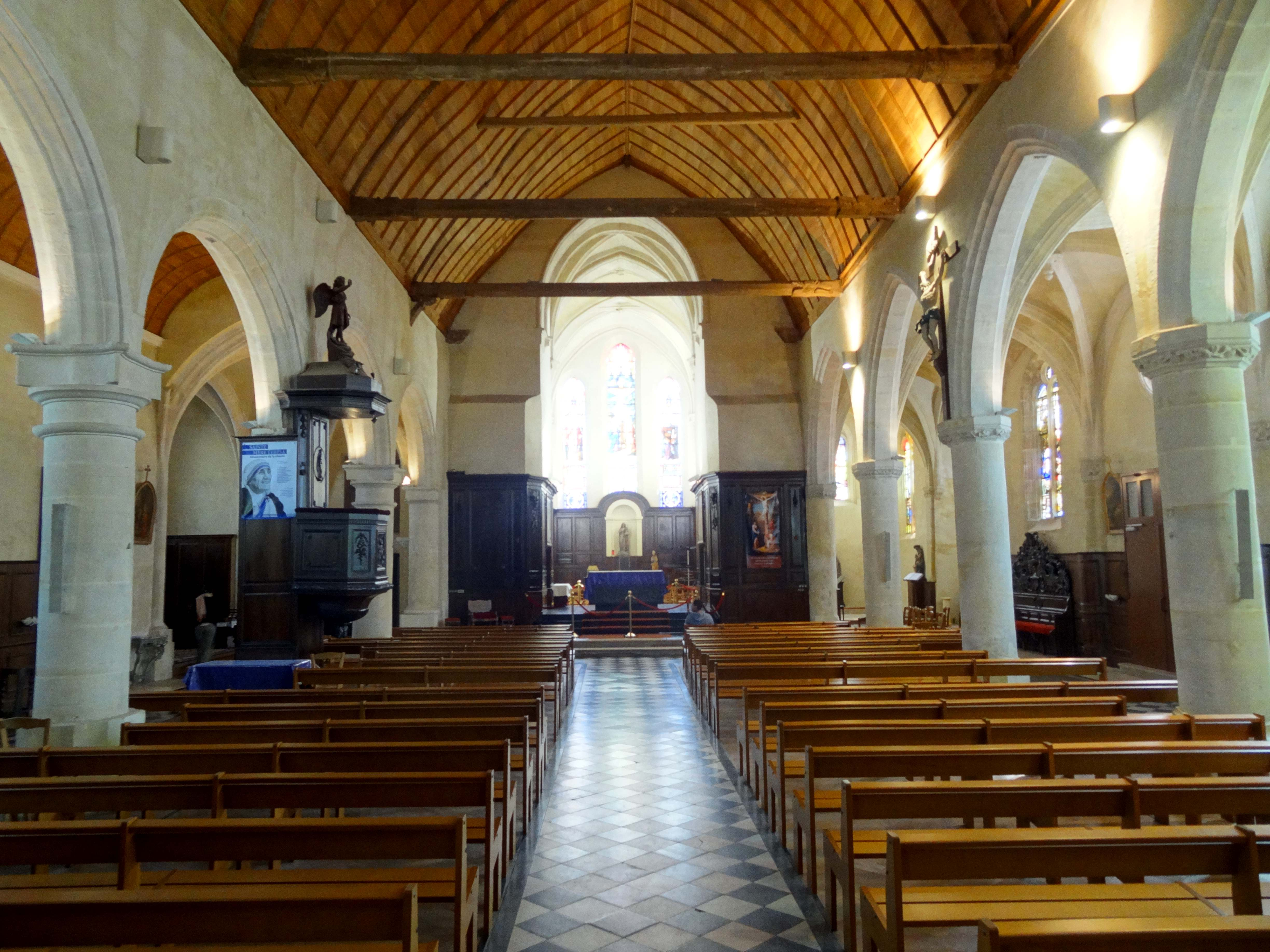
Vue vers l'est.

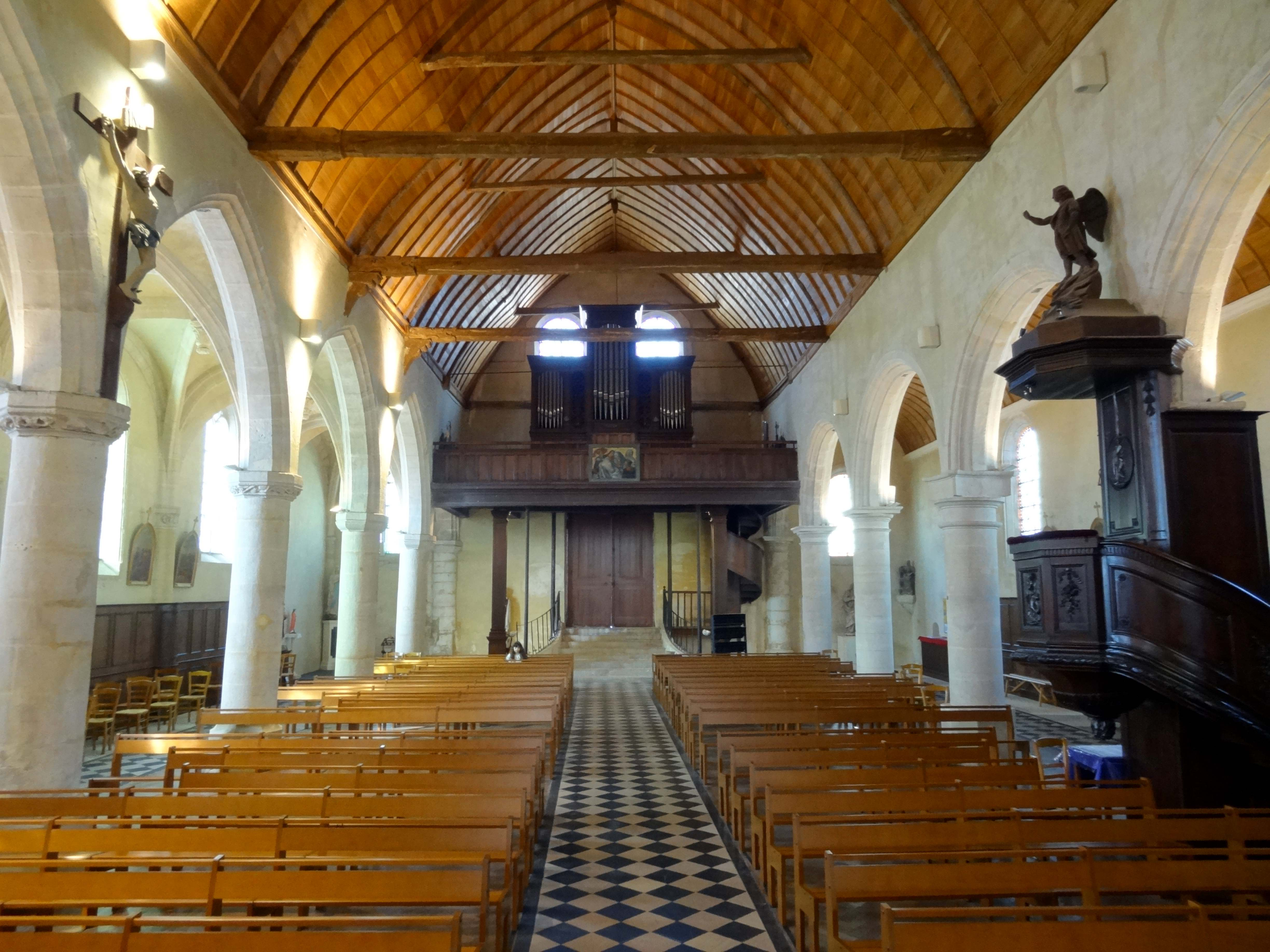
Vue vers l'ouest.

Si l'on considère que les élévations latérales sont à un seul niveau d'élévation, que les grandes arcades appartiennent aux  bas-côtés et que l'élévation orientale se rattache à la base du clocher, la nef se définit uniquement par sa charpente lambrissée en carène renversée et par son mur occidental, qui correspond au revers de la façade. Ce mur étant dénué de caractère, la nef ne dispose ainsi quasiment pas d'une architecture qui lui soit propre. La seule exception est formée par sa charpente, qui constitue en même temps sa partie la plus ancienne. Elle date certainement de la reconstruction flamboyante à l'issue de la guerre de Cent Ans, et est probablement antérieure à la nouvelle dédicace en 1507. Mais considérant qu'elle ne fait que remplacer une charpente plus ancienne et que les grandes arcades se substituent à des murs ajourés de fenêtres, on peut considérer que le volume est toujours le même qu'au XIIe siècle ou au XIIIe siècle. Il s'agit d'une ancienne nef unique et de l'une des plus vastes de la région, avec Bresles, Saint-Pierre de Senlis et Ully-Saint-Georges. Les nefs ne sont toujours pas systématiquement voûtées au XIIIe siècle, comme le montrent Gonesse et Saint-Martin-des-Champs, ni même au XIVe siècle, comme l'attestent la chartreuse de Champmol, la collégiale d'Écouis et l'église d'Hodenc-en-Bray. Ce qui est plus surprenant pour l'église d'une paroisse aussi importante que Méru, est l'absence d'un deuxième niveau d'élévation, sous la forme d'un étage de fenêtres hautes ou d'un étage de murs aveugles au-dessus des grandes arcades, cas plus fréquent à la période flamboyante. L'église Saint-Denis reprend ainsi les dispositions d'un certain nombre d'églises rurales plus modestes, telles qu'Asnières-sur-Oise, Boran-sur-Oise, Bornel et Bruyères-sur-Oise. En revanche, le renoncement à un voûtement d'ogives s'explique aisément par la grande largeur de la nef, allant de pair avec une faible hauteur. Les voûtes d'ogives étant comprises entre les murs gouttereaux, il aurait fallu exhausser ces derniers pour ne pas compromettre totalement l'harmonie des proportions, et la construction d'arcs-boutants se serait également avérée indispensable, mais difficilement réalisable tant que le bas-côté nord n'était pas construit. Encore en 2013, la nef était enlaidie par une fausse voûte en berceau brisé en bois plâtré. Depuis, la charpente a retrouvé sa splendeur grâce à une restauration, lors de laquelle le lambris traditionnel a été reconstitué. Les extrémités des entraits sont avalées par des engoulants, comme à Amblainville, Auvillers, Fresnoy-la-Rivière, Gonesse, Ully-Saint-Georges, Vez, etc. Les poinçons ont été supprimés, mais des entraits supplémentaires ont été installés en hauteur bien avant la dernière restauration.
Le nombre de six grandes arcades de chaque côté indique une église d'une certaine importance. Plus habituel est le nombre de quatre. Les arcades sont à simple rouleau et reposent sur des piliers monocylindriques appareillés en tambour. Au sud, elles sont en tiers-point, et leurs arêtes sont moulurées de deux facettes concaves. Au nord, les grandes arcades sont en plein cintre. Leur profil, plus élaboré, se compose d'un méplat dans l'intrados, et d'une doucine, d'un quart-de-rond et d'une arête vive de chaque côté. Au sud, les tailloirs des chapiteaux de la fin du XVe sont octogonaux et non moulurés. Ils sont dégagés des chapiteaux par une rainure. Les corbeilles des chapiteaux se composent, du haut vers le bas, d'une baguette, d'une frise et d'un cavet. La frise n'est sculptée que sur le troisième, le quatrième et le cinquième piliers libres, ainsi que sur le pilier engagé à la fin des grandes arcades. Les motifs sont des pampres d'une facture médiocre, ainsi qu'un calice dont sortent des feuillages, une colombe, une chimère, une tête d'angelot flanquée d'ailes déployées, etc., sur le cinquième pilier. Au nord, les grandes arcades de 1678 retombent sur des tailloirs qui affectent le plan de chapiteaux corinthiens, mais sont portés par des chapiteaux dérivés du dorique, dépourvus de tout élément sculpté.

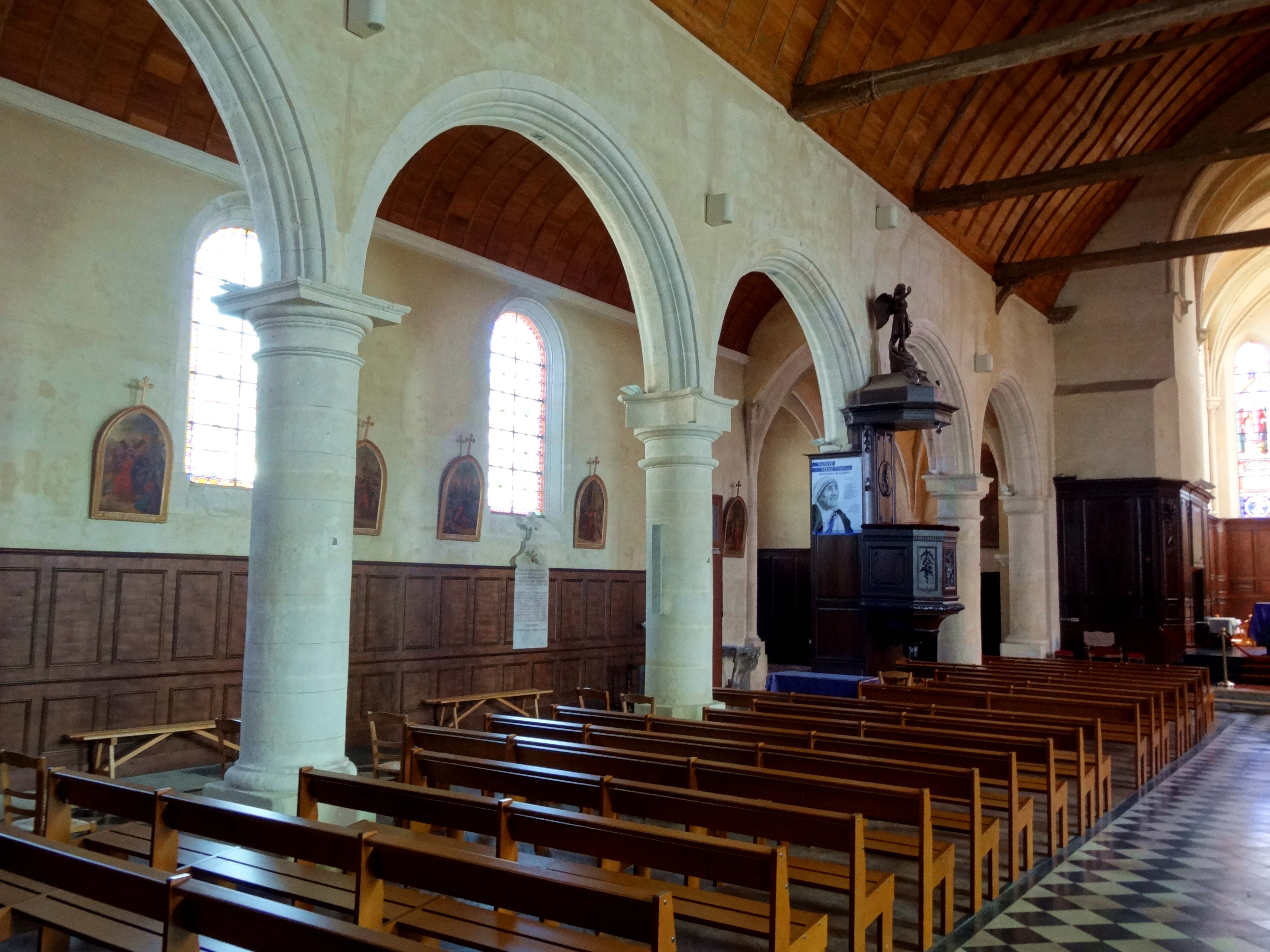
Grandes arcades du nord.
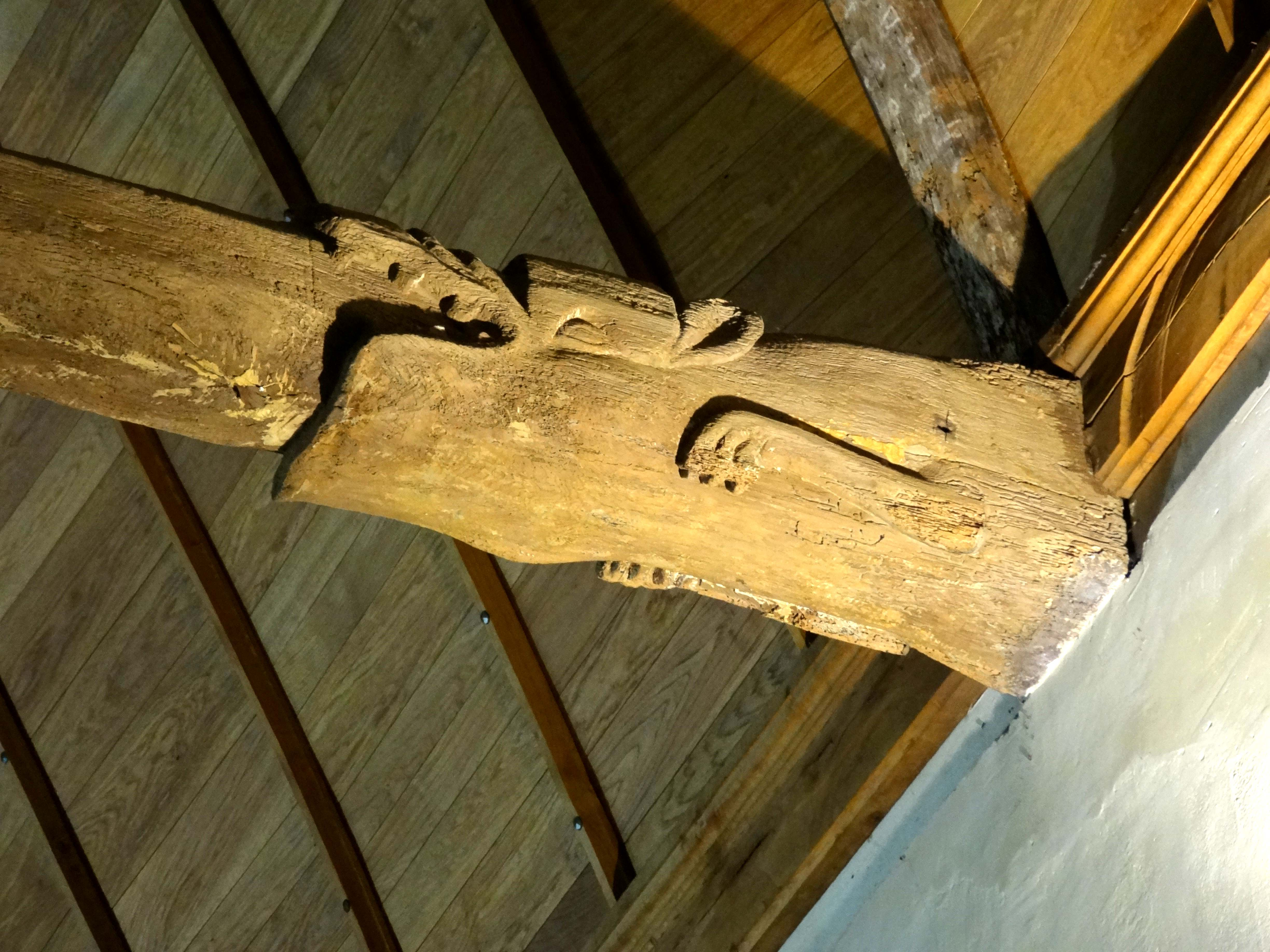
Engoulant de la charpente.
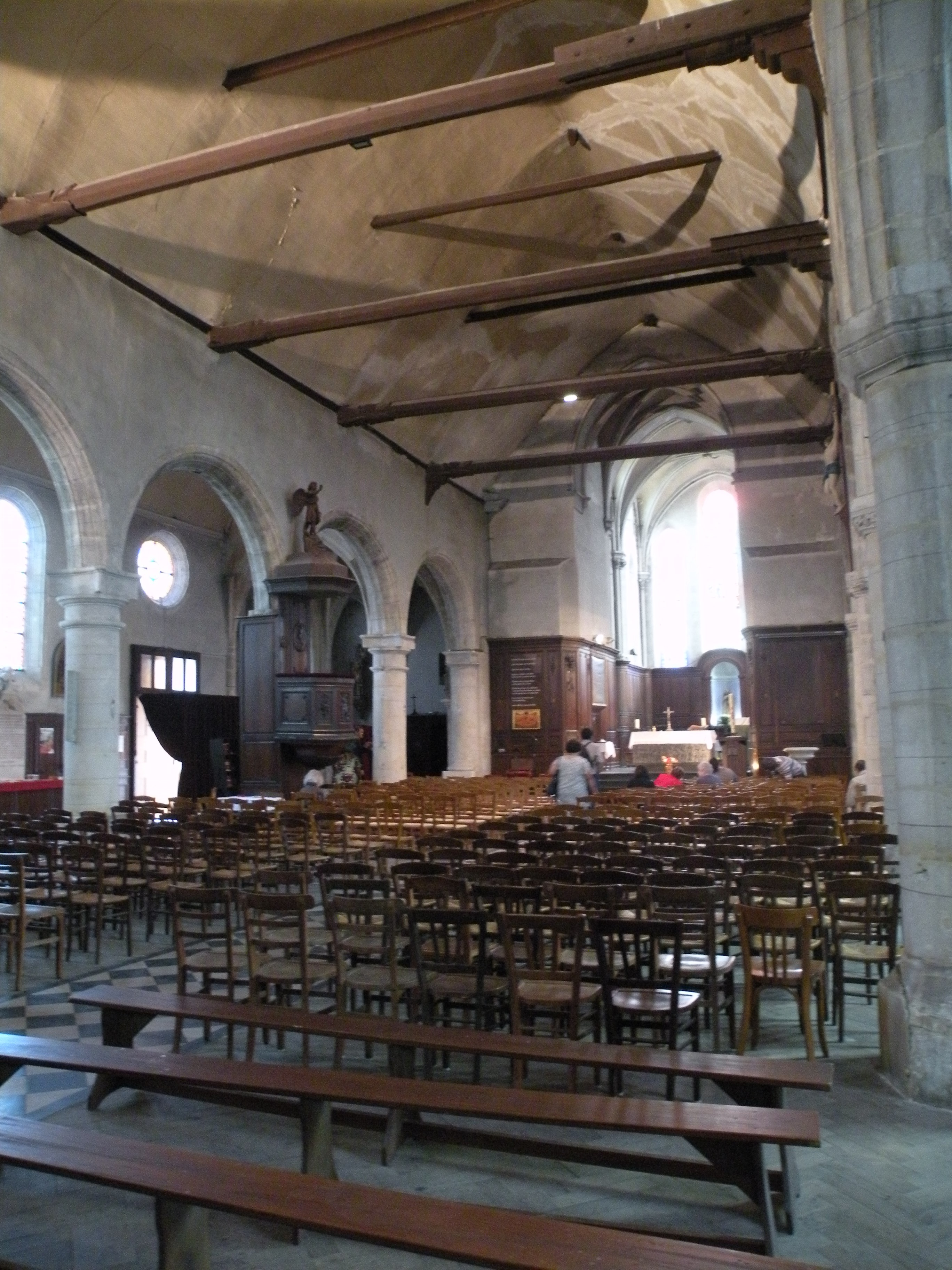
Vue vers le nord-est avant restauration.
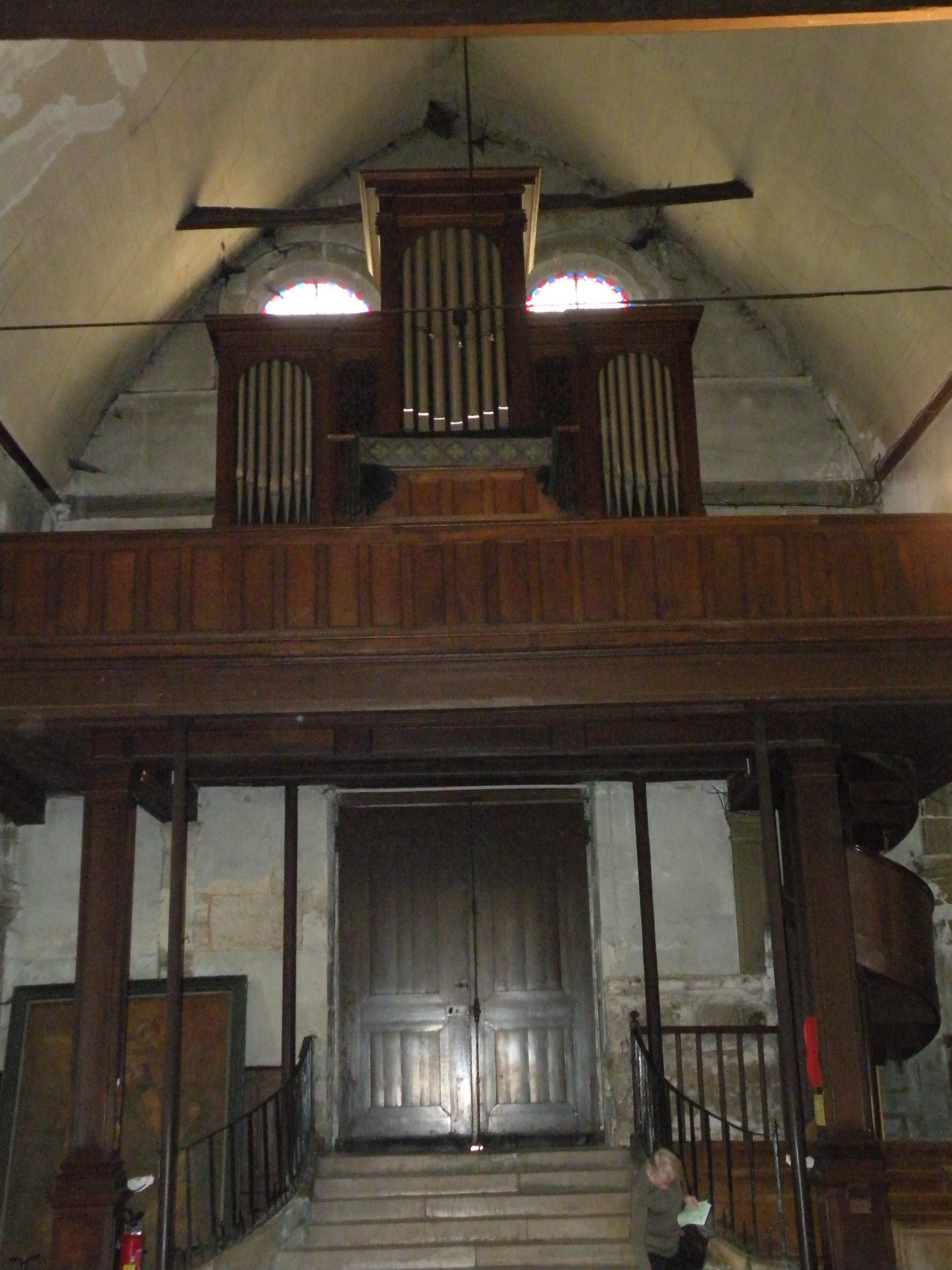
Tribune d'orgue et portail avant restauration.
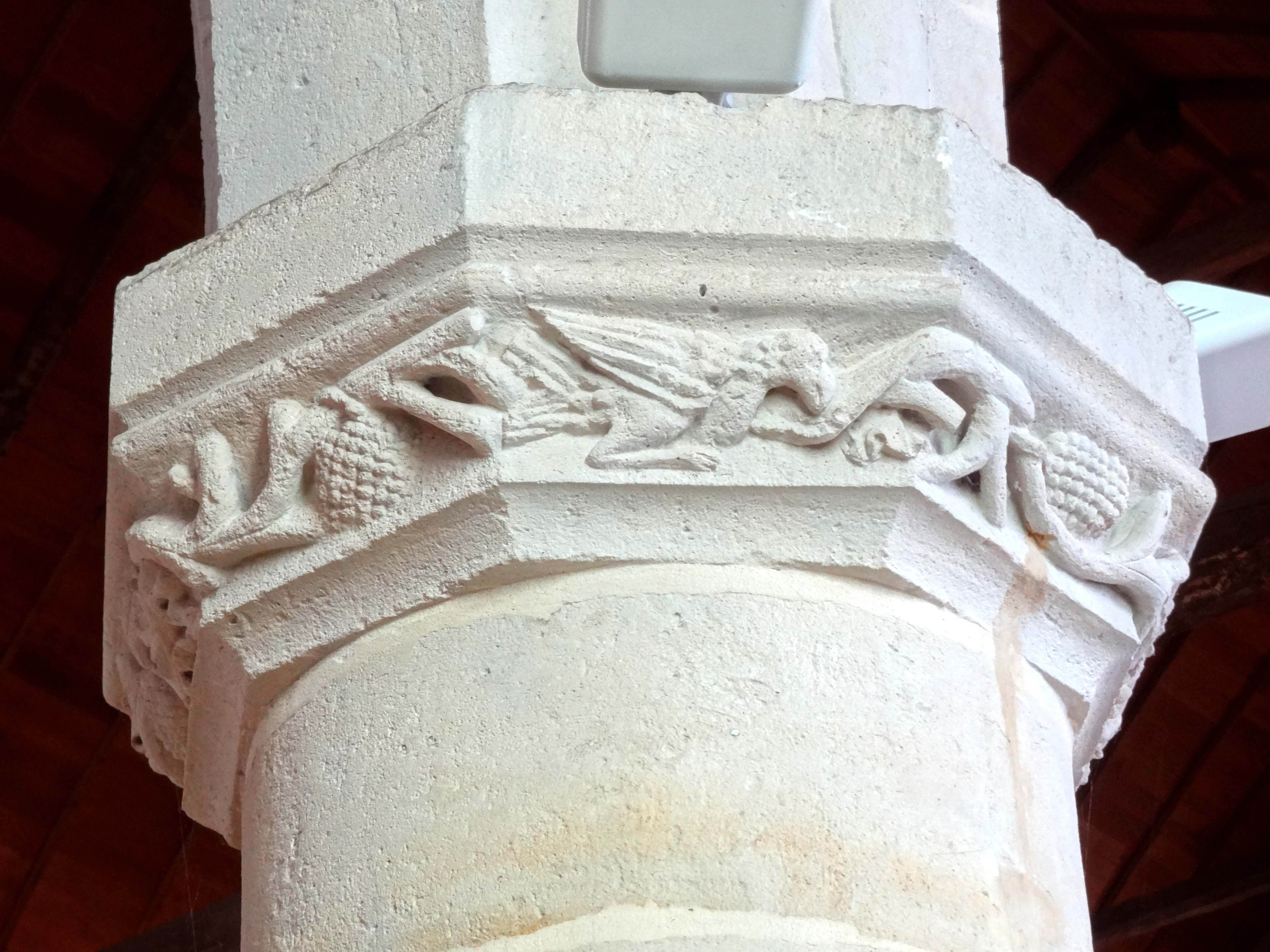
Chapiteau du 3e pilier du sud.
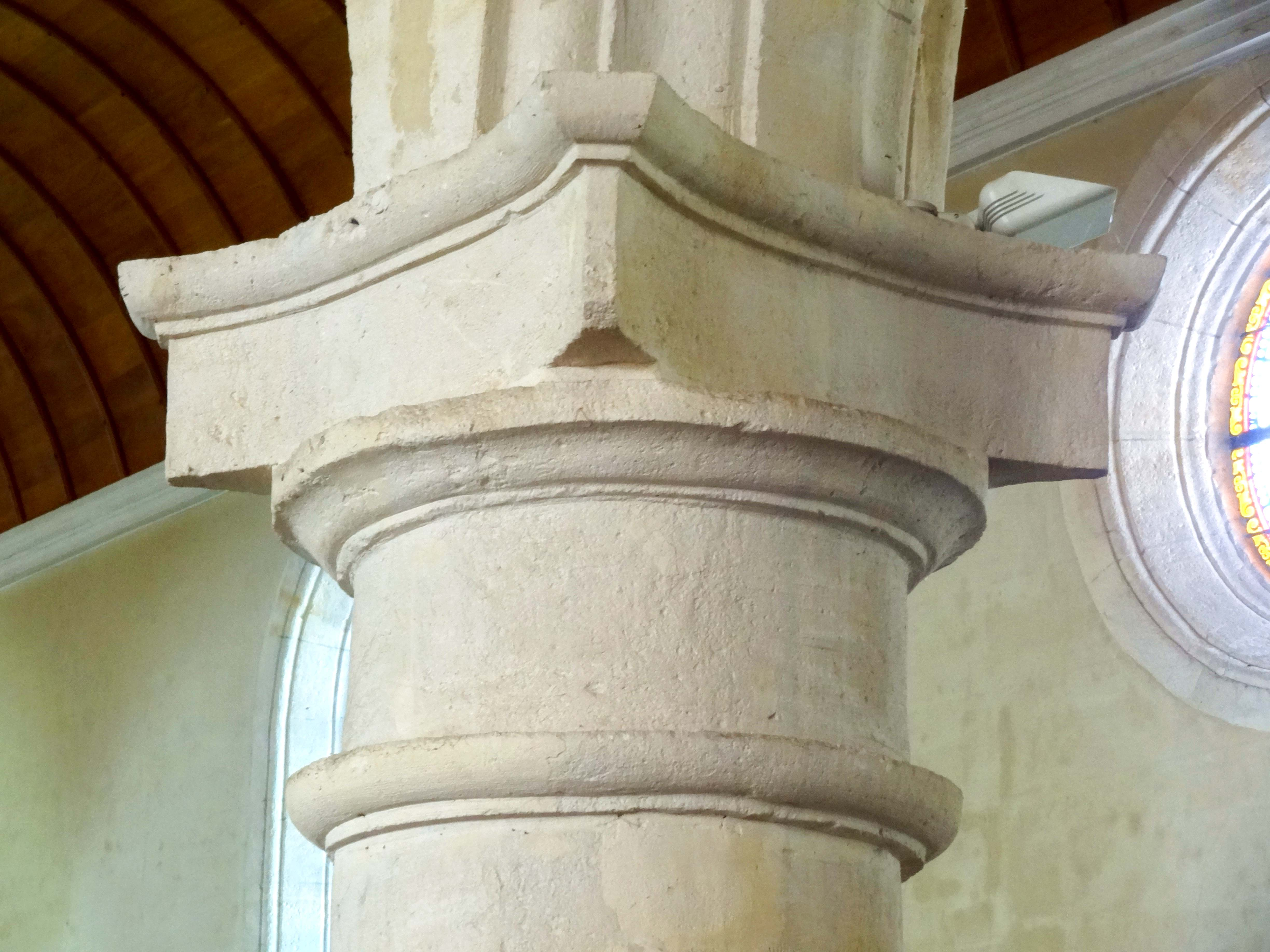
Chapiteau du 5e pilier du nord.

#### Bas-côtés

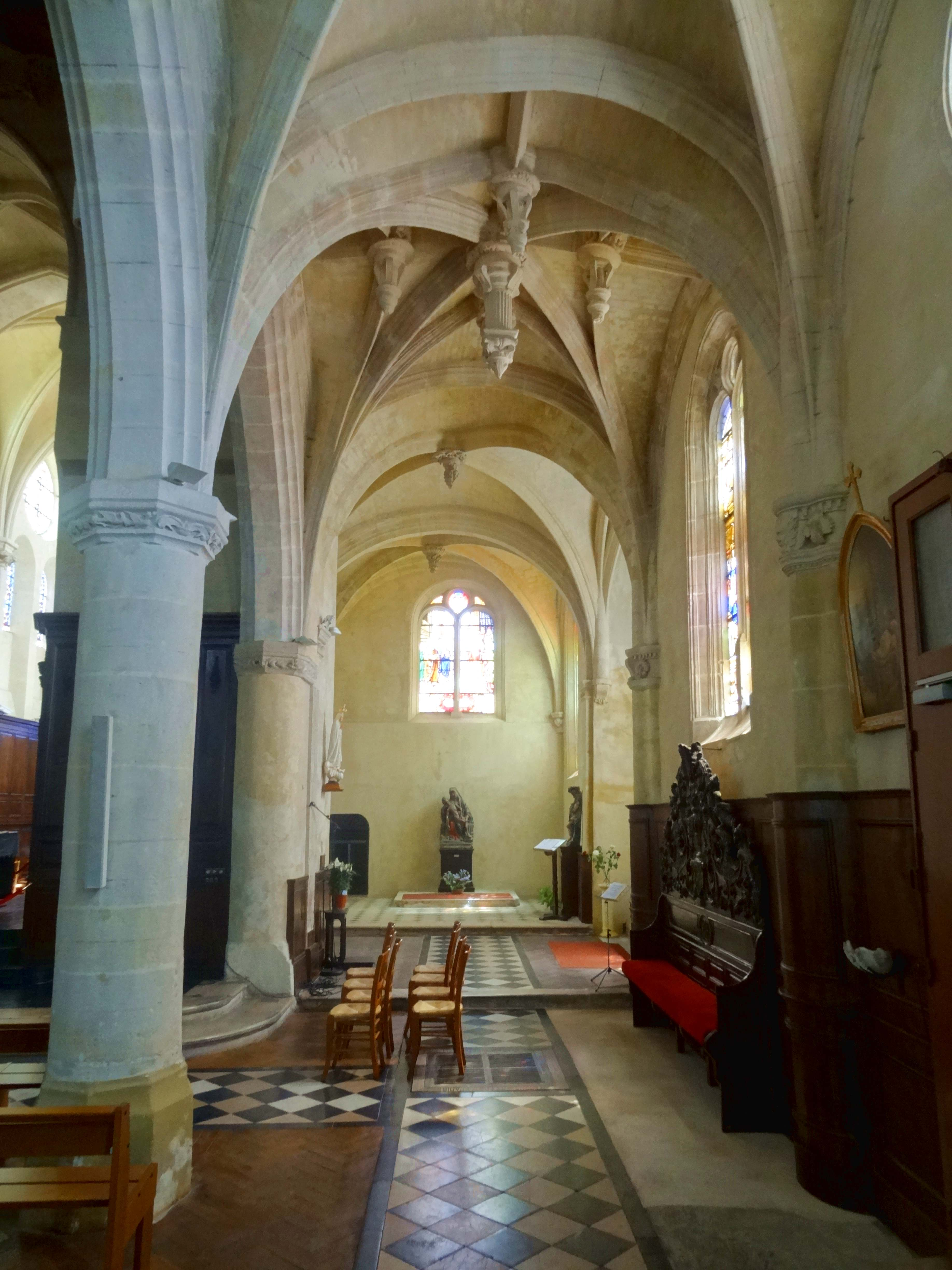
Bas-côté sud, 5e travée, vue vers l'est.

Le bas-côté sud a dû être achevé une quarantaine d'années après les grandes arcades et la cérémonie de dédicace en 1507. Les nervures de ses voûtes sont étroites et fortement saillantes, et évoquent ainsi encore le style flamboyant, mais leur coin émoussé annonce la fin de la période gothique. À plus forte raison, les arcs-doubleaux perpendiculaires et les fenêtres en plein cintre traduisent l'influence de la Renaissance. Parmi les voûtes, celle de la sixième travée mérite l'attention pour ses liernes et tiercerons, et ses cinq clés pendantes ornées de guirlandes, rosettes, consoles, cannelures et bourgeons. Toutes les clés de voûte du bas-côté sud sont de belle facture, mais les plus intéressantes sont certainement celles de la quatrième et cinquième travée, dont les pendentifs sont entourés de motifs découpés à jour, vraisemblablement inspirés des découpages flamboyants, même si les motifs (volutes et rosettes) sont tirés du vocabulaire ornemental de la Renaissance. Près des clés, on voit les amorces de deux liernes, qui n'ont finalement pas été réalisées. Plus originaux encore sont les supports engagés du côté sud. Ils font preuve d'une transition très successive du style flamboyant vers le style Renaissance. Sauf dans l'angle sud-ouest, où l'on trouve un fût cylindrique aux trois quarts engagé, les voûtes sont reçues sur des piliers ondulés à trois renflements empruntés à l'architecture flamboyante. Les tailloirs et les chapiteaux, dont la distinction est aléatoire, adoptent le même plan. Du haut vers le bas, ils affichent un quart-de-rond ; un listel ; un rang de postes ou de petites arcatures en plein cintre ; une frise sculptée ; un filet ; une doucine ; un listel et un rang de perles. La frise comporte au milieu une petite tête humaine, un homme vert ou une console appliquée. Ce motif se superpose aux postes ou arcatures, et est flanquée d'une fleur de chaque côté, dont la physionomie est beaucoup plus naturaliste que celle des rosettes ou patères à ombilic de la Renaissance. Dans l'angle sud-ouest, l'on trouve, à titre d'exception, un tailloir carré sculpté d'oves au-dessus d'un chapiteau arborant une tête de chérubin crachant des phylactères. Quant aux fenêtres, elles sont réalisées avec soin, et leurs pourtours sont agrémentés de nombreuses strates de modénature. Cependant, comme le veut l'époque, le remplage est toujours le même, excepté pour l'oculus circulaire au-dessus du portail latéral, qui en est dépourvu. Il s'agit du remplage Renaissance standard composé de deux formes en plein cintre surmontées d'un petit oculus. Pour venir au bas-côté nord, il n'appelle que peu de remarques, et fait figure de parent pauvre, pour employer les mots de Jean Van Aertenryck. Les fenêtres sont dépourvues de remplage, et seule la dernière travée est voûtée. Assez curieusement, cette voûte est en tiers-point, et semble plus ancienne que ses homologues du sud. Les nervures sont aussi à coin émoussé, mais d'un profil plus simple.

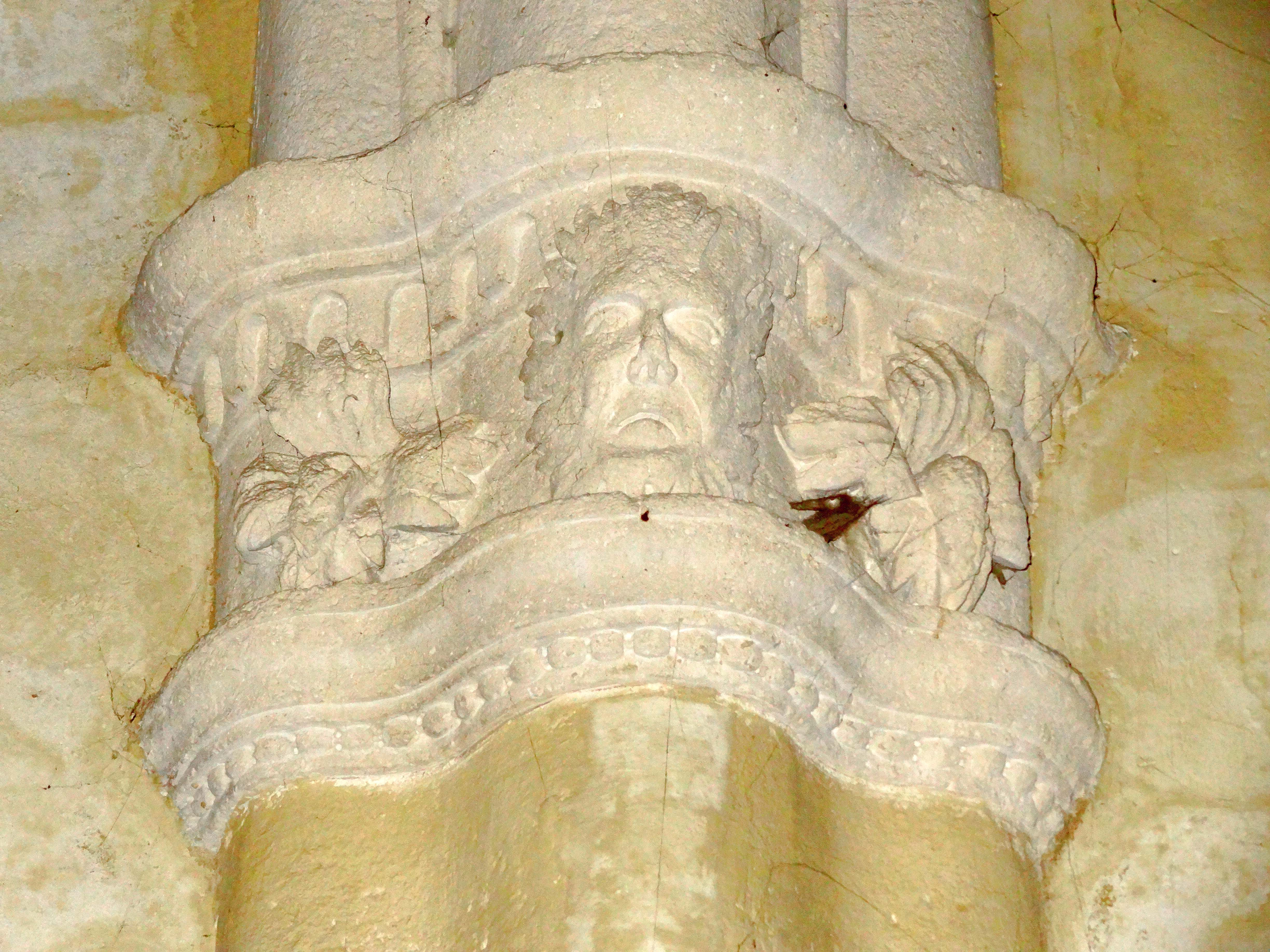
Bas-côté sud, chapiteau engagé du 5e doubleau.
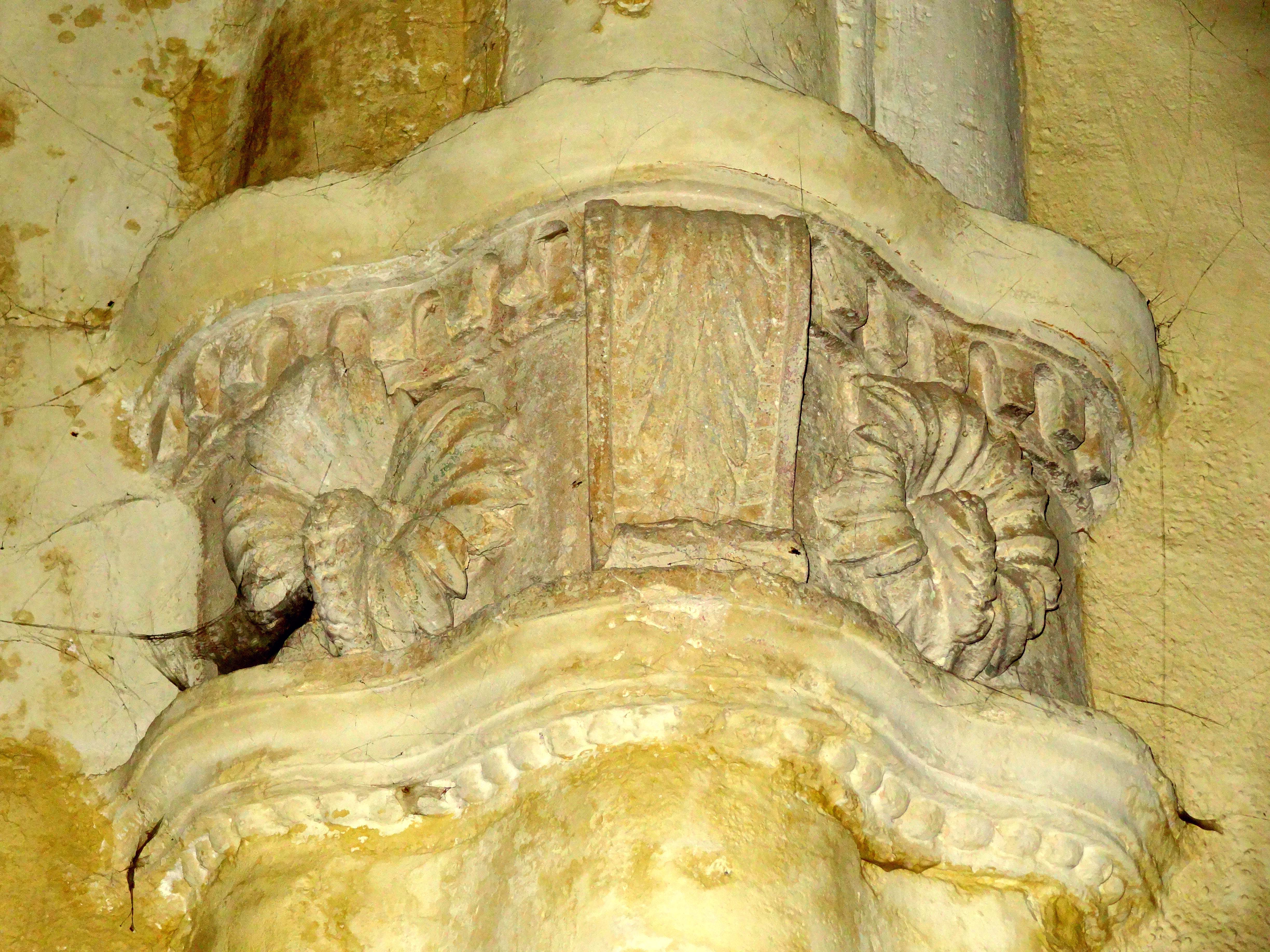
Bas-côté sud, chapiteau engagé du 6e doubleau.
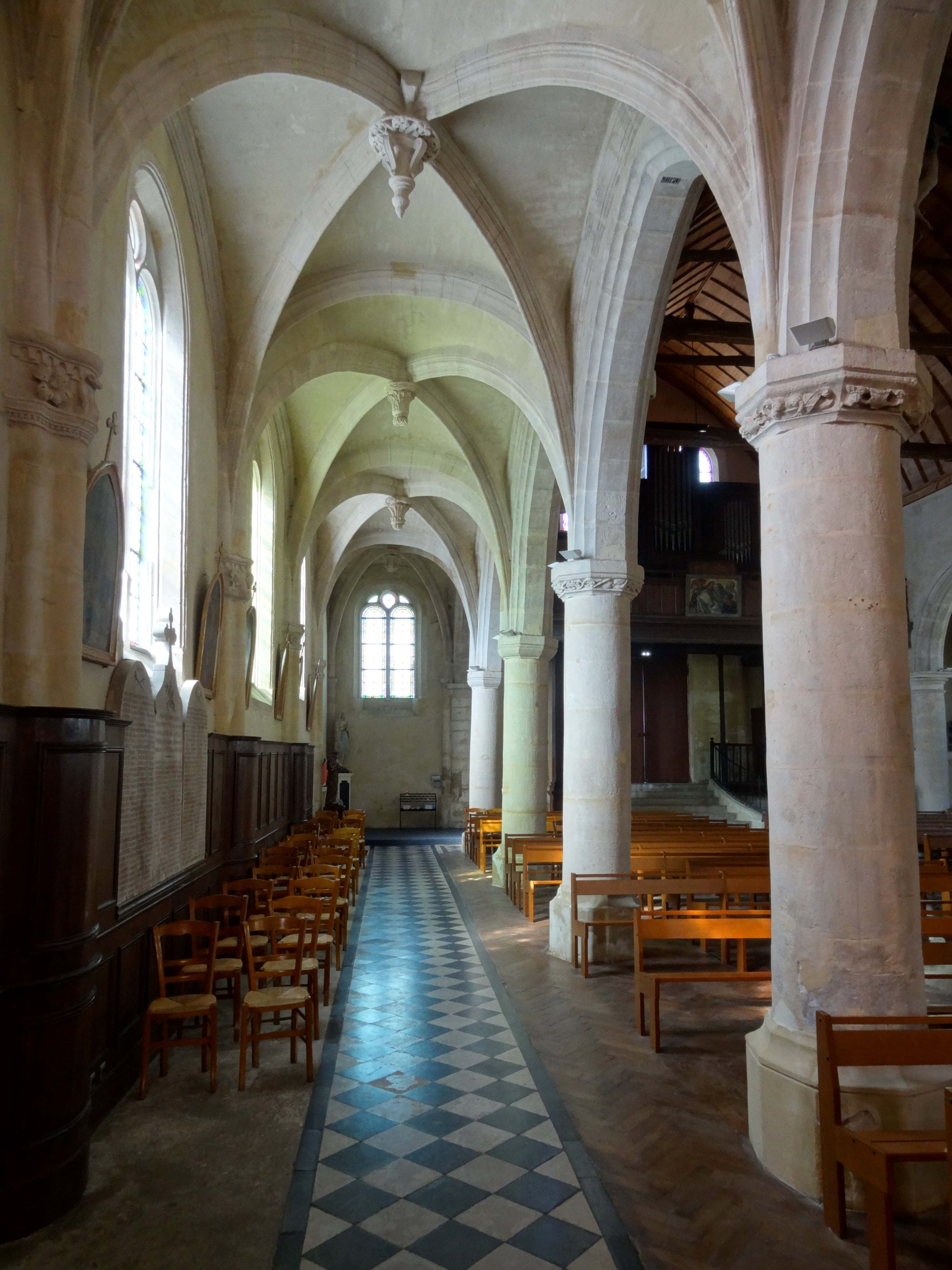
Bas-côté sud, vue vers l'ouest.
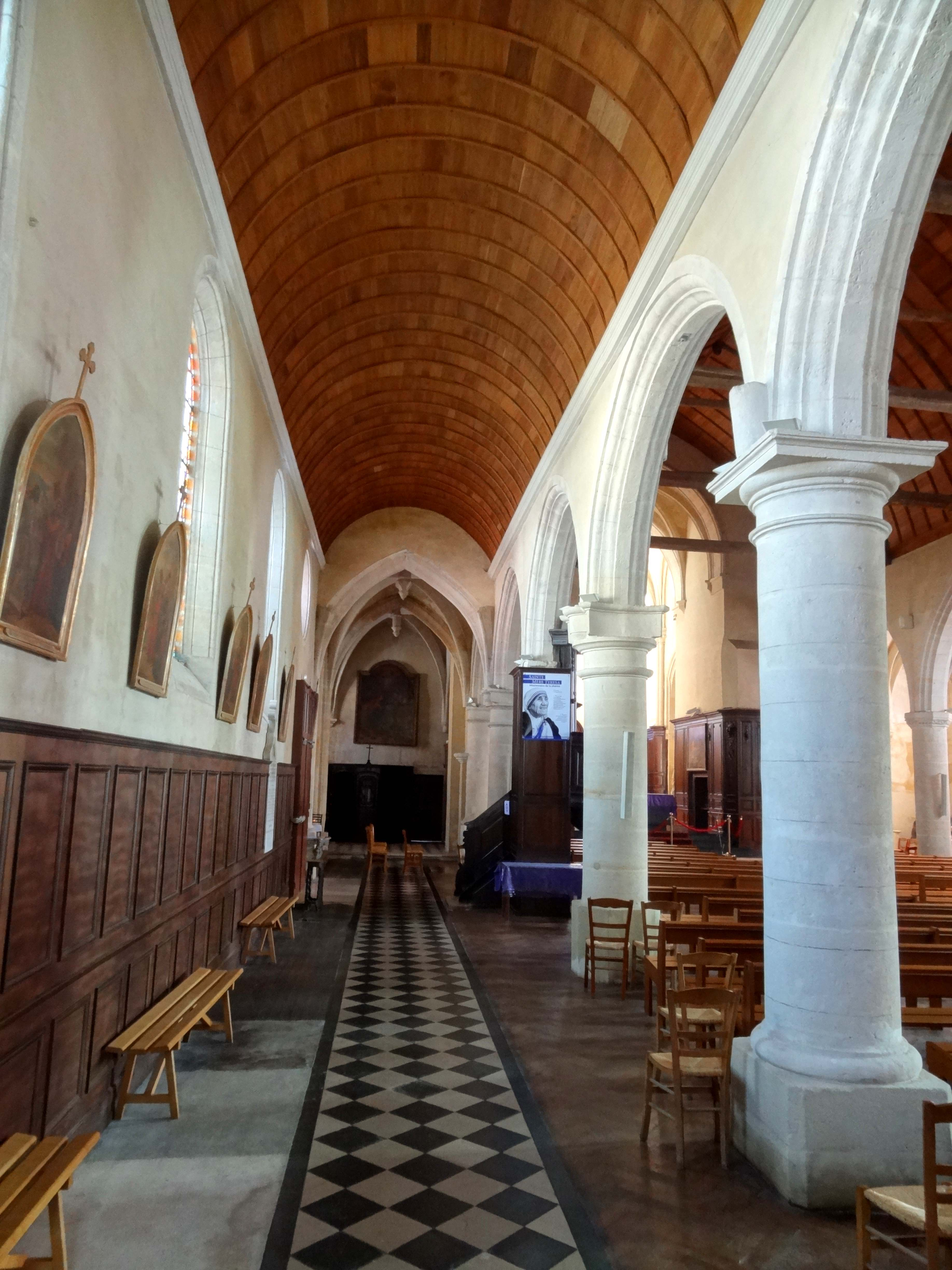
Bas-côté nord, vue vers l'est.
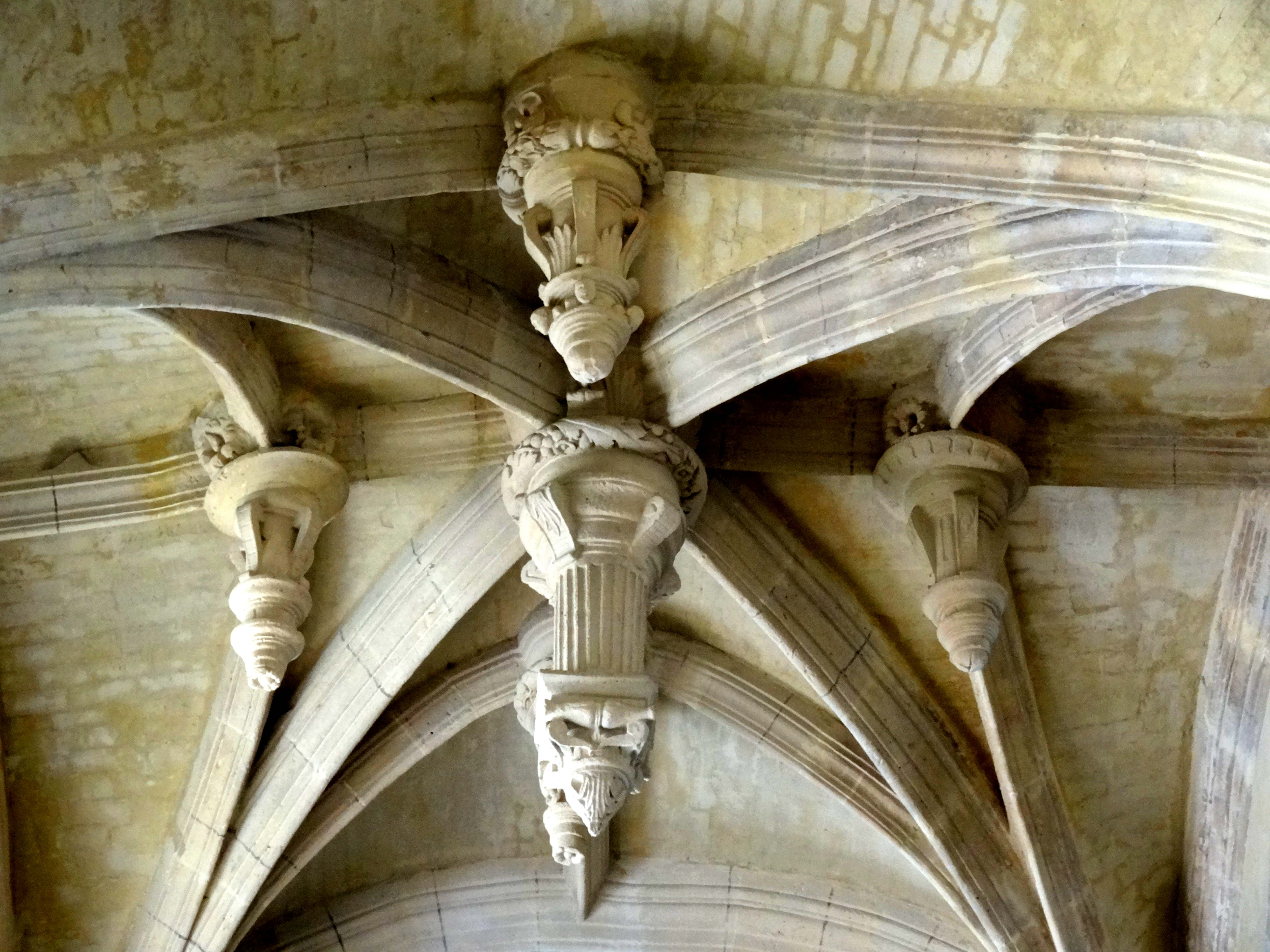
Bas-côté sud, voûte de la 6e travée.
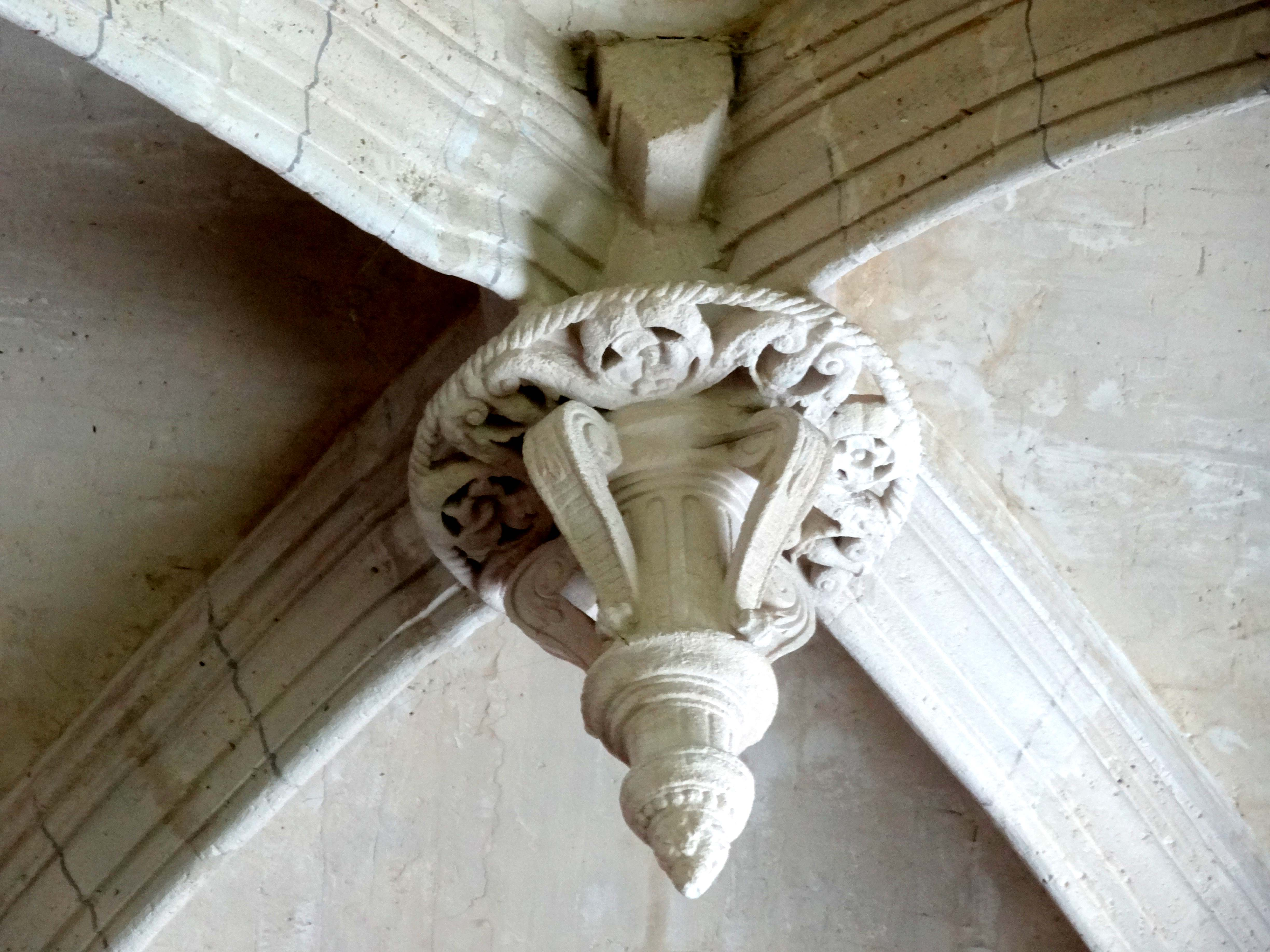
Bas-côté sud, clé de voûte de la 4e travée.

#### Base du clocher

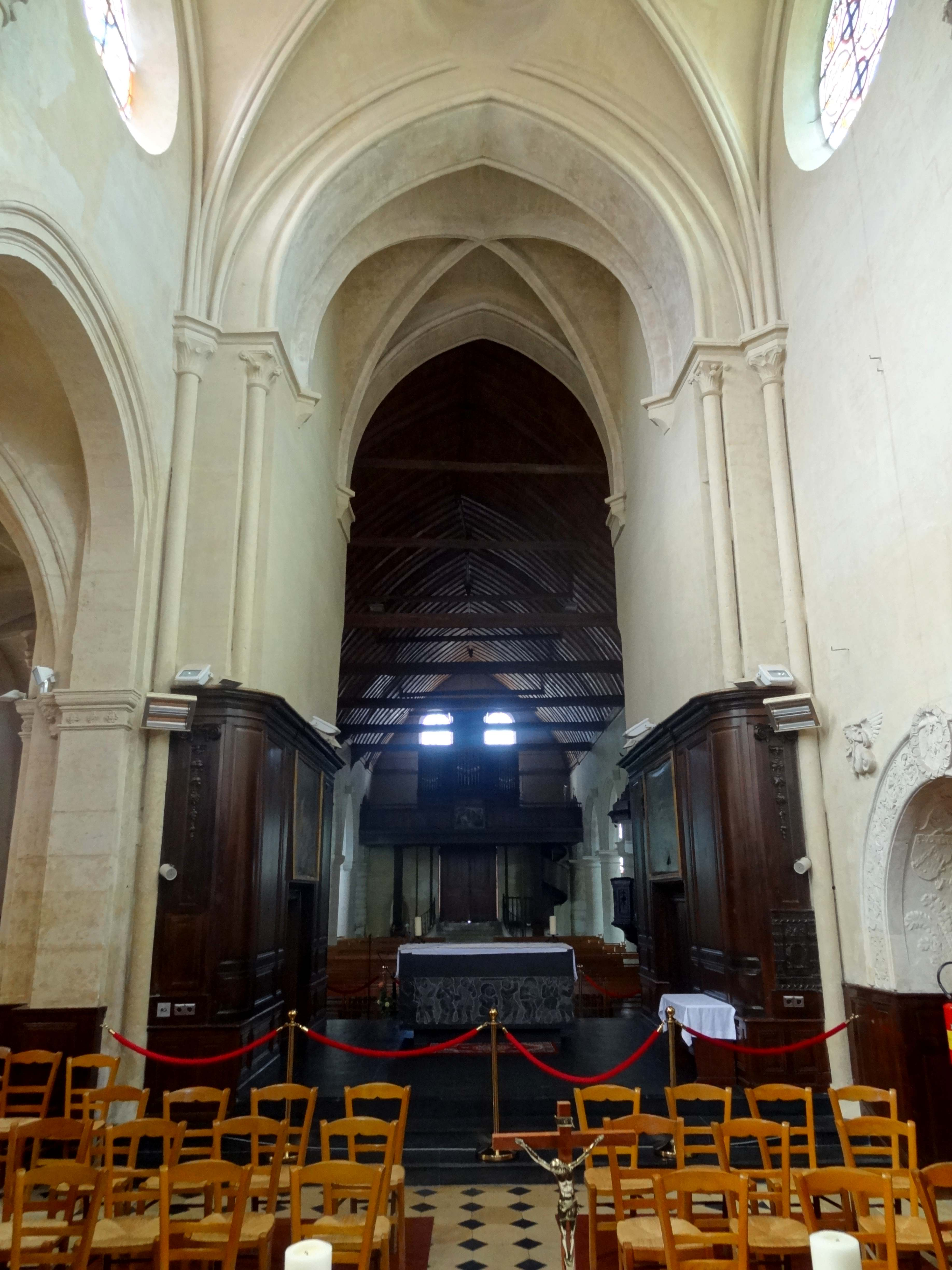
Vue depuis l'est (chœur).

Il est le lot des églises à nef unique et à clocher central que le vaisseau se rétrécit à l'entrée du sanctuaire, dont la base du clocher fait partie. À Méru, le contraste entre la largeur de la nef et l'étroitesse de l'arc triomphal est particulièrement marqué. C'est aussi une belle illustration de l'effet des proportions sur l'appréciation de la hauteur du vaisseau. En raison de sa largeur, et de l'absence d'un deuxième niveau d'élévation au-dessus des grandes arcades, la nef paraît relativement basse. En raison de son exigüité, la base du clocher paraît élancée, bien que le sommet de sa voûte se situe en dessous de la ligne faîtière du lambris de la nef. Son architecture n'offre aucun intérêt particulier. Son intérêt réside principalement dans le fait que la travée ne communique pas avec les croisillons du transept, qui, à vrai dire, n'apparaît comme tel qu'en plan. Dans pratiquement toutes les églises pourvues de croisillons après coup, des arcades latérales ont été ouvertes dans la base du clocher. À gauche et à droite, l'arc triomphal est flanquée de murs pleins, qui se retraitent par des glacis aux deux tiers de la hauteur des piédroits, et au niveau des impostes. Aussi bien l'arc triomphal que le doubleau oriental sont en tiers-point, et très épais. Ils sont pourtant à simple rouleau. Leurs arêtes sont adoucies par des tores. La retombée s'effectue sur des impostes profilés d'une tablette, d'une baguette (partiellement manquante) et d'un haut cavet. Il n'y a ni chapiteaux, ni colonnettes. Les impostes sont reliés à des tailloirs à bec (en pointe) du même profil, vers l'intérieur de la travée, qui reposent sur des culots non sculptés. Ces culs-de-lampe reçoivent les ogives de la voûte de la base du clocher. Cette voûte de facture rustique est en tiers-point, et barlongue dans le sens nord-sud. Elle est dépourvue de formerets et d'une clé sculptée. Ses ogives accusent une gorge entre deux facettes concaves, profil tout à fait inusité qui traduit néanmoins clairement le style flamboyant. On voit ainsi que le style roman soit entièrement absent à l'intérieur de l'église. Si la voûte elle-même doit dater de la reconstruction après la guerre de Cent Ans, les impostes ne peuvent pas nier leur lien de parenté avec le chœur gothique, où les tailloirs affichent le même profil. Si le chantier du chœur a pu être lancé à la fin du XIIe siècle en jugeant d'après son style, les tailloirs à bec ne font leur apparition qu'à la fin de la première période gothique, dans les années 1230. Malgré ceci, la base du clocher de Méru n'a probablement pas fait l'objet d'une reprise en sous-œuvre totale, car les murs latéraux ne sont pas concernés par les remaniements. Cependant, il est probable que la base ait été exhaussée au détriment d'un étage intermédiaire, comme à Cauvigny, Jaux, Jouy-le-Moutier, Montjavoult, Rully, Sarcelles, Villers-sous-Saint-Leu, etc.

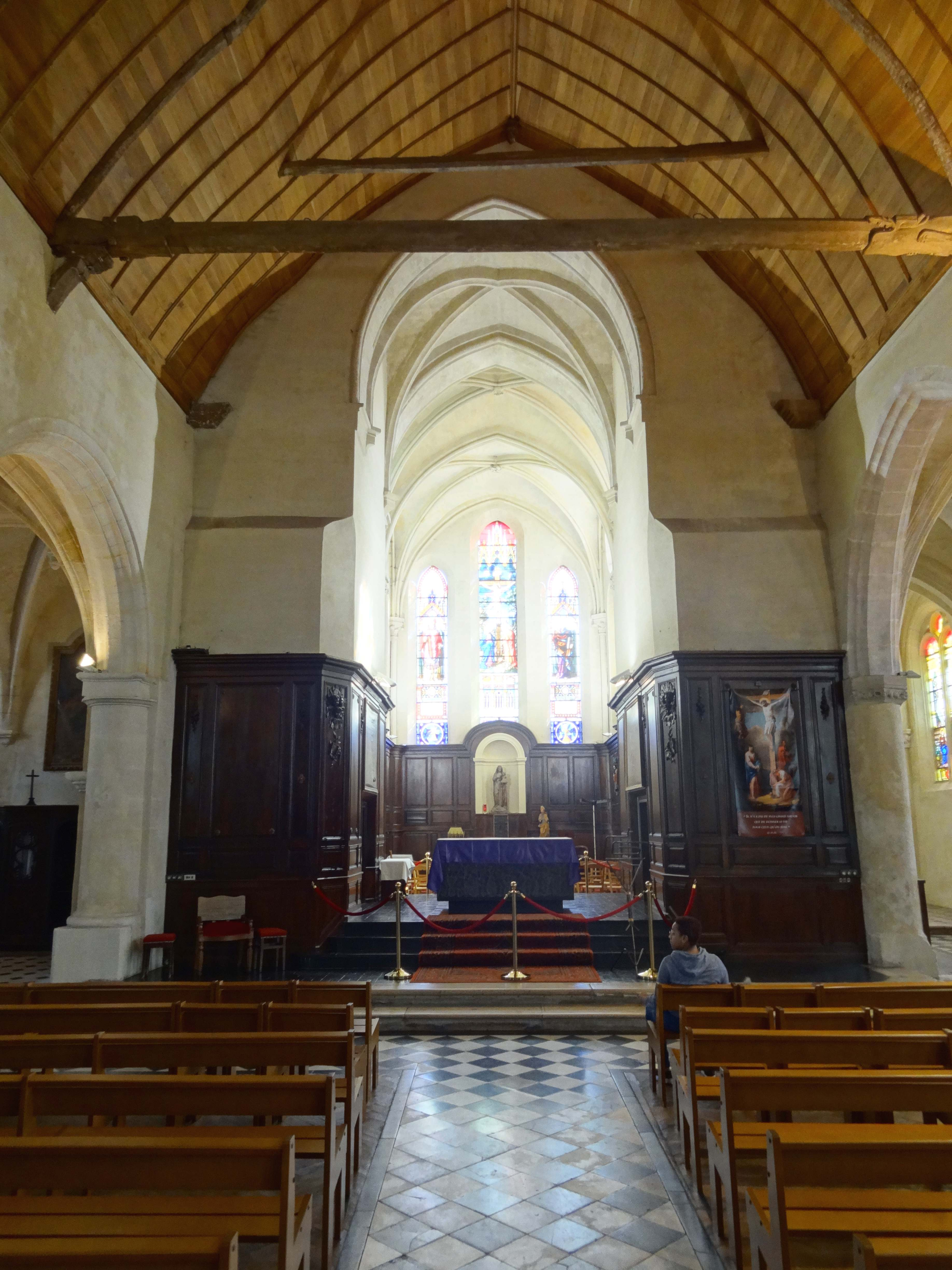
Vue depuis l'ouest (nef).
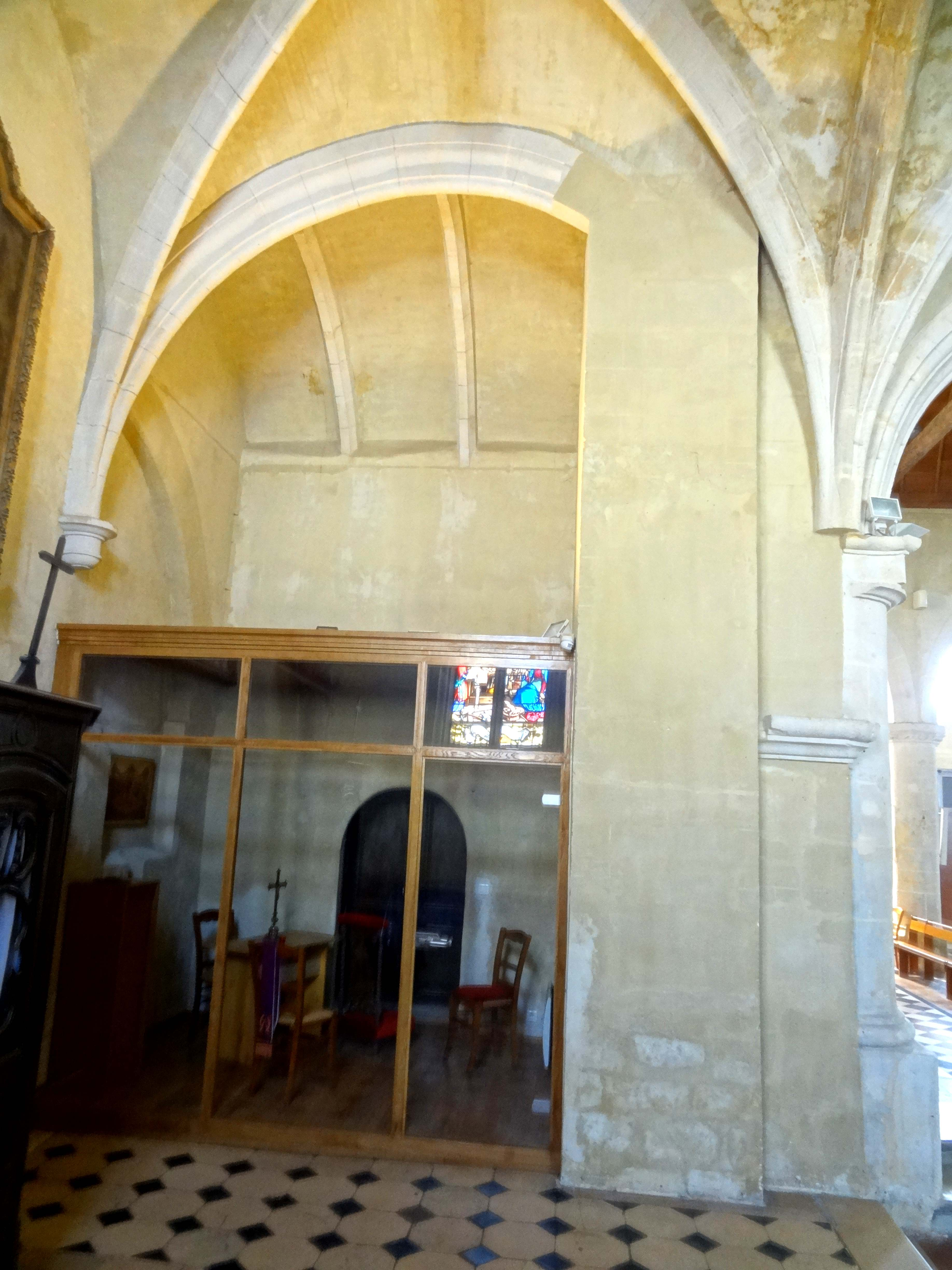
Vue depuis le nord.
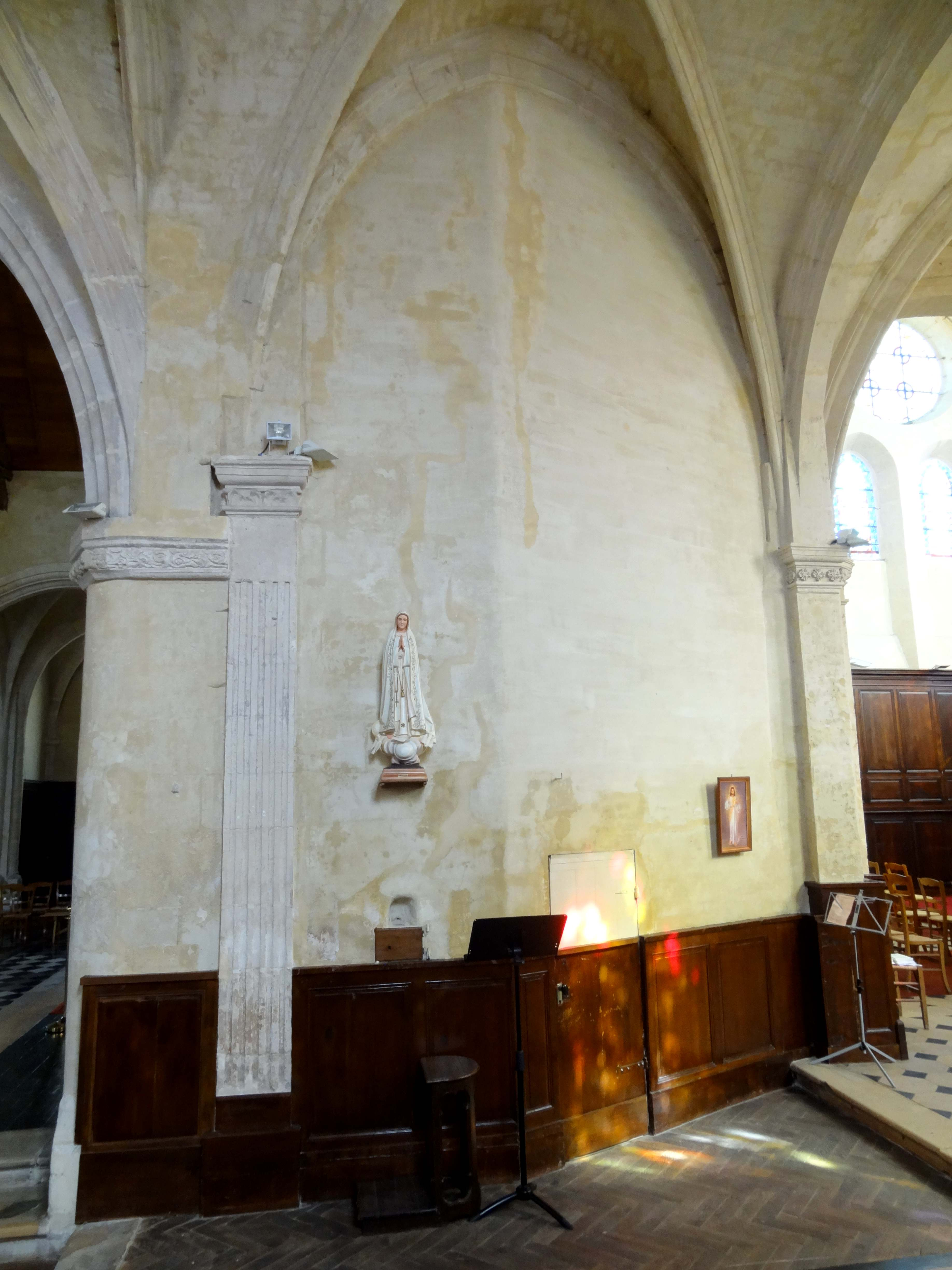
Vue depuis le sud.
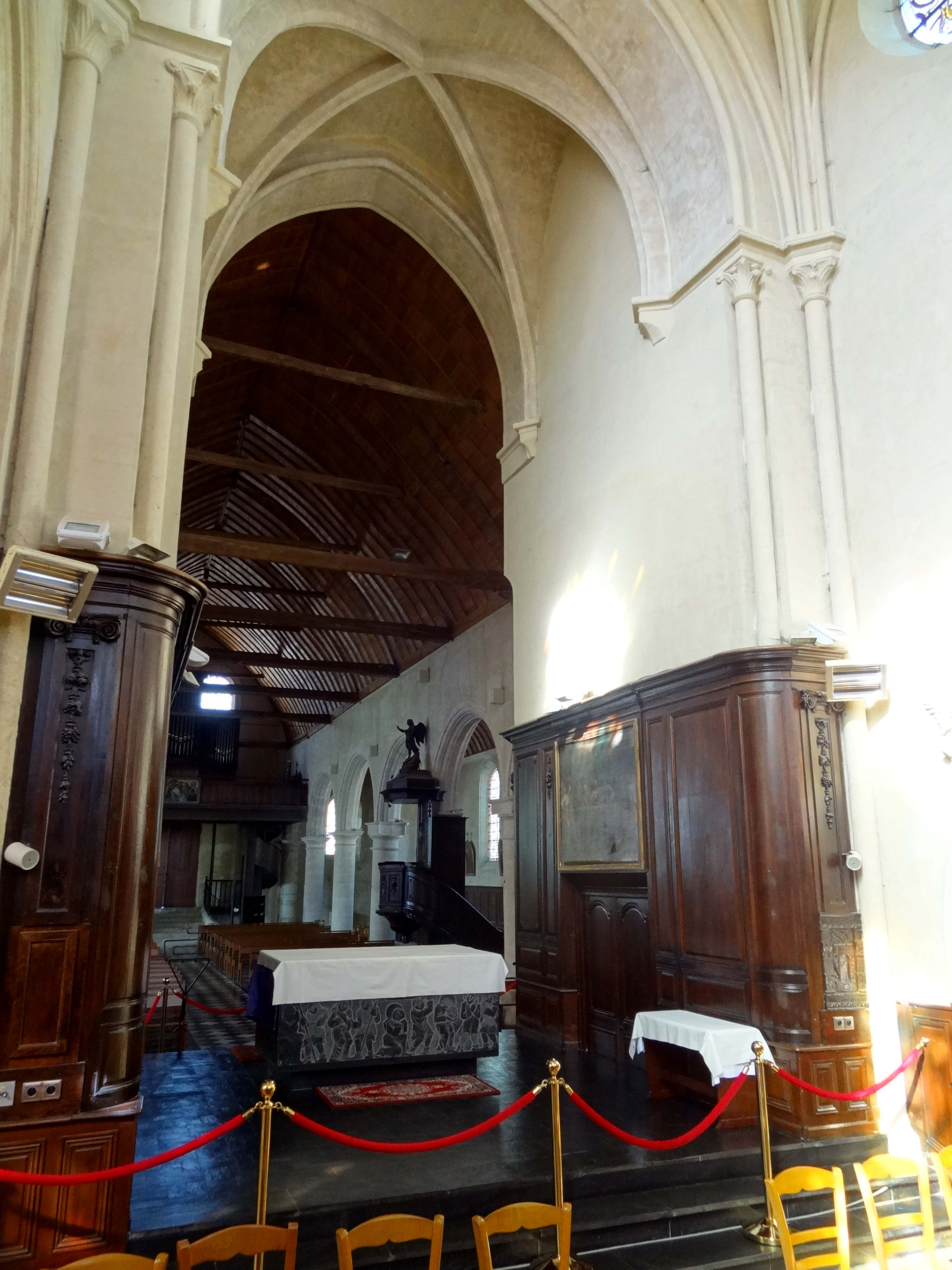
Vue vers le nord-ouest.
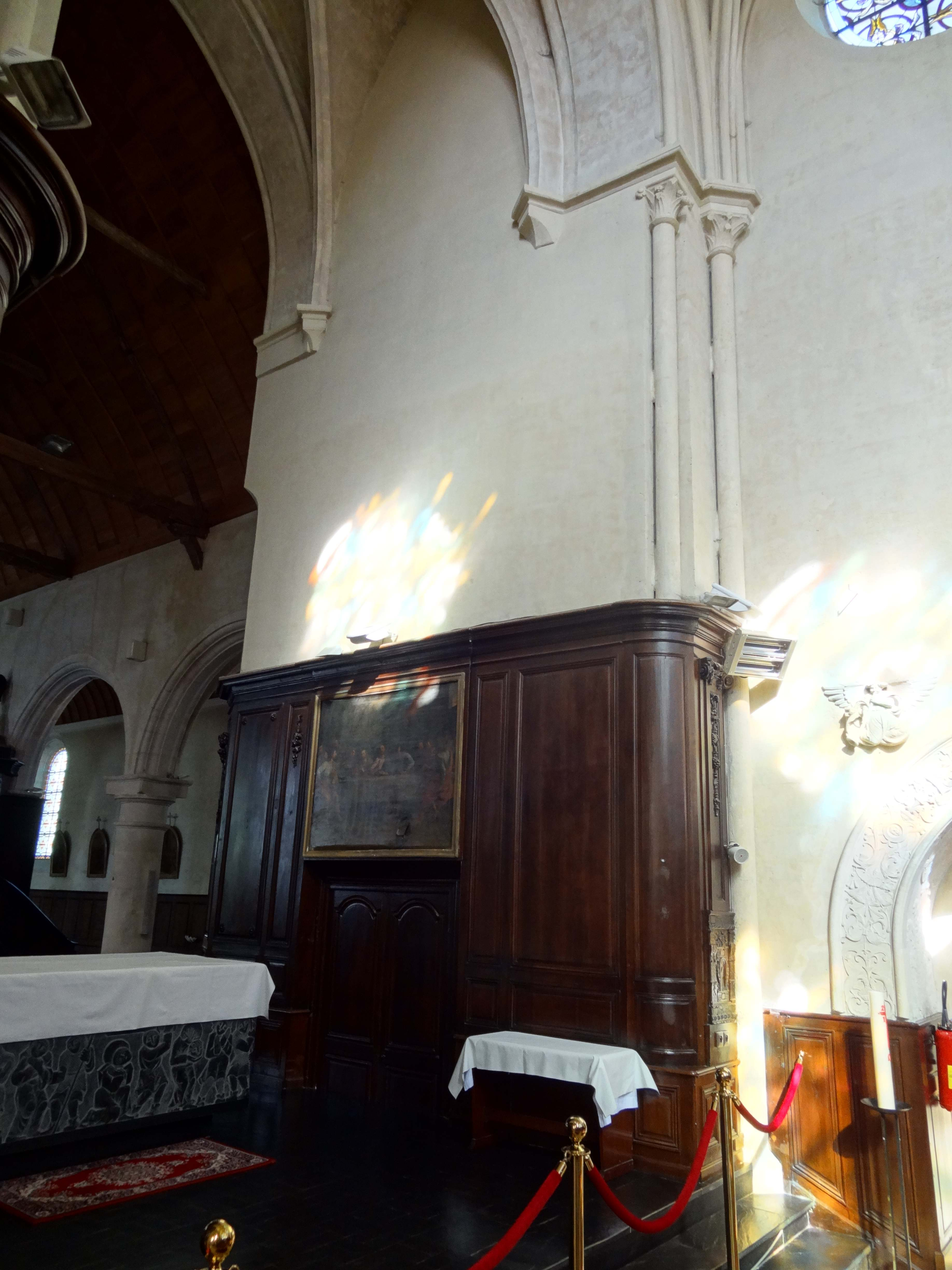
Vue vers le nord-ouest.
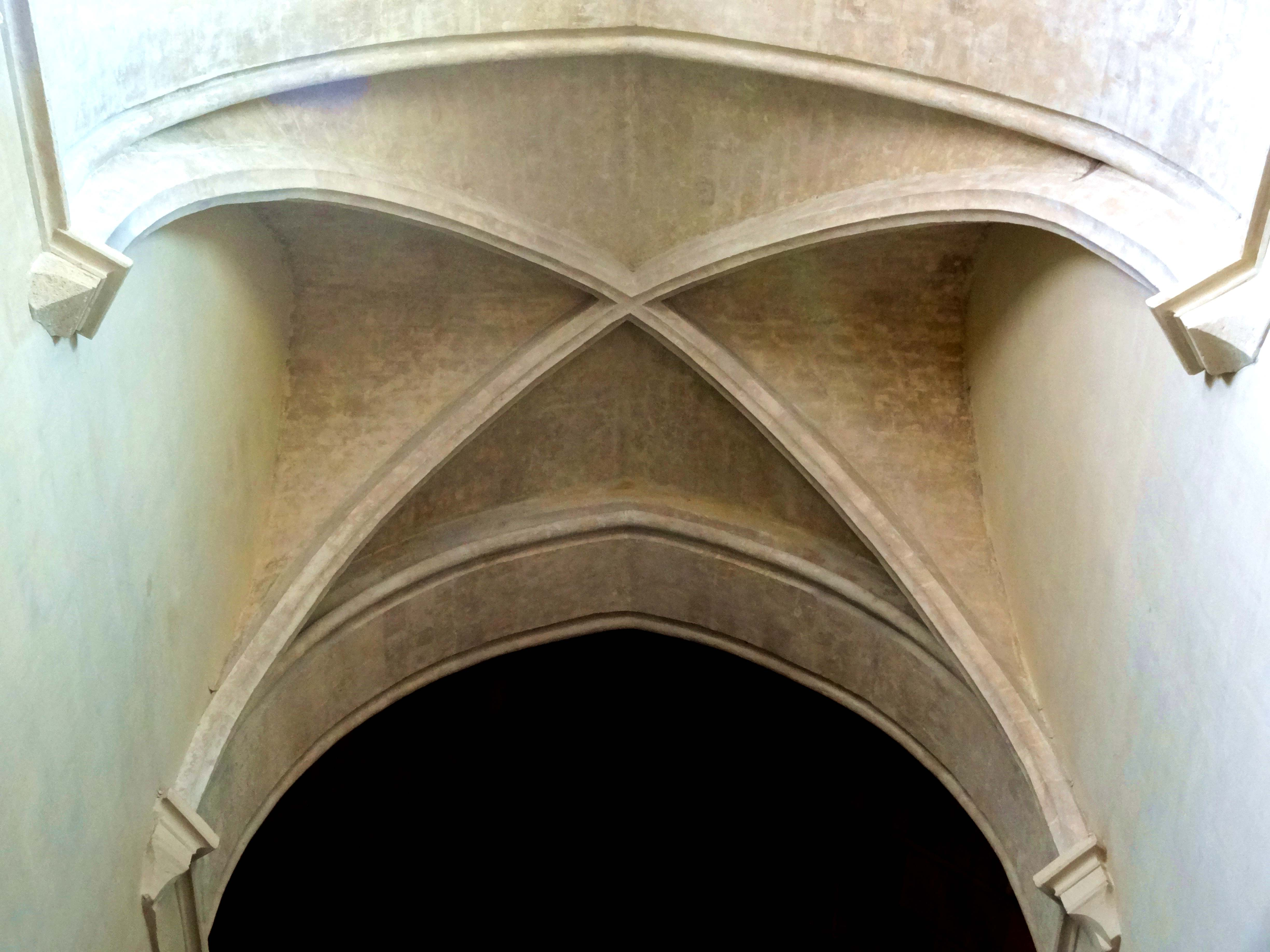
Voûte.

#### Croisillons et chapelles latérales

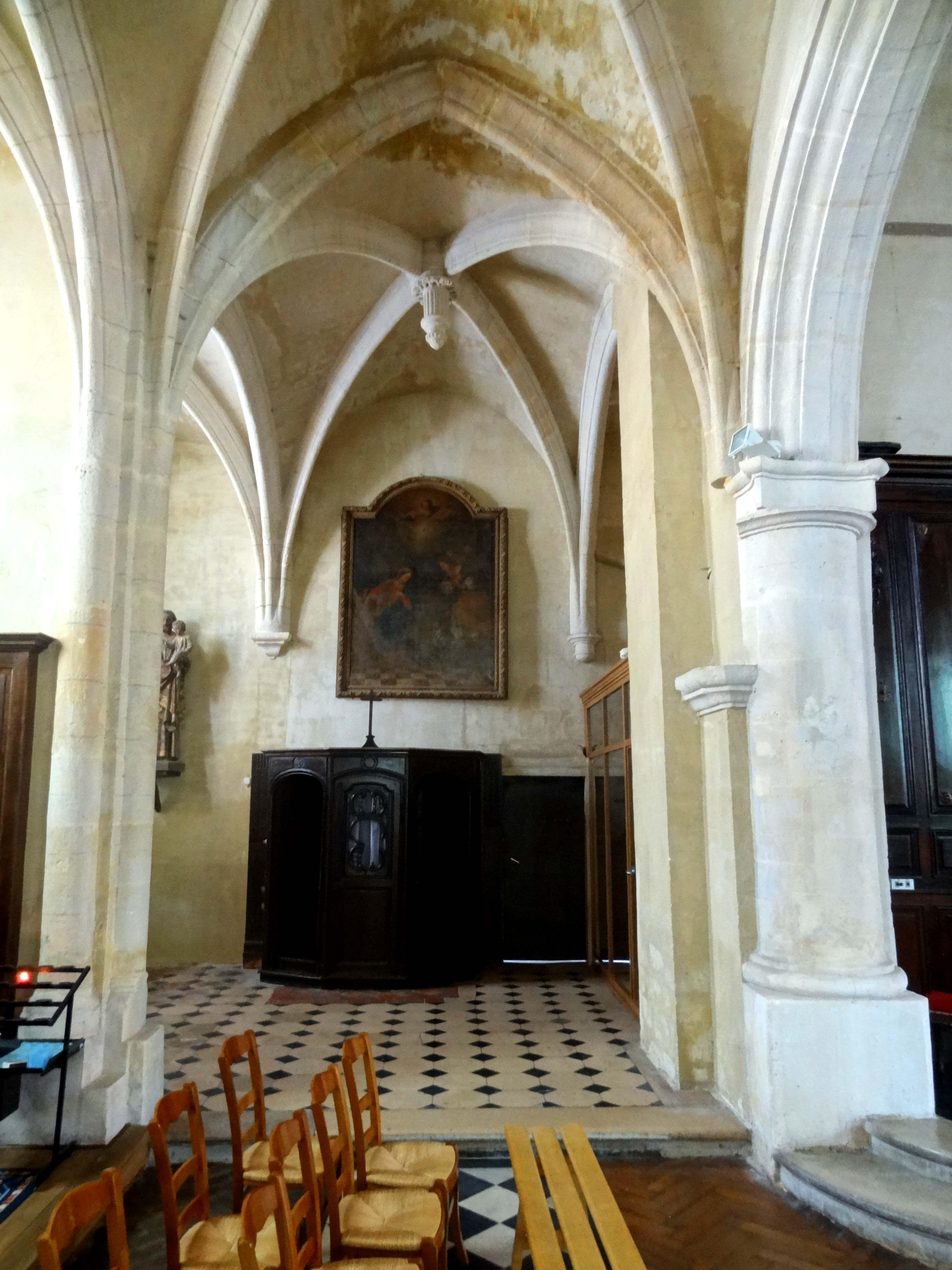
Bas-côté nord, vue vers l'est dans le croisillon nord.

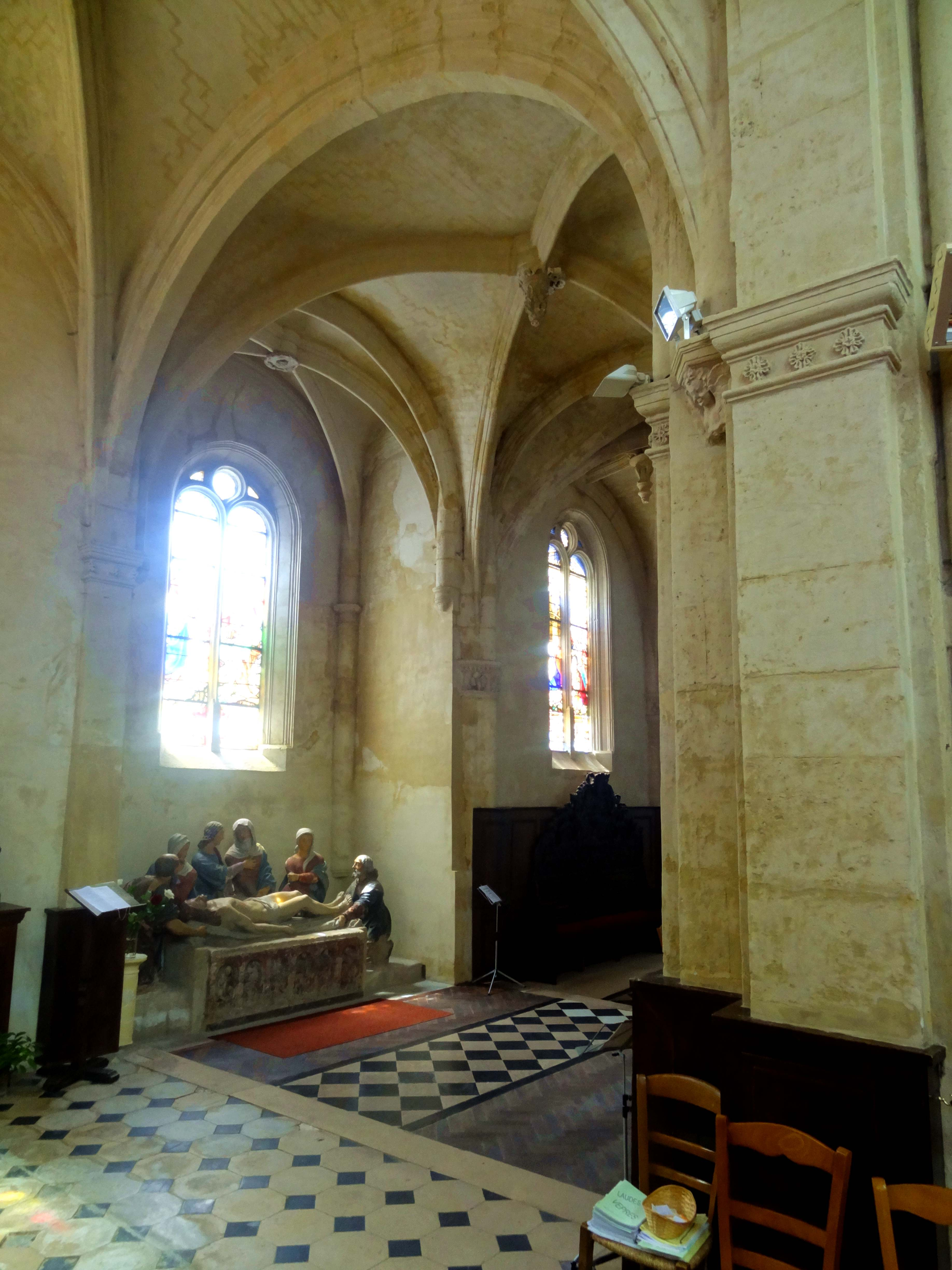
Chapelle latérale sud, vue vers le sud-ouest dans la chapelle du Saint-Sépulcre.

Le croisillon nord a la particularité de ne posséder aucun mur donnant sur l'extérieur. Par sa voûte, il se rattache à la campagne de construction de la dernière travée du bas-côté nord, dont il a été démontré qu'elle est plus ancienne que le bas-côté sud, bien que les grandes arcades du nord ne datent que de 1678. En effet, la dernière travée du bas-côté nord, le croisillon nord, et les deux chapelles séparées par un mur qui accompagnent ces deux travées du côté nord forment un ensemble homogène. S'y ajoute une demi-travée comprise entre les deux contreforts septentrionaux du clocher. Le premier de ces contreforts fait saillie dans le croisillon tout au début de celui-ci ; le deuxième est engagé dans le mur qui sépare le croisillon de la sacristie. La demi-travée est aménagée comme confessionnal. Les quatre doubleaux du complexe au nord du clocher se composent d'un coin émoussé entre deux doucines. Ils se fondent directement dans des petits piliers cylindriques engagés (dont celui au nord du doubleau entre bas-côté nord et croisillon est tronqué), ou retombent sur des culs-de-lampe à l'est du croisillon. Ces culs-de-lampe ne sont pas sculptés. L'un est de plan rectangulaire, et l'autre en hémicycle. Les ogives sont des arêtes saillantes à coin émoussé. Les clés de voûte pendantes rappellent le début du bas-côté sud. Les formerets font défaut. Les fenêtres sont analogues au bas-côté sud.
Le croisillon sud, la chapelle du Saint-Sépulcre qui le prolonge vers le sud, et la chapelle latérale sud du chœur, sont d'un plus grand intérêt architectural en raison de la diversité des supports, qui sont ici tous sculptés, et l'on a pris soin de pourvoir les voûtes de formerets. Cependant, cet ensemble de trois travées est beaucoup moins cohérent que le bas-côté adjacent, et même un peu disparate, car le début de la voûte du croisillon du côté ouest ne coïncide pas tout à fait avec le dernier doubleau du bas-côté ; la fenêtre de la chapelle latérale du chœur n'est pas axée sous le sommet du formeret ; et le mur nord du croisillon est en partie oblique. Ce n'est pas le mur sud de la base du clocher, mais une paroi qui sépare la demi-travée comprise entre les contreforts du reste. Elle cache l'escalier en colimaçon qui monte aux combles. Pour le reste, les analogies avec le bas-côté sud sont importantes. Elles concernent les fenêtres et les voûtes, avec l'exception des deux doubleaux délimitant la chapelle latérale du chœur, qui accusent ici un profil méplat caractéristique de la Renaissance, et la clé de voûte de la chapelle du Saint-Sépulcre, qui est en forme de cuir découpé, orné d'une rosette en son milieu. La nature des supports est plus éloignée du style flamboyant, et donne à penser que les travées au sud du clocher et du chœur représentent les dernières parties construites au XVIe siècle. À l'intersection du bas-côté et du croisillon, le pilier engagé rattaché à la campagne de construction du bas-côté est partagé entre les deux voûtes, mais en face au nord, l'ogive du croisillon ne retombe pas sur le chapiteau flamboyant à la fin des grandes arcades. Elle dispose à elle seule d'un pilastre cannelé, dont le chapiteau dorique se démarque par une frise de feuilles de nénuphar, tout à fait atypique de la Renaissance. Au sud du croisillon, le doubleau ouvrant sur la chapelle du Saint-Sépulcre et les ogives de cette même chapelle pénètrent dans des fûts cylindriques engagés. Ils butent rapidement sur des culs-de-lampe, dont l'un est un chapiteau dorique engagé dont le dessous est sculpté d'un bourgeon, et l'autre une console apparemment bûchée à la Révolution, dont l'astragale est enveloppée par une feuille grasse. Dans les angles sud-ouest et sud-est de la petite chapelle, l'on trouve tout au contraire des colonnettes ioniques un peu rustiques. Pour le doubleau vers la chapelle latérale du chœur et l'arcade qui fait communiquer celle-ci avec le chœur, l'architecte a imaginé des pilastres doriques non cannelés, dont les frises des chapiteaux sont sculptées des habituelles rosettes, et de quelques petits motifs d'inspiration plus libre. Dans les angles de la chapelle, et même entre les deux pilastres qui s'avoisinent dans l'angle nord-ouest, des culs-de-lampe aux tailloirs polygonaux sont réservés aux ogives. Les tailloirs reprennent certaines strates de modénature des pilastres doriques. Les corbeilles sont sculptées de têtes de chérubin flanquées d'ailes déployées, et d'une tête d'homme barbu au-dessus d'un rang de feuilles d'acanthe.

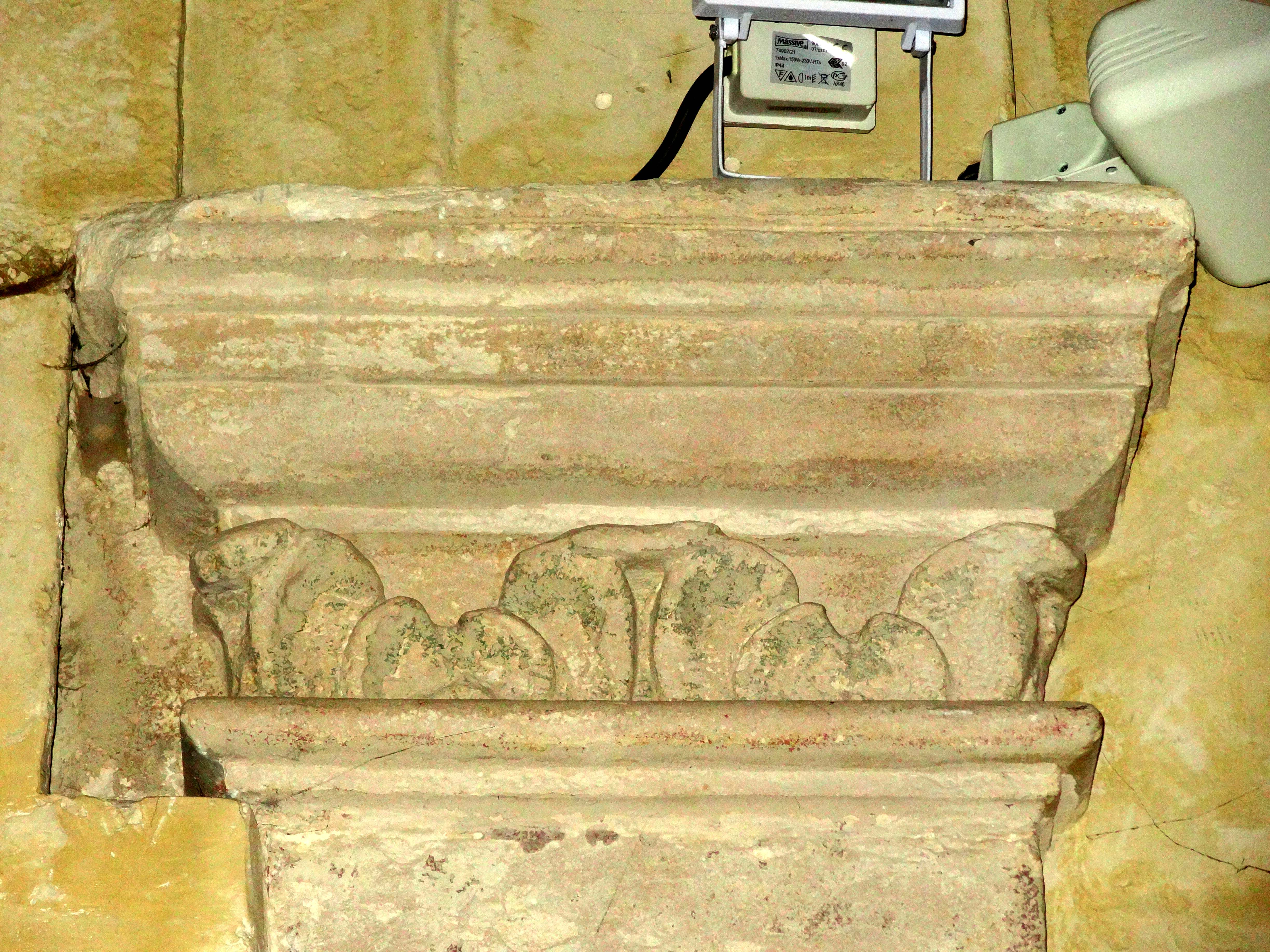
Chapiteau du pilastre à l'ouest du croisillon.
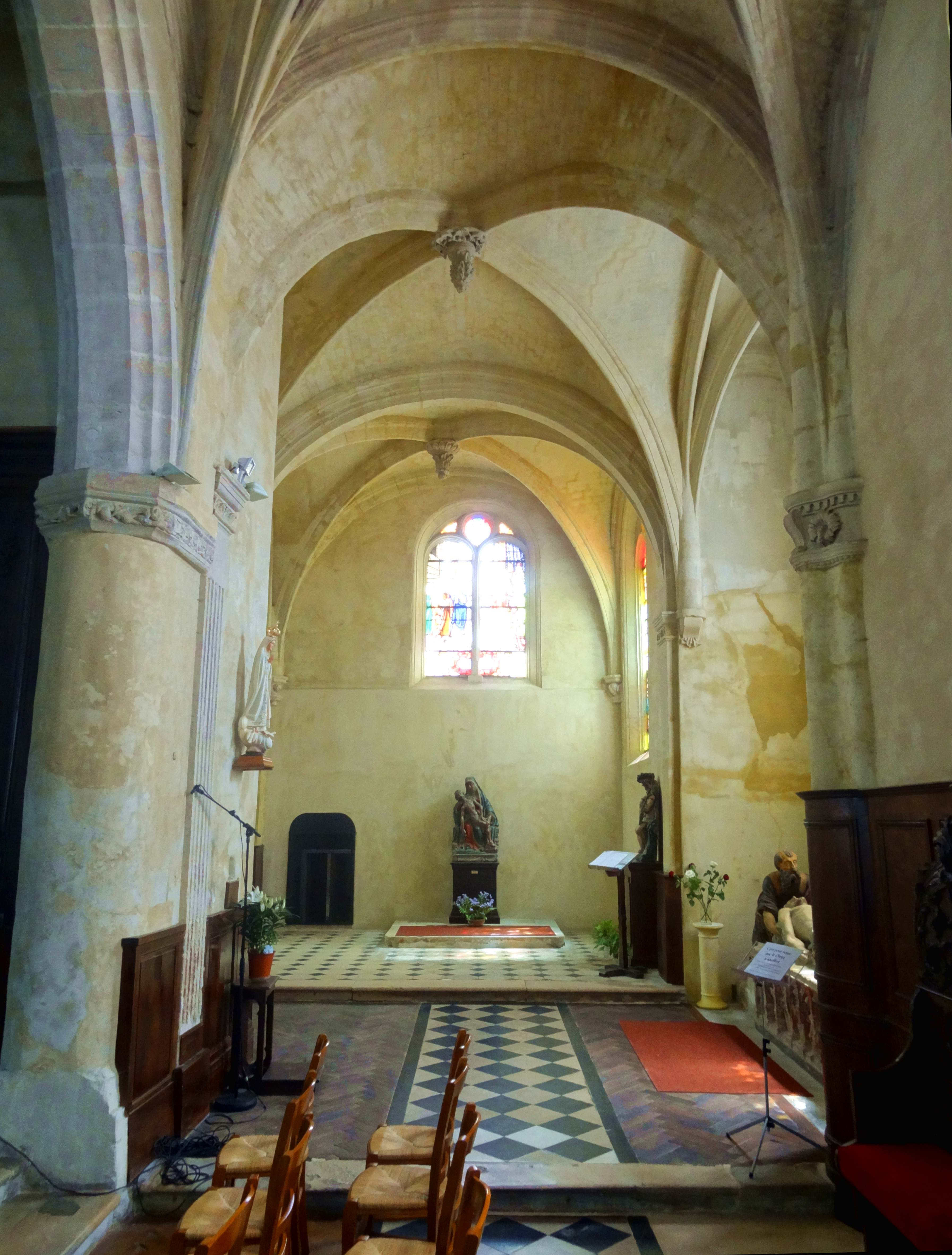
Vue vers l'est dans le croisillon sud.
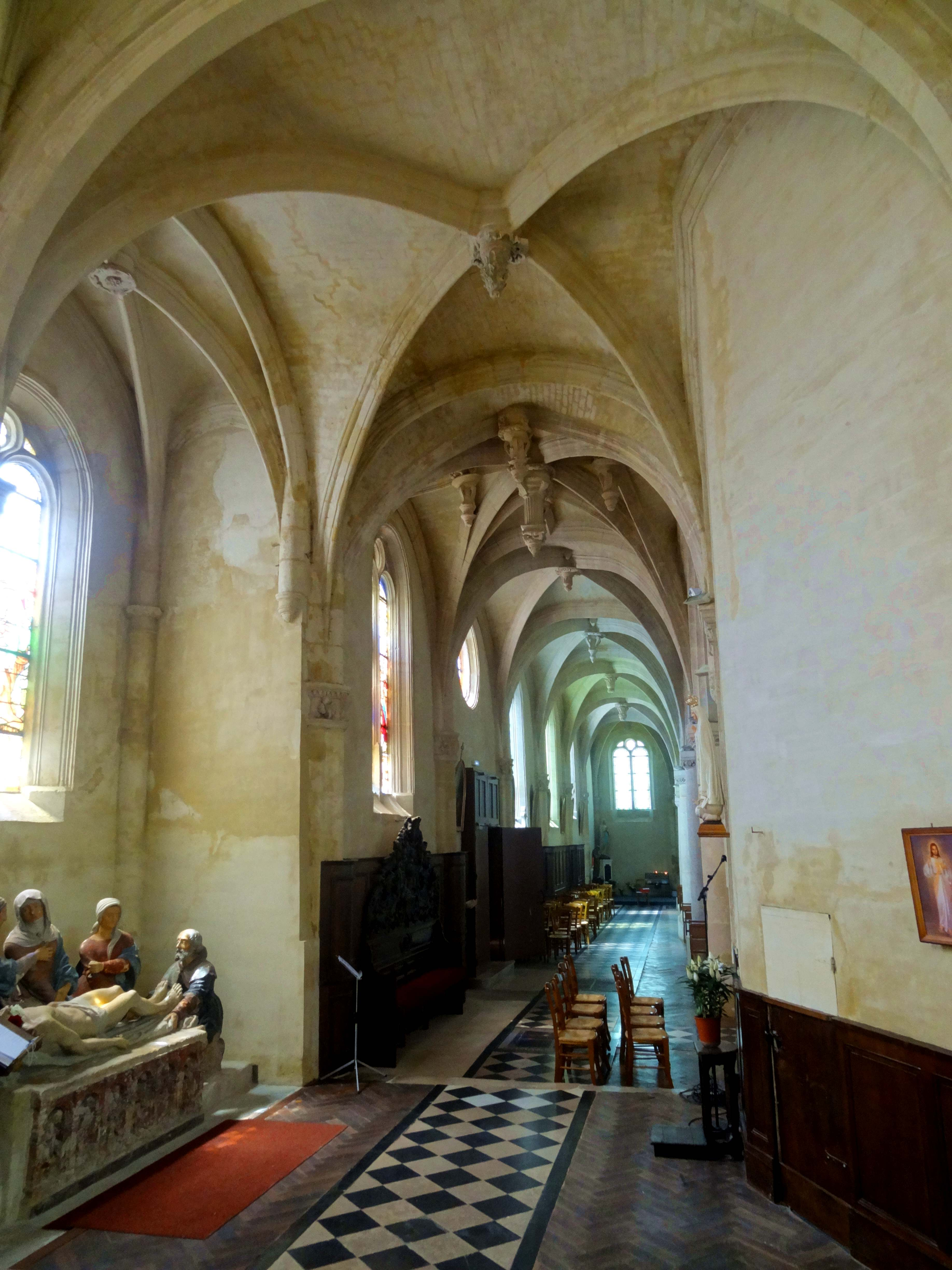
Croisillon sud, vue vers l'ouest.
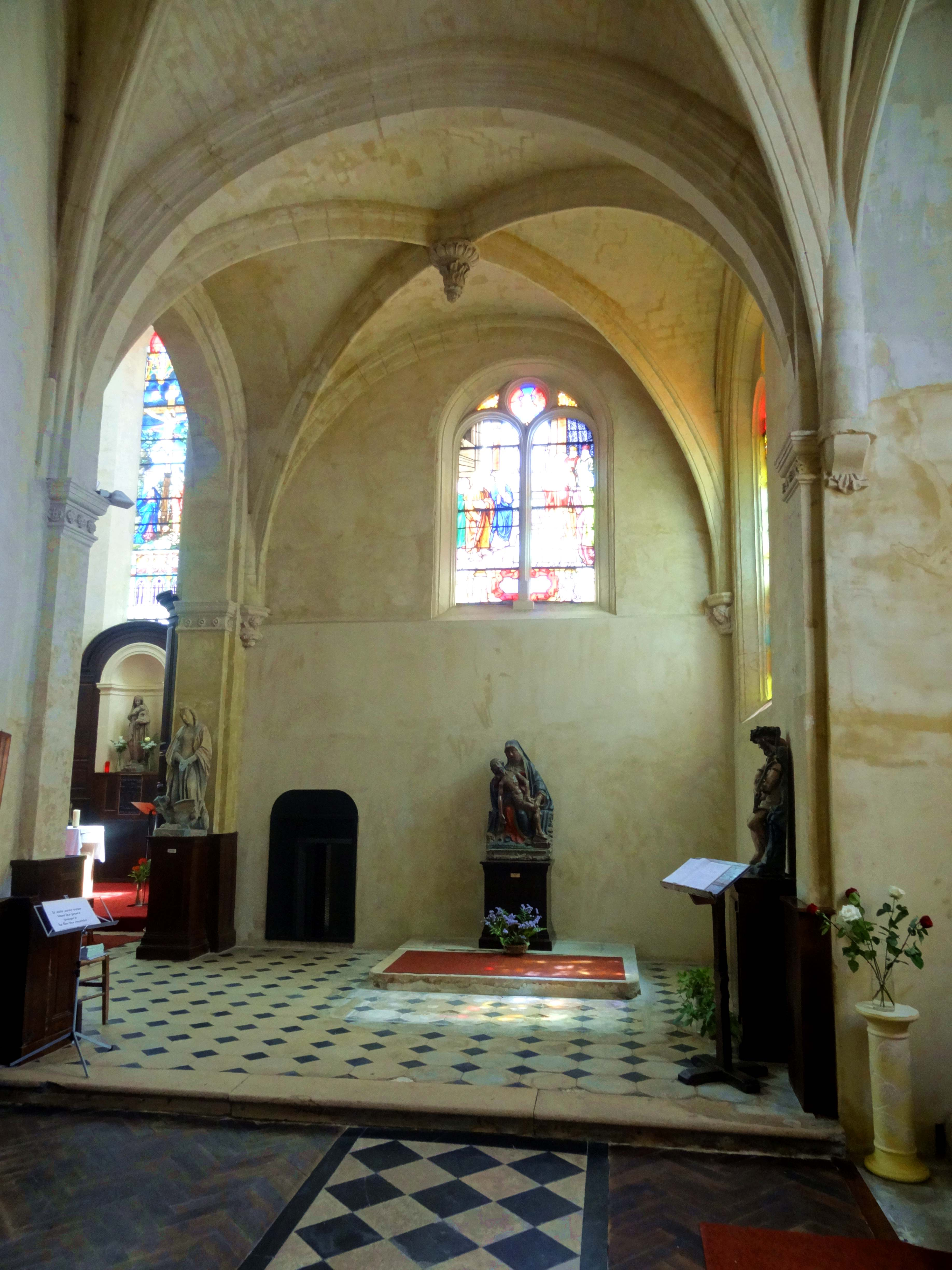
Croisillon sud, vue vers l'est dans la chapelle.
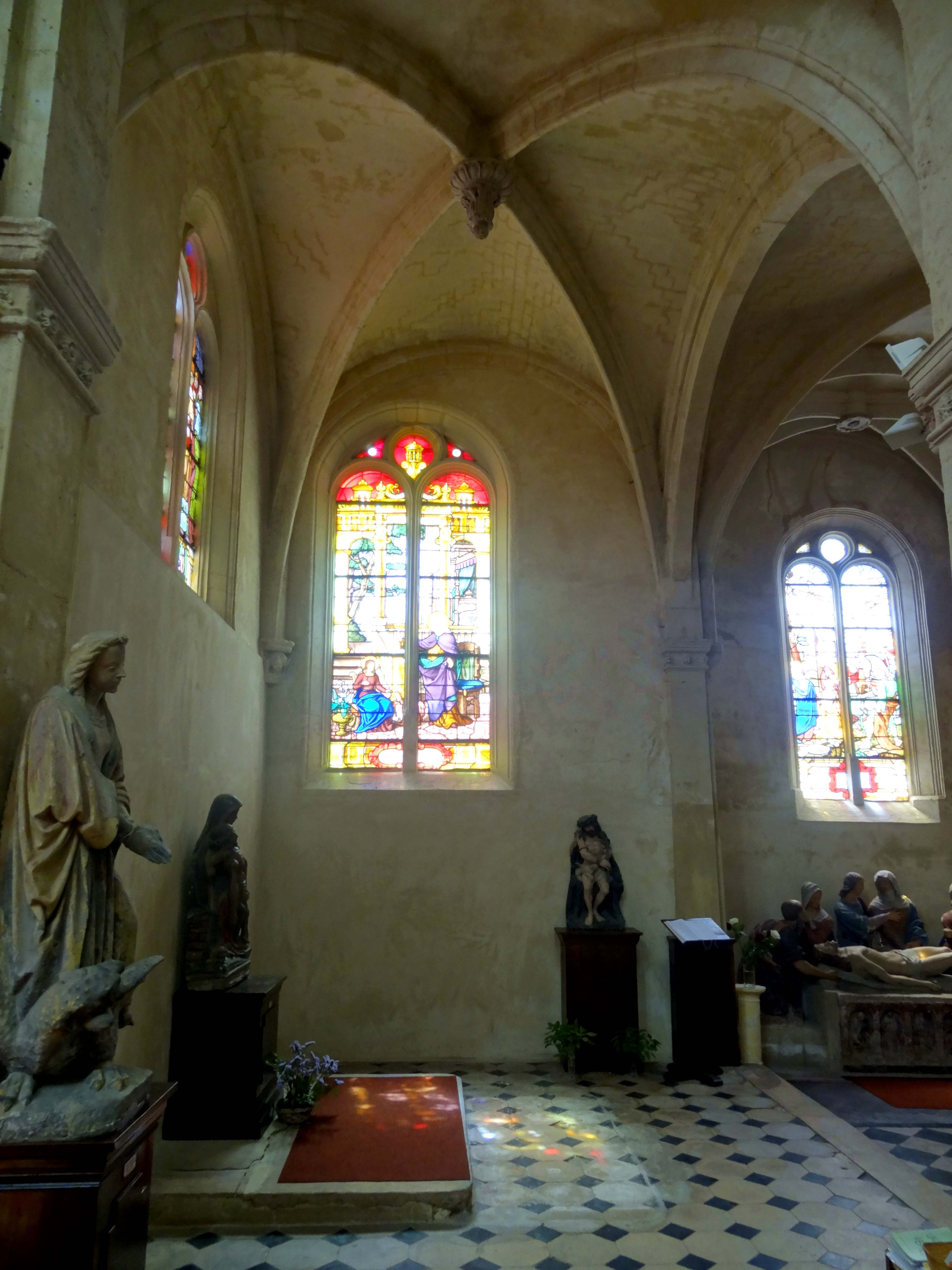
Chapelle latérale sud, vue vers le sud.
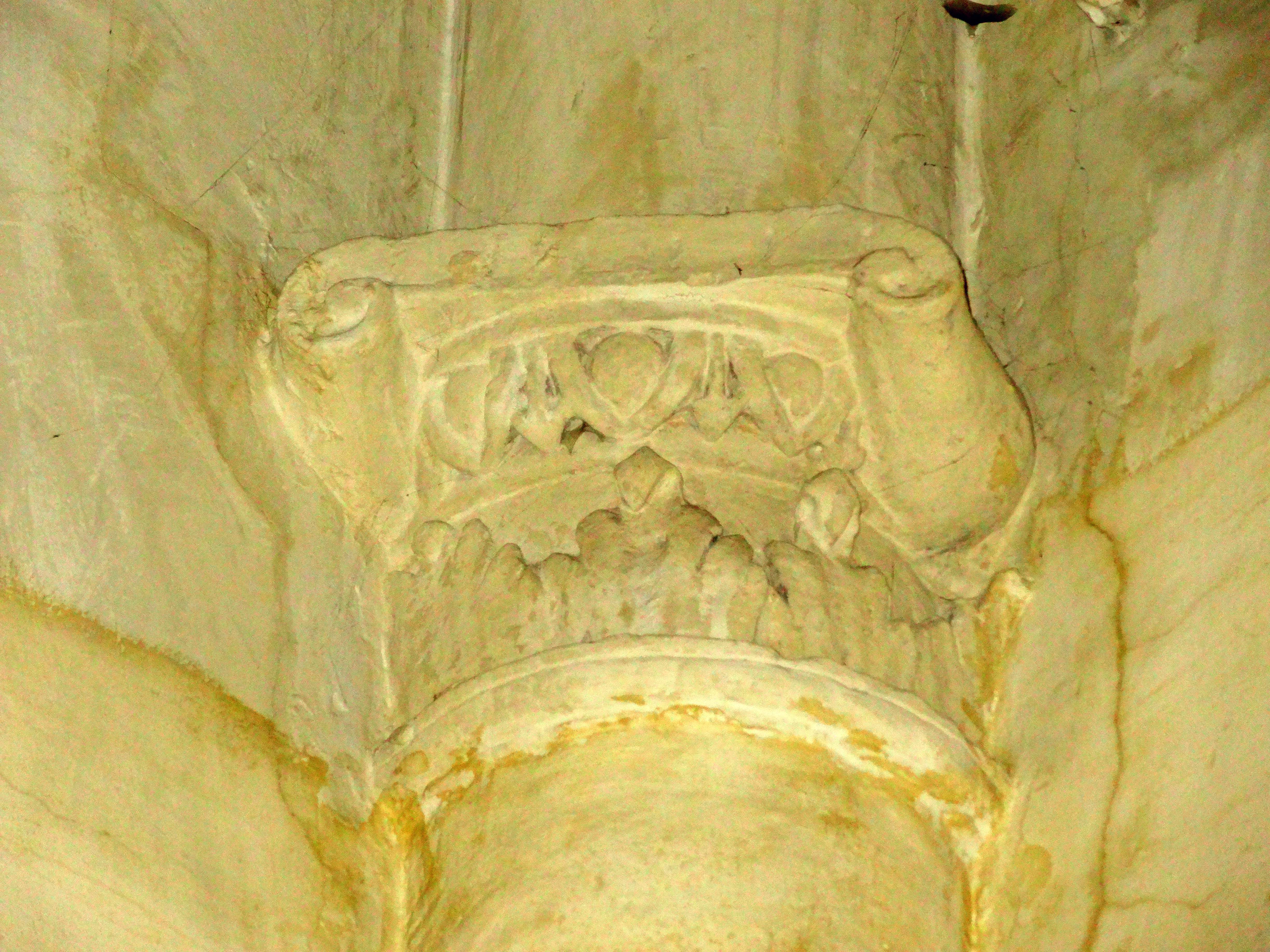
Chapelle du St-Sépulcre, chapiteau ionique.

#### Chœur

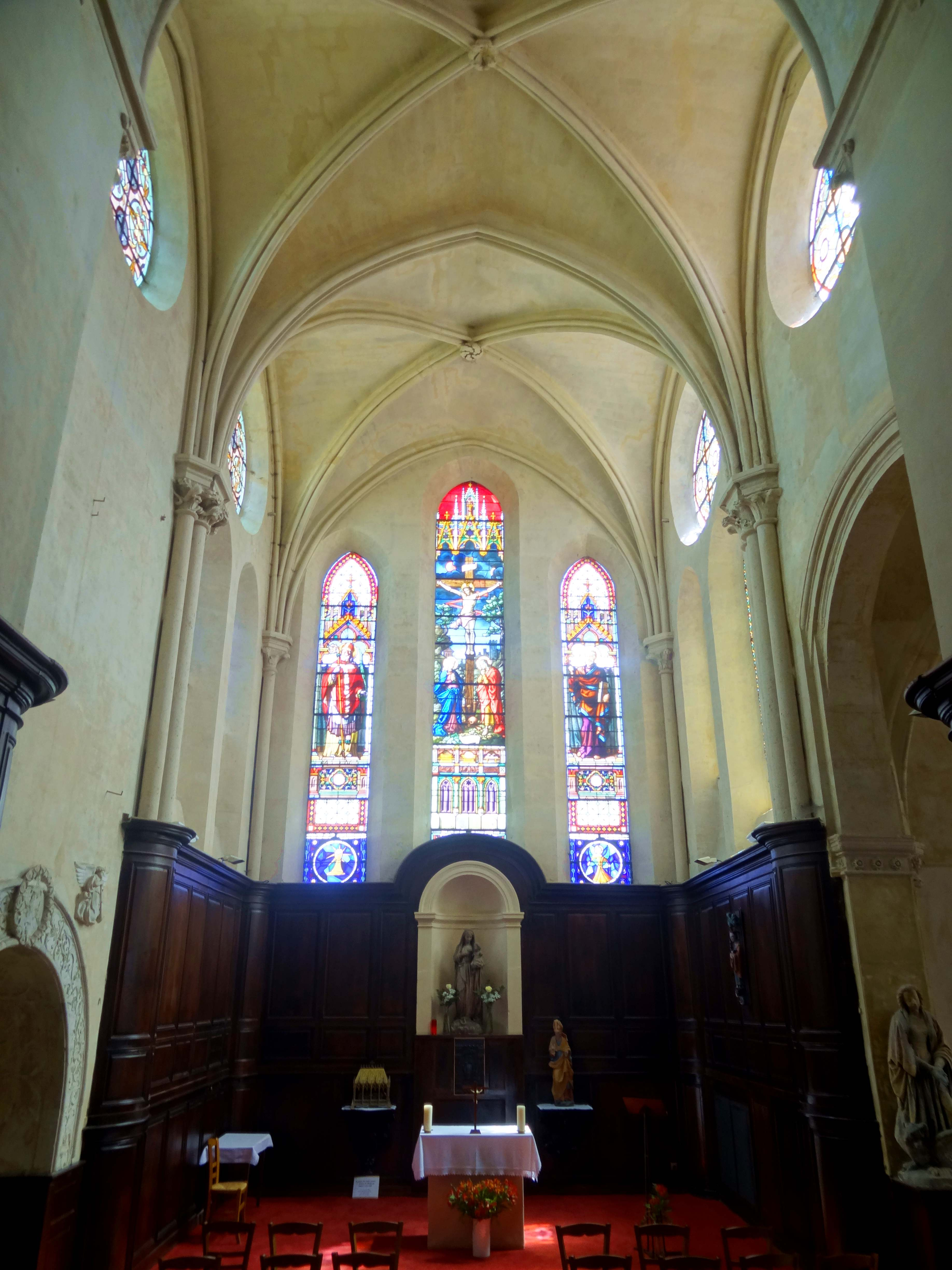
Vue vers l'est.

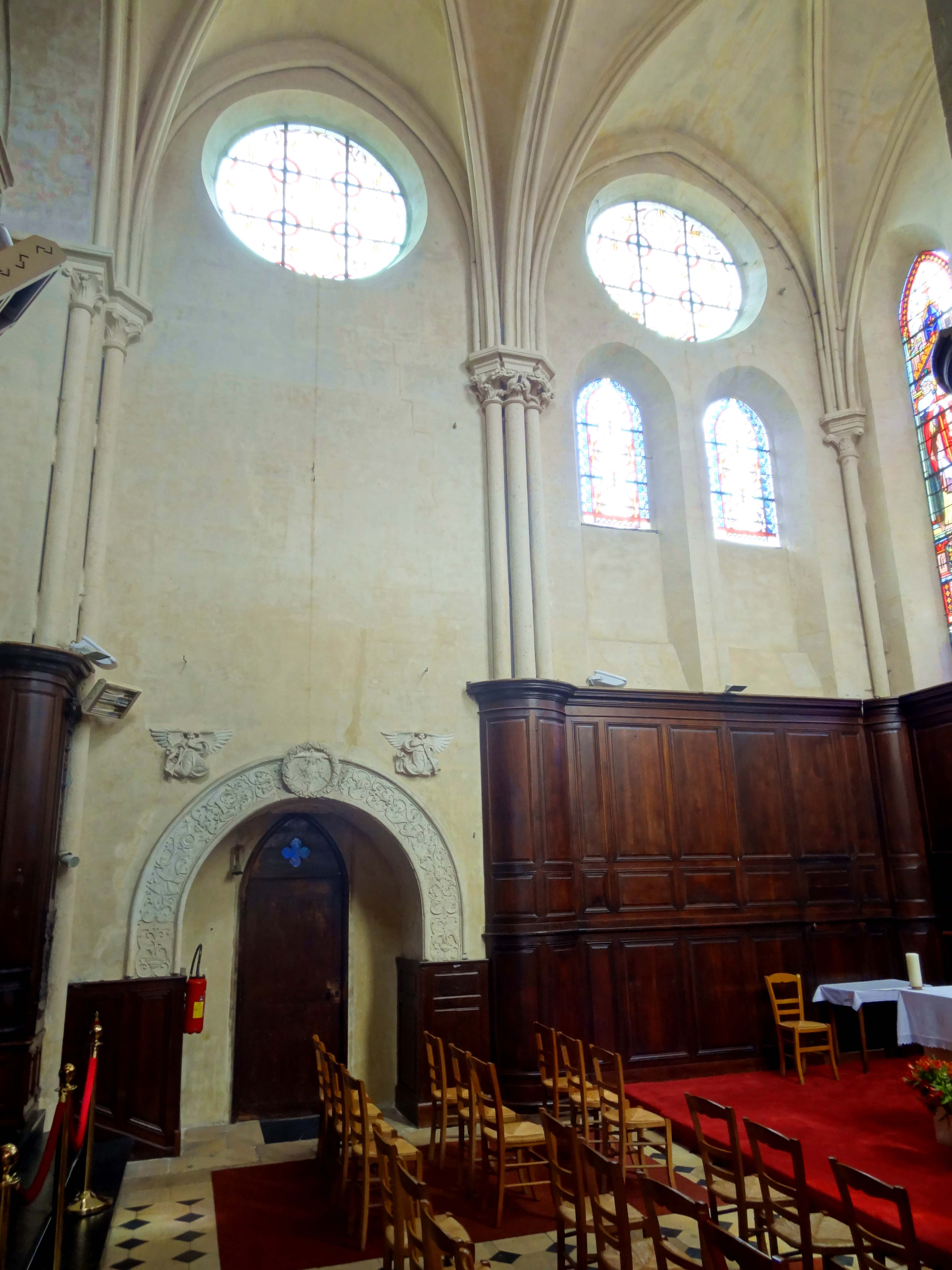
Vue vers le nord.

Avec le bas-côté sud, le chœur représente la partie la plus intéressante de l'église, et c'est aussi sa partie la plus ancienne visible depuis l'intérieur, sachant que la base du clocher roman a été remaniée dans le style gothique. Le chœur est un peu plus large que la base du clocher, et aussi légèrement plus élevé. Il est mal visible depuis la nef, et forme un espace à part. Avec une hauteur dépassant deux fois la largeur, ses proportions sont élancées. Environ un quart de la hauteur des élévations incombe aux lunettes de la voûte, et il reste ainsi assez de place pour de hautes fenêtres. Elles occupent les deux tiers supérieurs des élévations de la deuxième travée, le premier tiers étant réservé aux allèges. Dans la première travée, les fenêtres sont moins présentes : il n'y a que de grands oculi en hauteur. Dans la deuxième travée, les murs gouttereaux sont percés de deux étroites lancettes en arc brisé, qui sont surmontées d'oculi identiques. L'on ignore si de telles lancettes ont existé dans la première travée avant la construction de la chapelle latérale sud et de la sacristie. Le chevet est ajouré d'un grand triplet, dont la lancette médiane est à la fois plus large et plus élevée que ses voisines. Ces lancettes sont dépourvues de toute ornementation à l'intérieur de l'église, mais pas à l'extérieur. Les triplets sont répandus dans la région dès la période romane tardive, mais sont surtout emblématiques de la première période gothique, quand les fenêtres à remplage ne sont pas encore connues. Au premier quart du XIIIe siècle, les triplets se rencontrent encore à Amblainville, Allonne, Belle-Église, Borest, Ermenonville, Mareuil-sur-Ourcq, Précy-sur-Oise, Saint-Crépin-Ibouvillers, Saint-Jean-aux-Bois, etc., et sont presque toujours tout aussi austères.
En l'occurrence, on peut notamment faire le rapprochement avec Saint-Crépin-Ibouvillers, où le chœur est également séparé de la nef par la base du clocher, et où ses élévations latérales sont subdivisées en deux travées. Elles y sont toutefois recouvertes d'une voûte sexpartite unique. Dans les deux chœurs, l'on trouve des groupes de trois chapiteaux pourvus d'un tailloir trapézoïdal commun. À Méru, cette disposition se rencontre à l'intersection des deux travées, et à Saint-Crépin-Ibouvillers, dans les angles du chevet. À ces endroits, le maître d'œuvre de Méru s'est contenté de colonnettes uniques, qui reçoivent à la fois les ogives et formerets (à l'ouest, l'on trouve d'autres colonnettes uniques à l'entrée de la base du clocher). Le profil des tailloirs semble primitivement avoir été le même dans les deux églises, mais à Méru, les baguettes et toutes les moulures arrondies semblent avoir souffert d'un fort grattage lors d'une restauration ancienne, et accusent maintenant des formes très sèches et angulaires. La sculpture, assez naturaliste à Saint-Crépin-Ibouvillers, est plus stylisée à Méru. Les chapiteaux arborent des crochets aux angles, et une feuille polylobée au milieu de la face frontale. Une exception est formée par les chapiteaux du faisceau de trois colonnettes au nord du doubleau intermédiaire. Ici, quatre monstres, évoquant des crocodiles, se superposent aux crochets. Ils sont regroupés deux par deux, s'affrontent par leurs gueules, et se disputent une même grappe de raisin. Pour venir aux voûtes, leurs ogives affectent un profil qui n'apparaît pas à Saint-Crépin-Ibouvillers, à savoir un tore en forme d'amande entre deux baguettes. Les clés de voûte sont des rosaces de feuillages « tournantes » (suggérant un mouvement de rotation), ce qui est fréquent à partir des années 1220. D'autres exemples de clés tournantes existent dans les bas-côtés de Trumilly ; le croisillon nord d'Ableiges, le croisillon sud de Montgeroult ; la chapelle de la Vierge de Condécourt, les chapelles nord de Brenouille et Glaignes ; les chœurs de Borest, Courcelles-sur-Viosne, Sarcelles et Saint-Crépin-Ibouvillers ; etc. Reste à signaler encore un élément nettement postérieur à la période gothique, au nord de la première travée. Il s'agit de l'archivolte Renaissance de la niche contenant le porte de la sacristie. Ses arêtes sont adoucies par des tores. De face, la clé d'arc arbore un médaillon bûché à la Révolution, où l'on devine encore, en haut, la colombe du Saint-Esprit. Les claveaux affichent une belle frise de rinceaux, où des serpents de mer, une tête de mort devant deux tibias croisés, des sirène-oiseaux et des dauphins se mêlent aux éléments végétaux, volutes et vases à fleurs. Dans l'intrados, Jean Van Aertenryck signale les armes bûchées des familles d'Aumont, de Sarcus, de Mornay et de Ferrières. Deux anges musiciens en bas-relief se profilent devant les écoinçons.

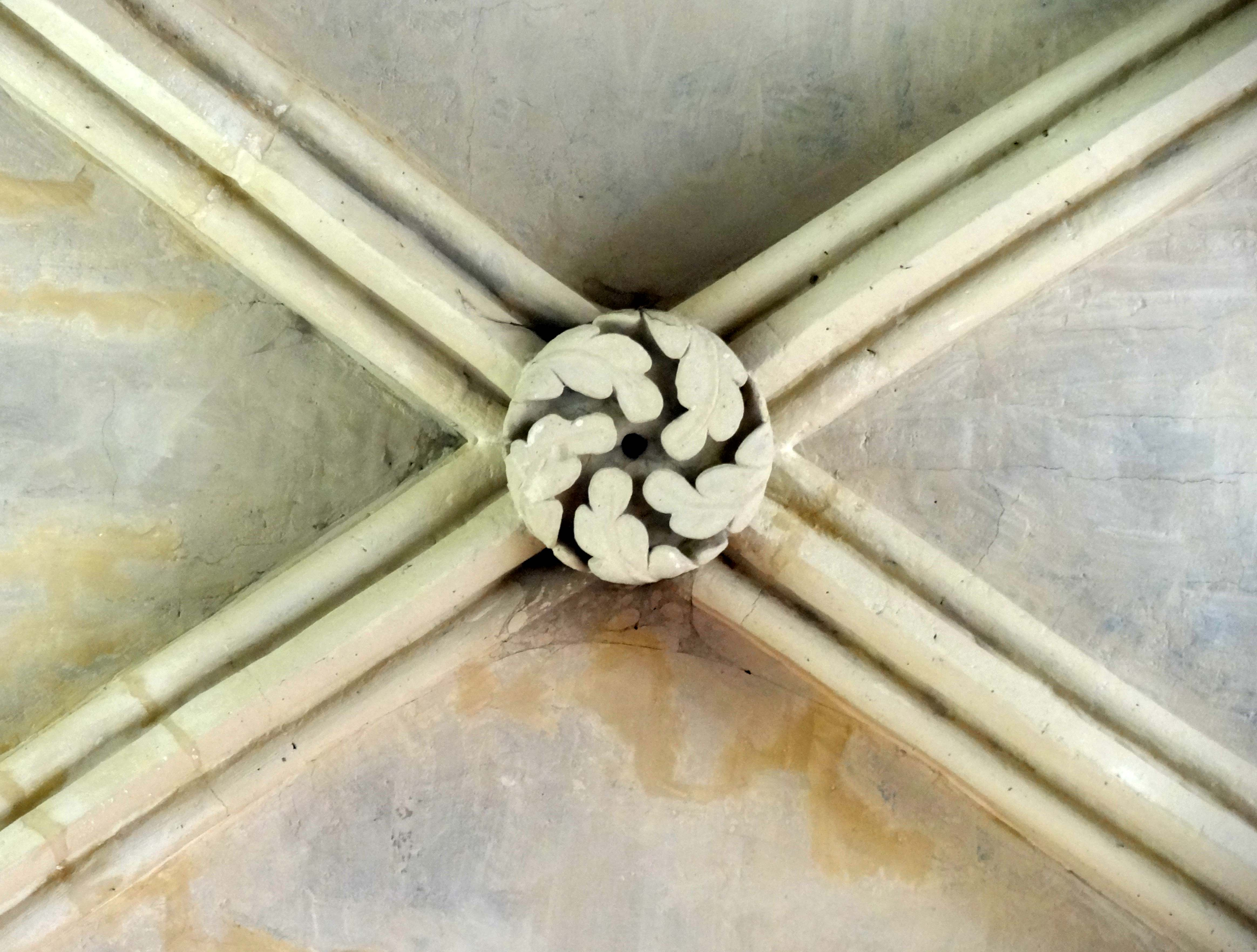
Clé de voûte de la 2e travée.
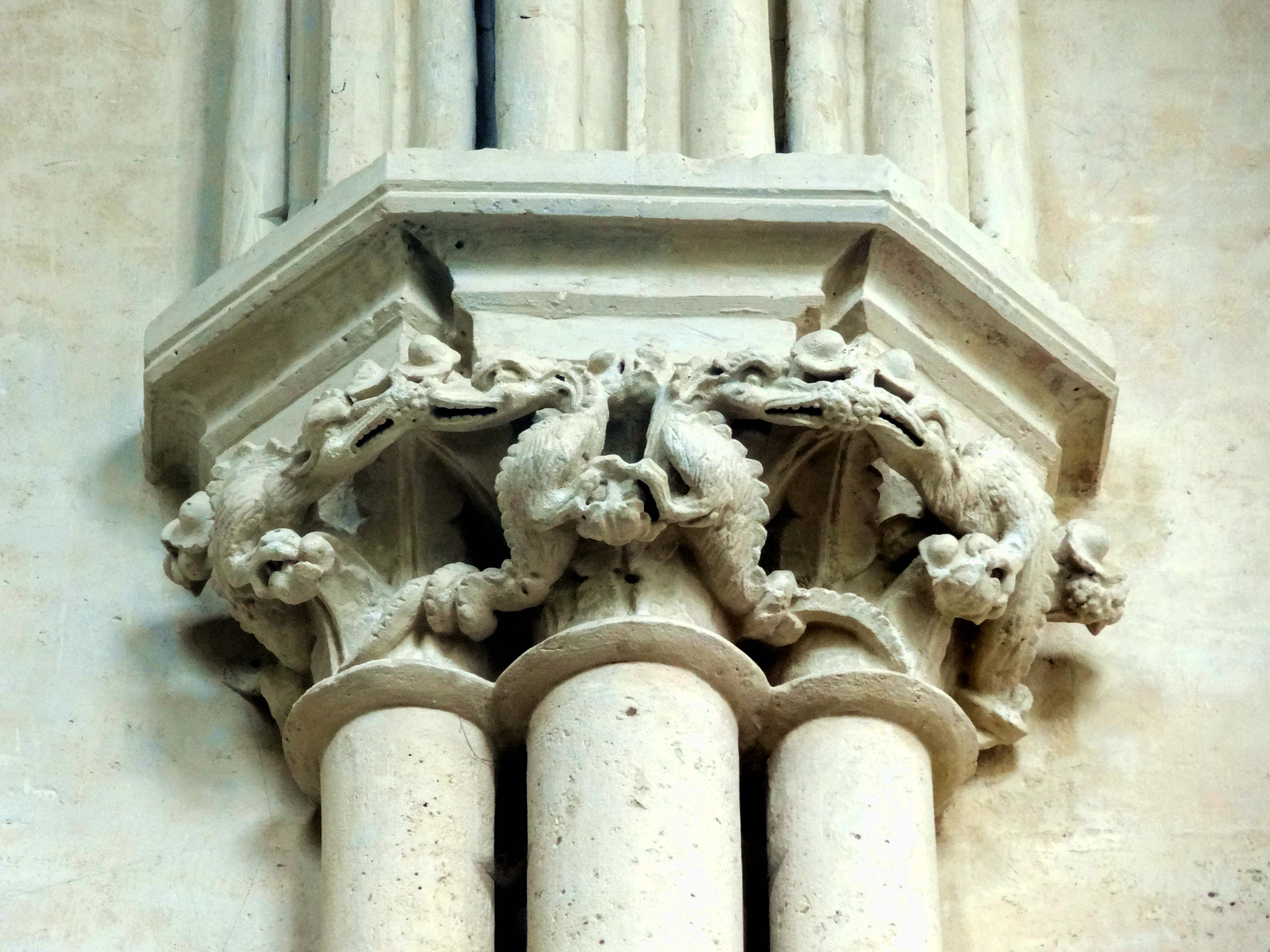
Chapiteaux du doubleau intermédiaire, côté nord.
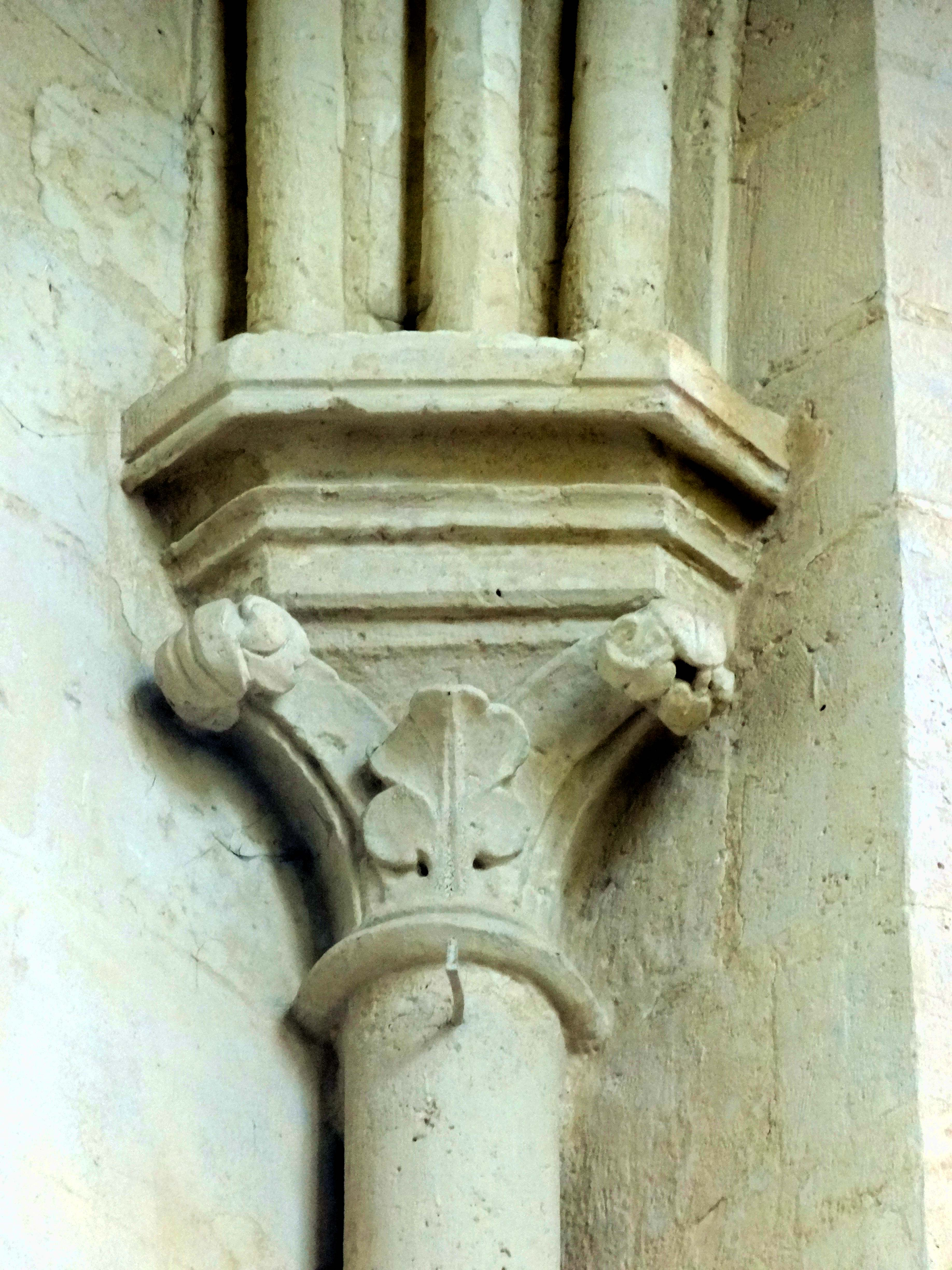
Chapiteau dans l'angle nord-est.
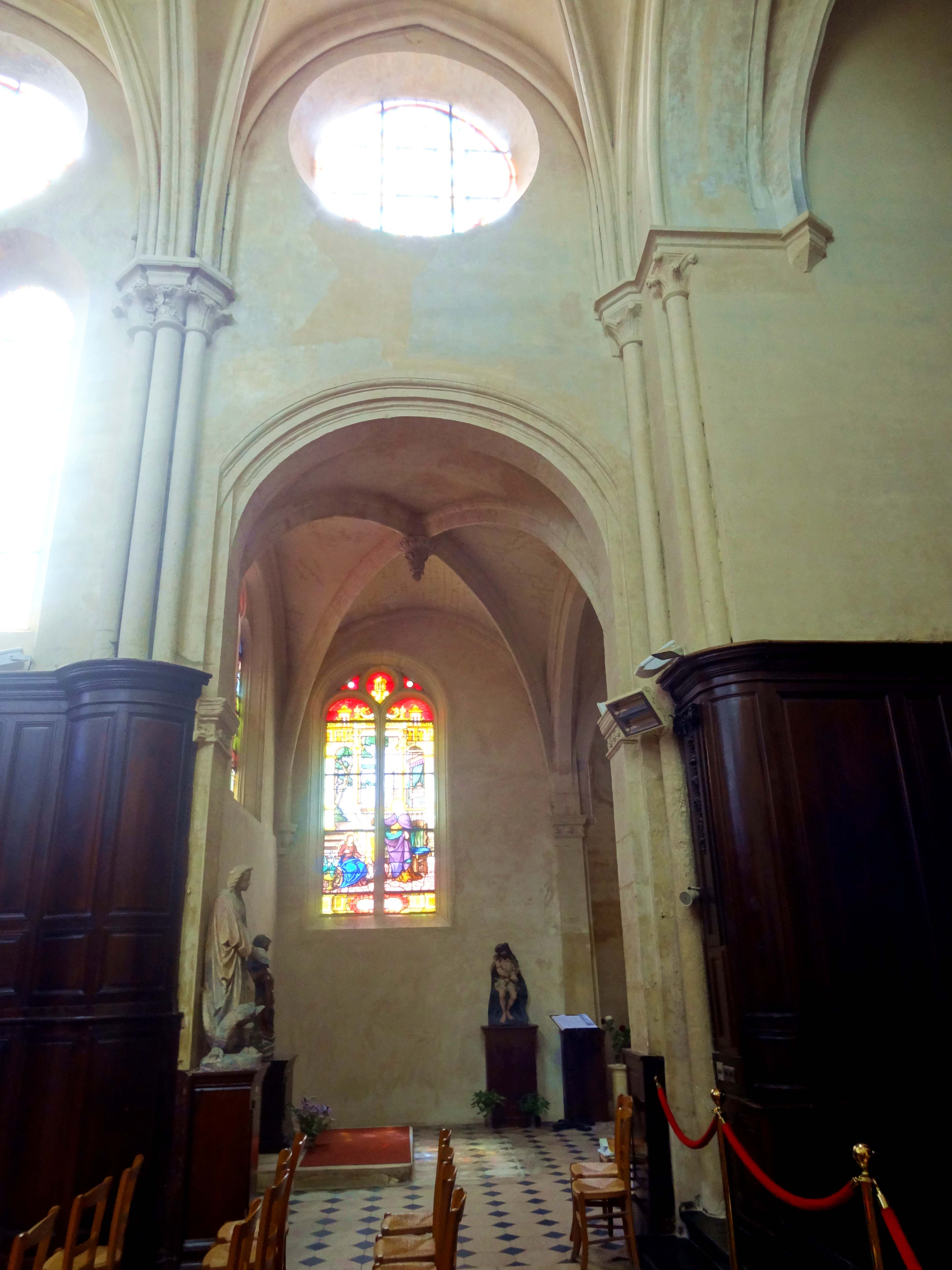
1re travée, vue vers le sud.
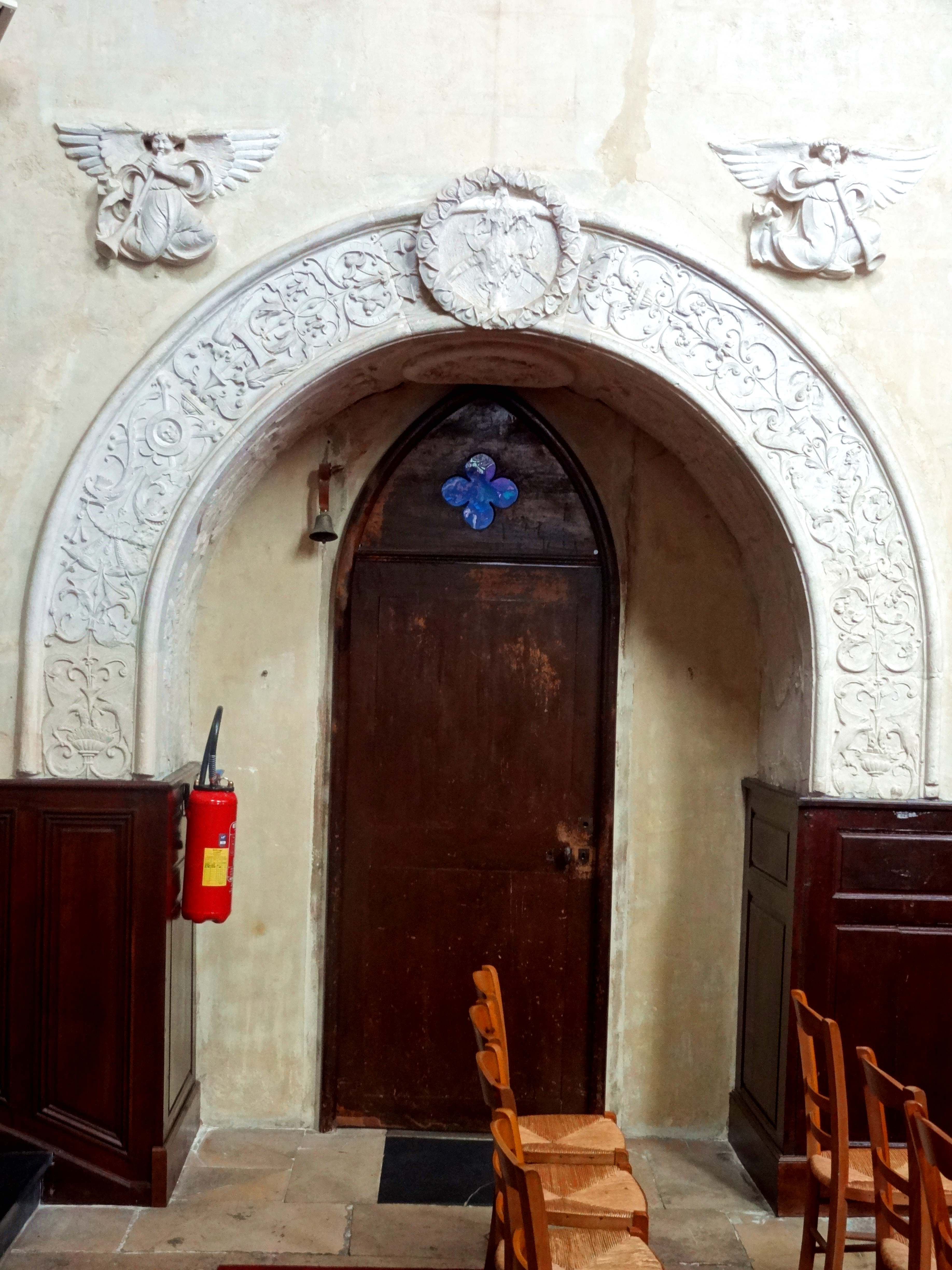
Porte de la sacristie.
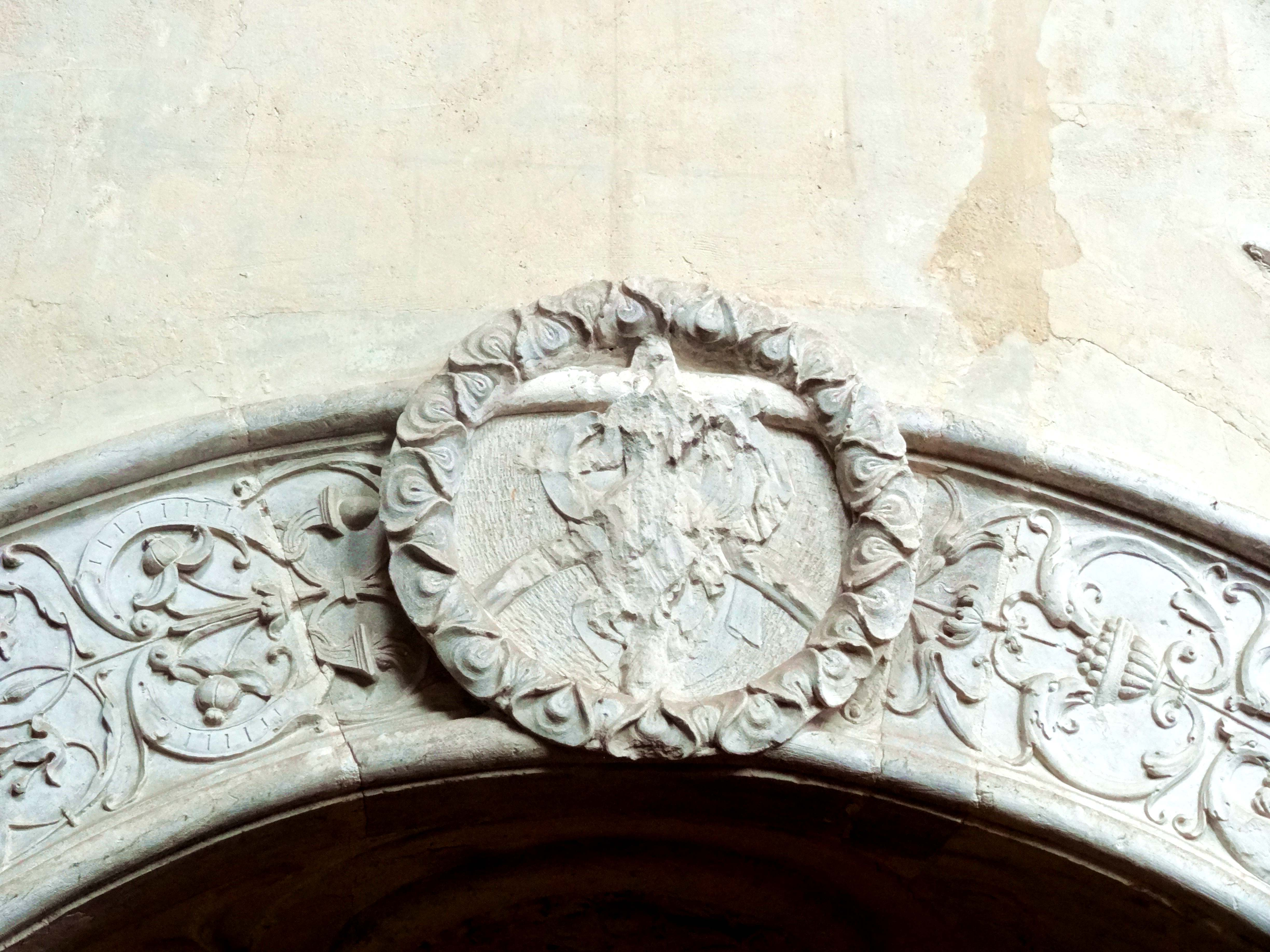
Détail de l'archivolte.

### Extérieur

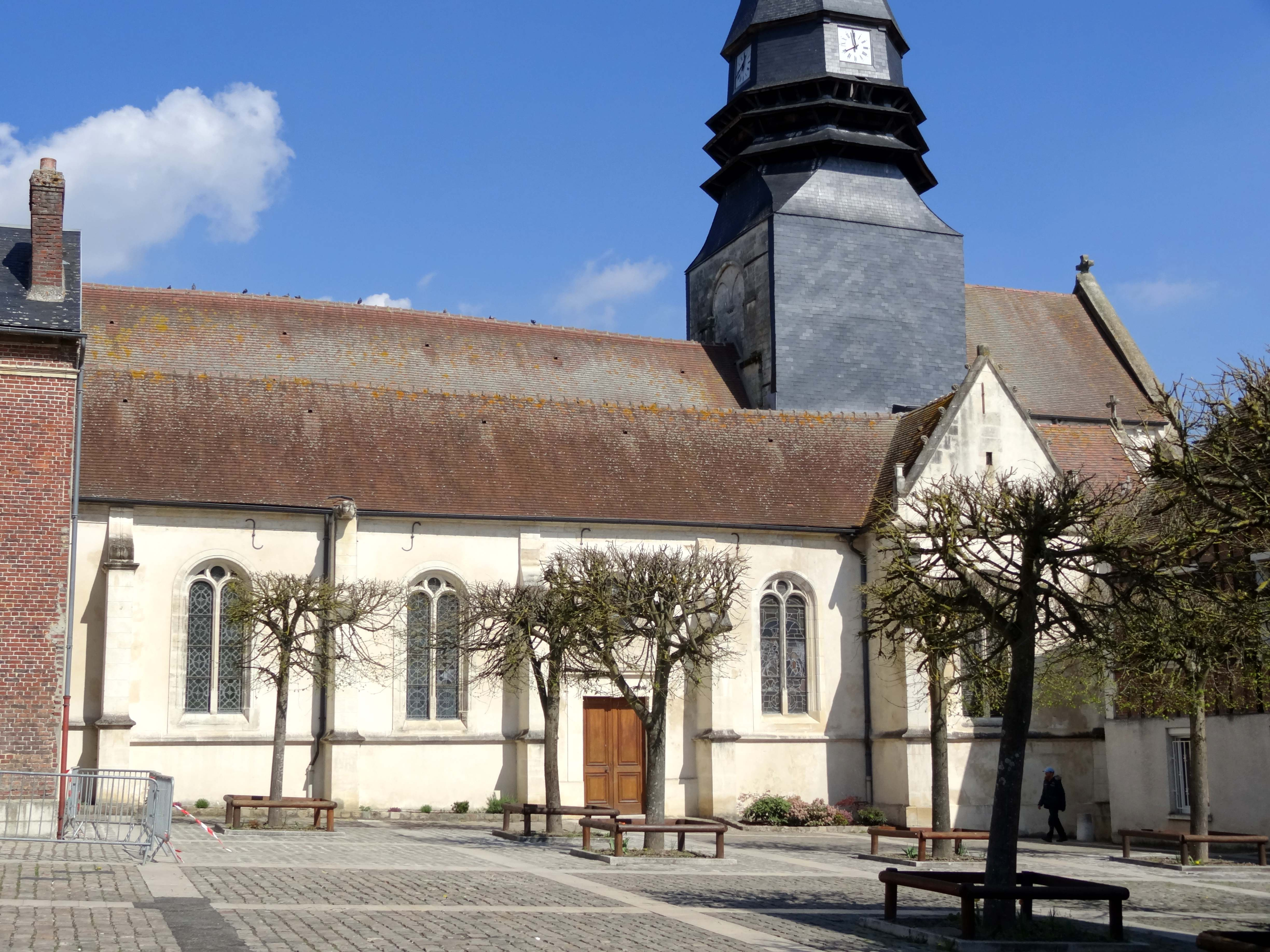
Vue partielle depuis le sud.

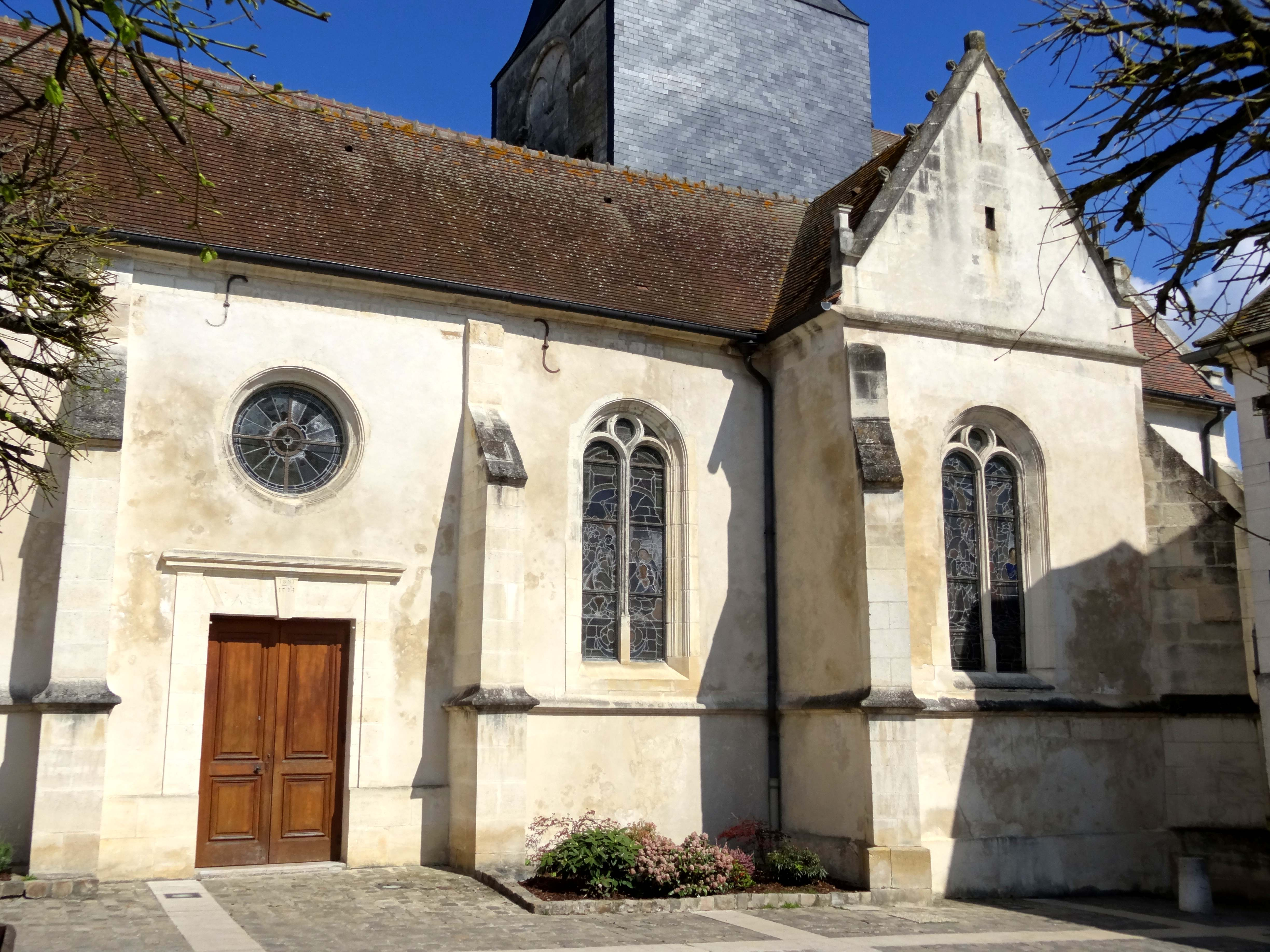
Portail latéral sud et croisillon sud.

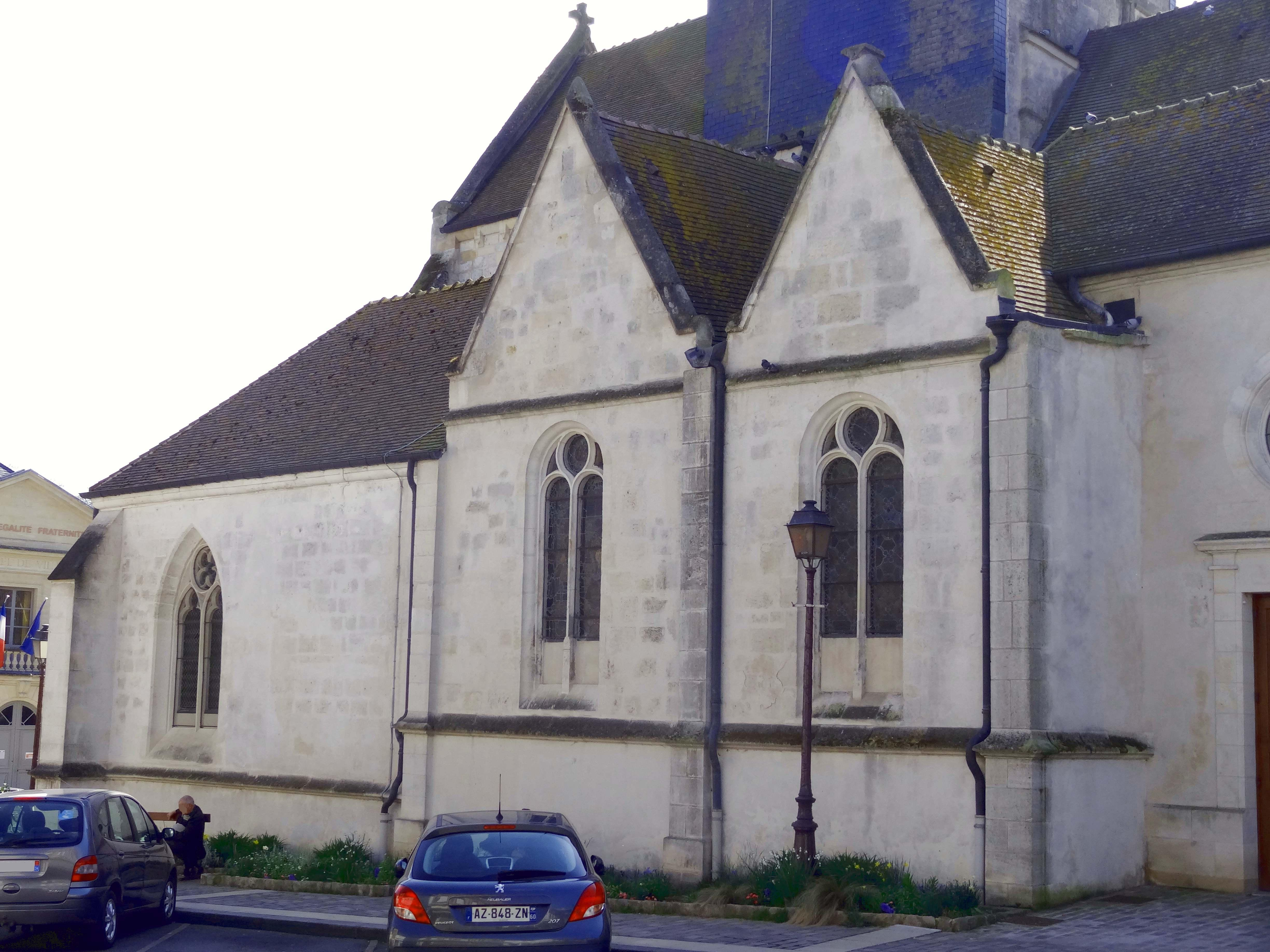
Sacristie, croisillon et chapelle latérale nord.

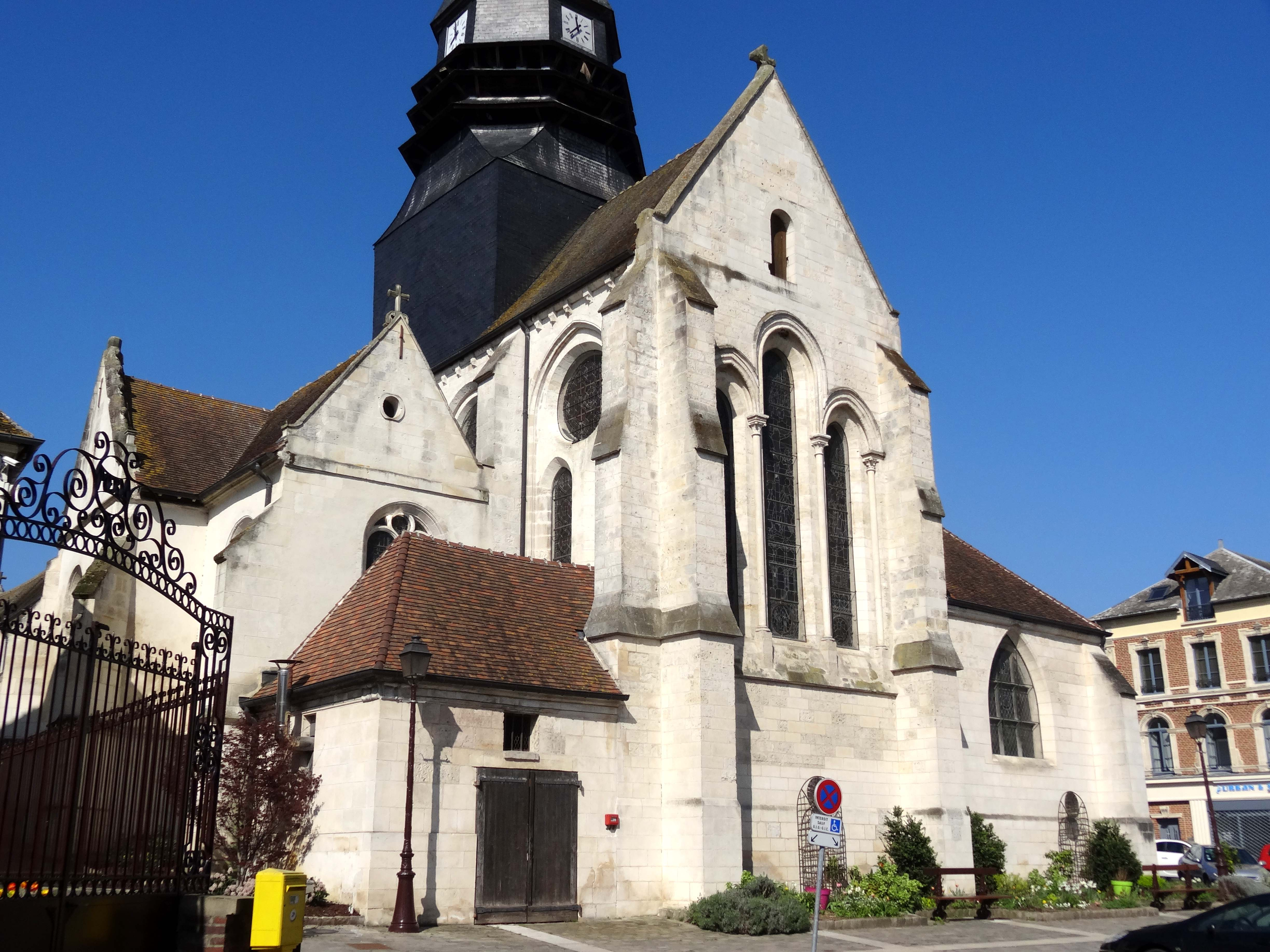
Vue depuis le sud-est.

L'église est soigneusement bâtie en pierres de moyen appareil d'une teinte claire ; il s'agit de pierre calcaire de provenance locale. Le bas-côté nord et la façade de la nef forment toutefois exception, et sont en grande partie enduits, excepté les contreforts, le larmier qui court à la limite des allèges, les pourtours des baies, et les portails. La façade occidentale est sobre, et sans ambition, mais composée avec goût, harmonieuse et presque symétrique. Lors de la construction du bas-côté nord vers 1678, l'ensemble de la façade a en effet été remaniée, et la nef a reçu un nouveau portail. Avec son grand pignon central flanqué de deux petits pignons, la façade se démarque agréablement de bon nombre de façades des églises rurales du XVIe siècle, qui se caractérisent souvent par un pignon unique de grande envergure, et manquent ainsi d'élégance. Le seul bémol est que les rampants des petits pignons côté nef soient tronqués afin de laisser assez de place aux acrotères du pignon central, pourtant frustes. Chacun des trois pignons est sommé d'un crucifix. Les bases des antéfixes des petits pignons s'accompagnent de quelques volutes. Le pignon central est ajouré de deux grandes baies en plein cintre sans aucun décor, et les petits pignons sont percés d'un œil-de-bœuf entouré d'un bandeau plat pour l'aération des combles. Chaque pignon prend appui sur une corniche moulurée, dont celle de la nef se situe légèrement plus bas. Les corniches des murs occidentaux des bas-côtés reposent, de part et d'autre, sur les consoles renversées qui servent de couronnement aux contreforts. Ces consoles comportent en haut et en bas un coussinet ionique. Les quatre contreforts, identiques, sont fortement saillants, et strictement verticaux. Ils sont scandés par le larmier qui court tout autour des bas-côtés à la limite des allèges, et n'épargnent que le mur occidental de la nef. Les fenêtres occidentales des bas-côtés ne sont pas contemporaines : celle de gauche est dépourvue de remplage, et celle de droite présente un remplage Renaissance standard. Le grand portail en plein cintre est un peu décevant. Il est entouré d'une large gorge, et possède une archivolte moulurée retombant sur deux pilastres doriques.
Aucune particularité n'est à signaler à propos des élévations latérales des bas-côtés et chapelles, si ce ne sont les petits pignons des trois chapelles qui prolongent les deux croisillons et la dernière travée du bas-côté nord, déjà mentionnés. Le portail latéral sud est cantonné des mêmes pilastres que le portail occidental, mais possède un linteau horizontal surmonté d'un bandeau mouluré en lieu et place d'une archivolte. La sacristie, que Jean Van Aertenryck date de 1506, possède une grande et large baie à l'est, et une baie à remplage moins large au nord. Son réseau de deux lancettes à tête trilobées surmontées d'un oculus inscrivant un quatre-feuilles est toutefois aussi bien compatible avec le style rayonnant tardif du XIVe siècle que du style flamboyant du XVe siècle. C'est le seul réseau de l'église qui soit antérieur au milieu du XVIe siècle. D'un bel effet est toujours le chœur. Il est épaulé par deux contreforts orthogonaux à chacun de ses angles, et par un contrefort au milieu des murs gouttereaux. Ces contreforts sont subdivisés en trois parties égales par deux larmiers pentus, et s'amortissent par un glacis formant larmier. Les larmiers du premier niveau sont présents sur les trois faces. Ils se situent un peu au-dessus du glacis à l'appui des fenêtres. Le triplet du chevet est décoré de quatre fines colonnettes aux chapiteaux de crochets, qui supportent des archivoltes toriques accompagnées d'un bandeau en forme de sourcil. L'oculus et les lancettes sur les murs latéraux de la deuxième travée s'inscrivent dans un arc de décharge commun, dont le pourtour est agrémenté d'une gorge entre deux baguettes. Les oculi de la première travée sont simplement entourés d'un double ressaut chanfreiné. Cette différence avec la deuxième travée donne à penser que la première travée n'ait jamais possédé de lancettes. Les murs gouttereaux se terminent par une corniche assez sommaire, qui se compose d'une tablette biseautée reposant sur des corbeaux taillés en pointe-de-diamant. Le début du chœur est dominé par le clocher de 1511, qui déborde par rapport à sa base d'origine romane. Seule la flèche très élancée présente un certain intérêt pour l'ingéniosité de sa charpente. Elle est comparée à son homologue d'Amblainville. La croix de fer à son sommet pèse 200 kg. Jean Van Aertenryck situe sa girouette à environ 65 m d'altitude.
On peut évoquer, dans ce contexte, le clocher roman de 17 m de hauteur (sans la toiture), dont seule la face occidentale du dernier étage est visible depuis l'extérieur. Ce clocher compte deux étages de baies, comme à Cramoisy, Laigneville, Marissel, Nesles-la-Vallée, etc. L'exemple de Fay-les-Étangs, cité par Jean Van Aertenryck, n'est pas recevable, car le deuxième étage y est gothique. En revanche, les clochers romans à deux étages de baies ne sont pas aussi rares que l'auteur ne le prétend, et il y en a même à trois étages (Nogent-sur-Oise, Pontpoint, Saint-Vaast-de-Longmont) ; seulement, le premier étage est souvent caché. En l'occurrence, ses faces ouest et est sont partiellement visibles depuis les combles du vaisseau central. Leurs deux baies géminées par face s'ouvrent entre deux colonnettes, dont les chapiteaux sont sculptés de palmettes stylisées assez archaïques et de volutes d'angle. Assez curieusement, les bases affichent des bâtons brisés sur le gros tore inférieur. Les tailloirs forment une tablette continue qui passe tout autour du clocher. Ils supportent des doubles archivoltes à arêtes vives, et sont surmontés d'un cordon de billettes, dont les intervalles sont en dents de scie. Le deuxième étage prend appui sur un cordon de trois rangs de petites billettes disposées en damier. Les baies du deuxième étage seraient le mieux conservées du côté sud, mais sont dissimulées derrière l'ardoise. Du côté ouest, les baies sont visibles depuis l'extérieur, mais murées. Les baies du deuxième étage sont séparées par une colonne unique, qui ne subsiste que du côté ouest. Le chapiteau y est sculpté de godrons, et son tailloir comporte un rang de billettes, ce qui est assez inusité. Les autres colonnettes médianes auraient été refaites au XIIIe siècle selon Eugène Woillez. Les archivoltes en arc brisé dateraient de la même époque selon cet auteur. Jean Van Aertenryck conteste cette réfection en s'appuyant sur le constat de Camille Enlart, que l'arc brisé soit fréquemment employé dès le XIIe siècle,. Cette indication est toutefois très approximative. Dominique Vermand a démontré que dans le nord de l'Île-de-France, l'arc brisé est employé à partir du second quart du XIIe siècle. Quoi qu'il en soit, les auteurs sont unanimes que les arcs de décharge communs qui surmontent les baies du deuxième étage datent d'origine. Ils accusent un arc en plein cintre, ce qui paraît incohérent avec des baies en arc brisé. Selon Eugène Woillez, les arcs de décharge s'accompagne d'une petite frette crénelée. Jean Van Aertenryck localise cet ornement sur la tablette continue qui tient lieu de tailloir.

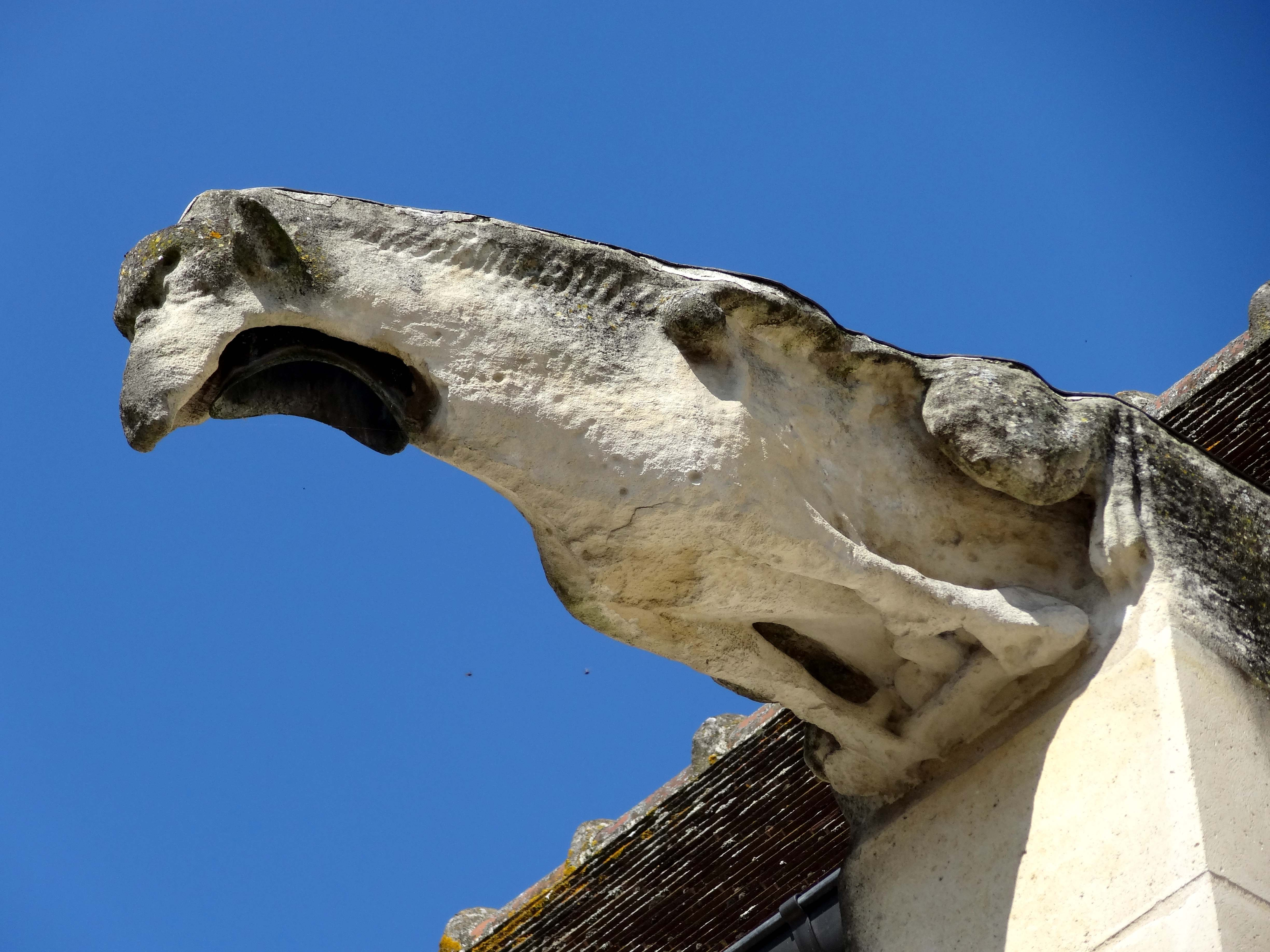
Bas-côté sud, dernière gargouille subsistante.
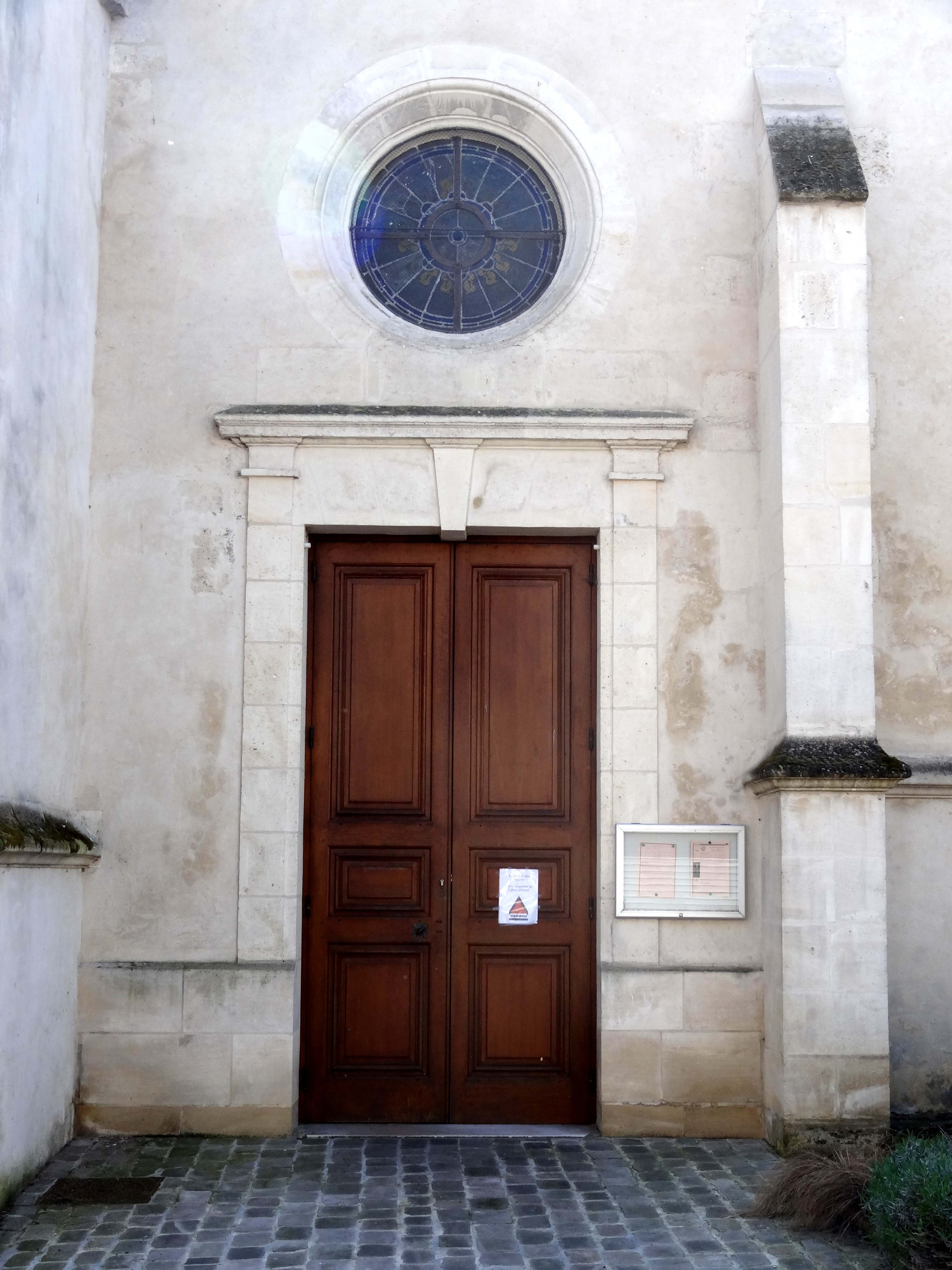
Portail latéral nord.
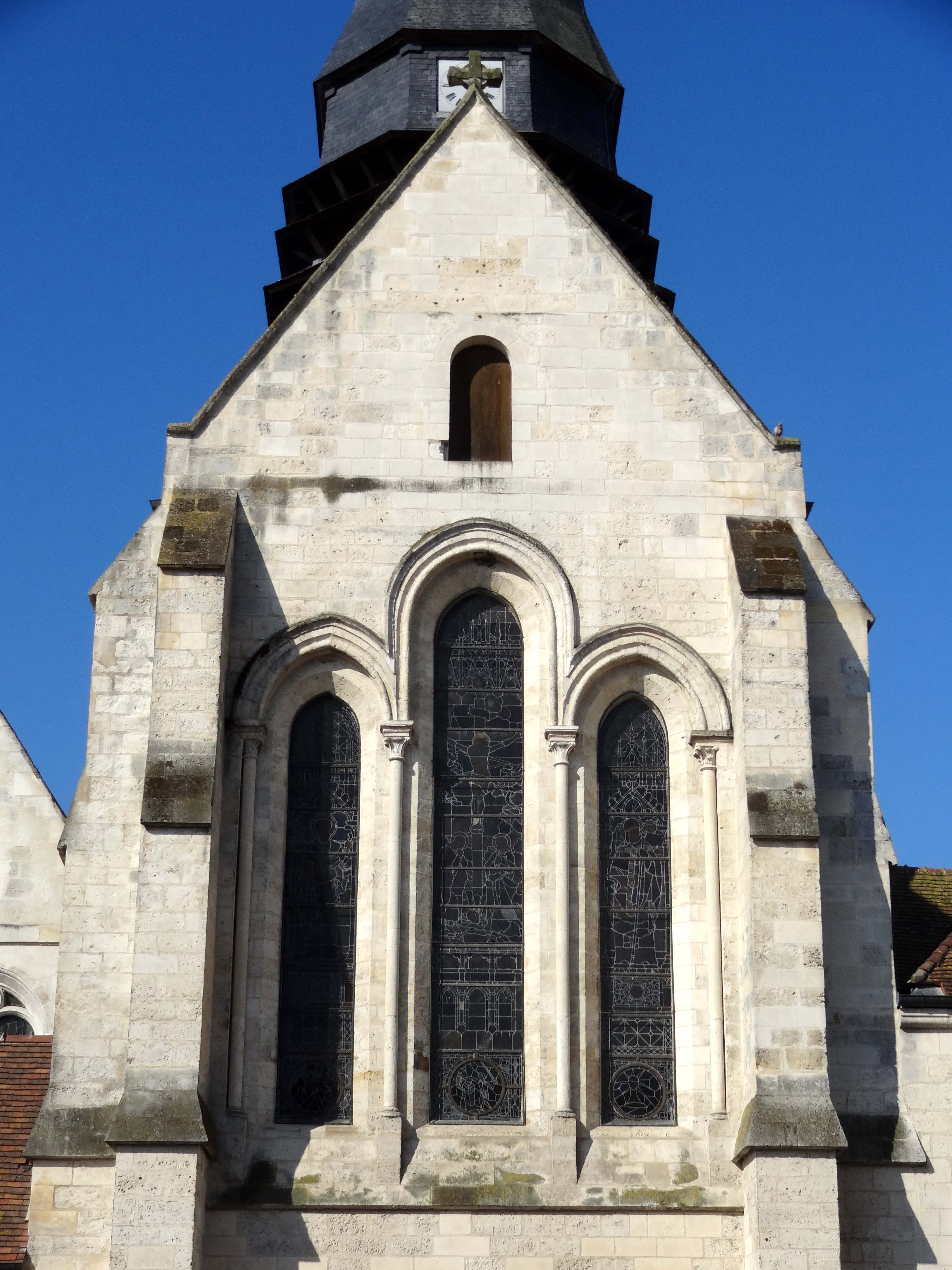
Chœur, chevet.
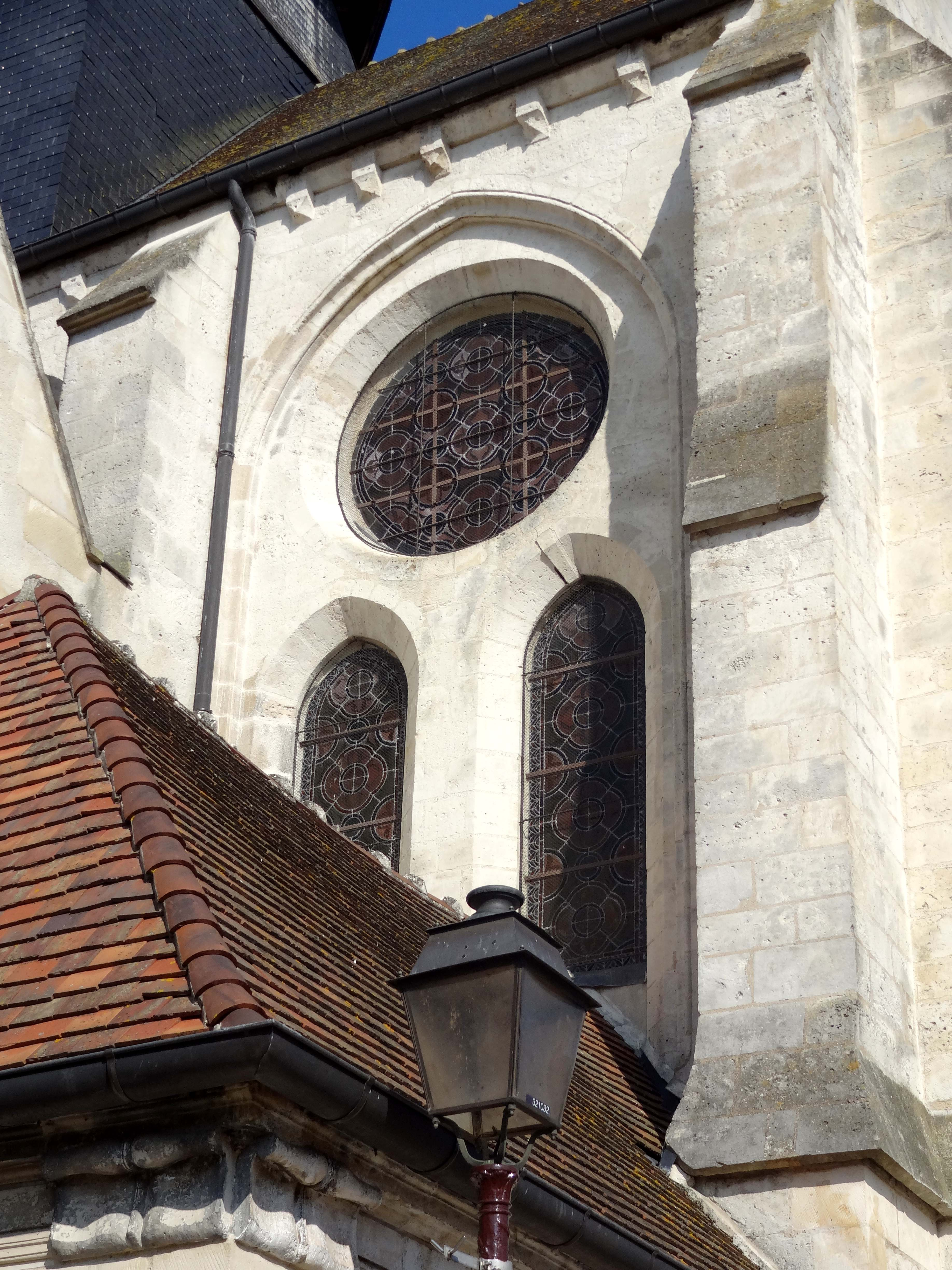
Chœur, 2e travée, fenêtre côté sud.
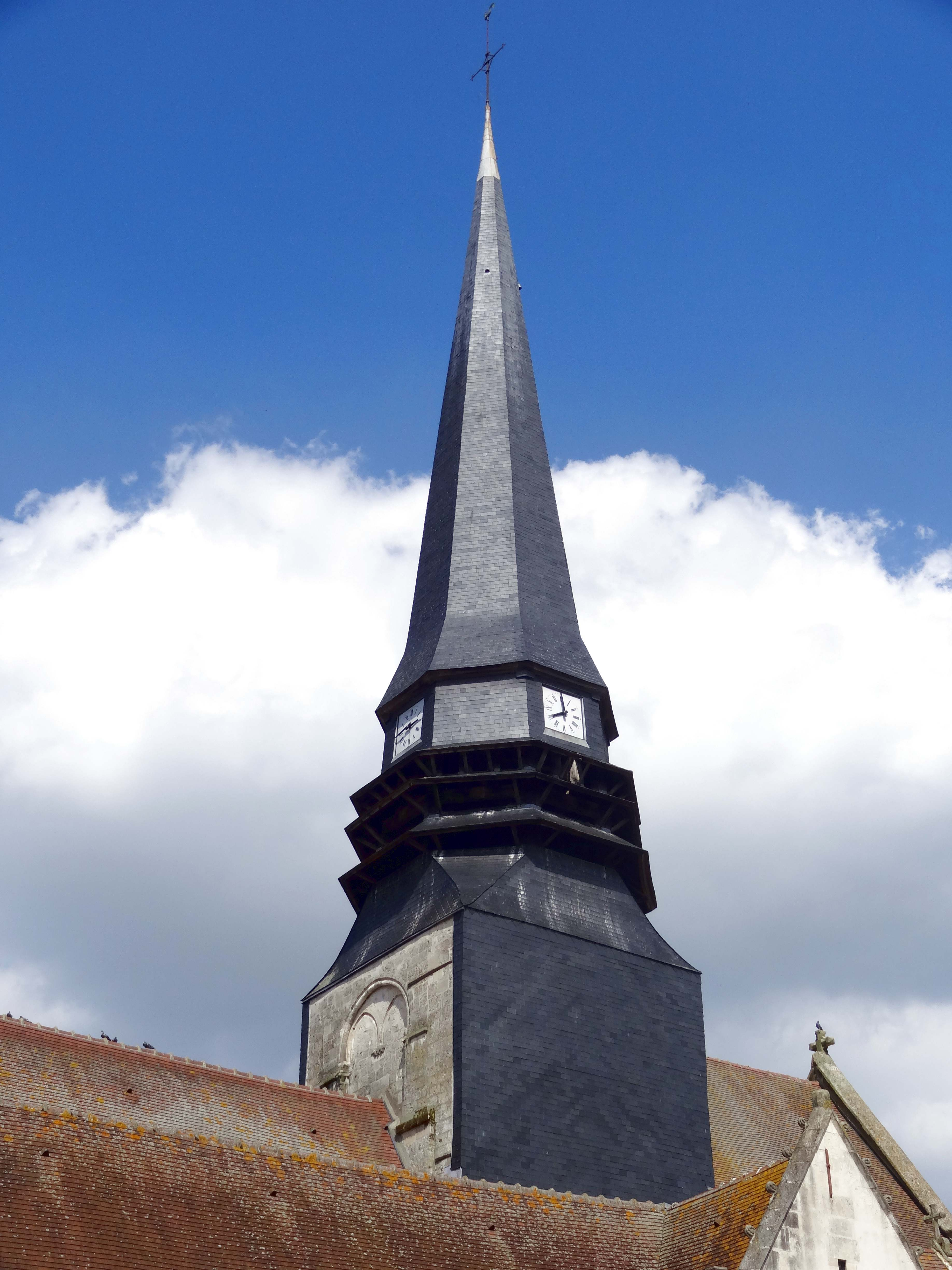
Clocher, vue depuis le sud-ouest.
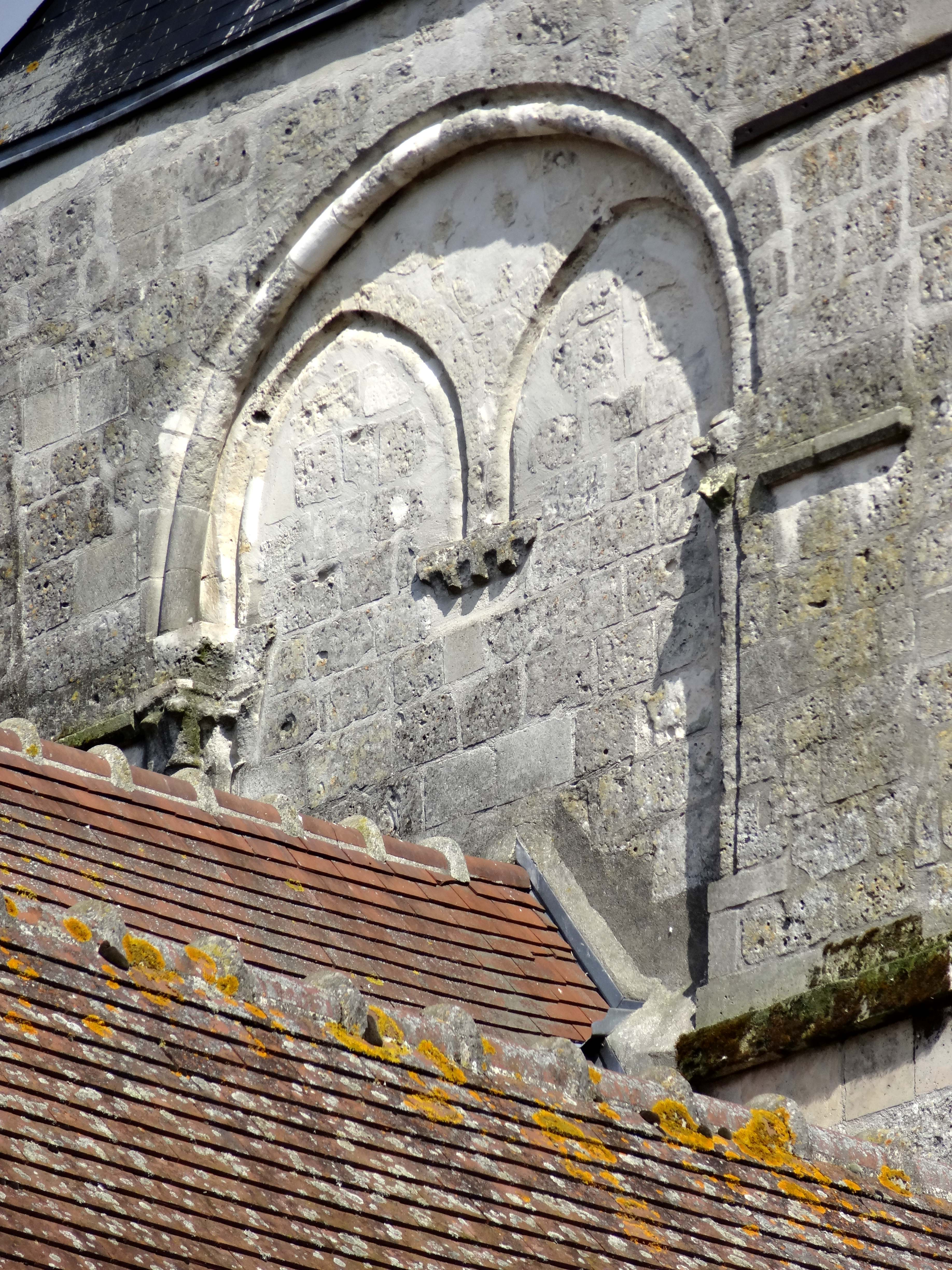
Clocher, 2e étage de beffroi, côté ouest.

## Mobilier

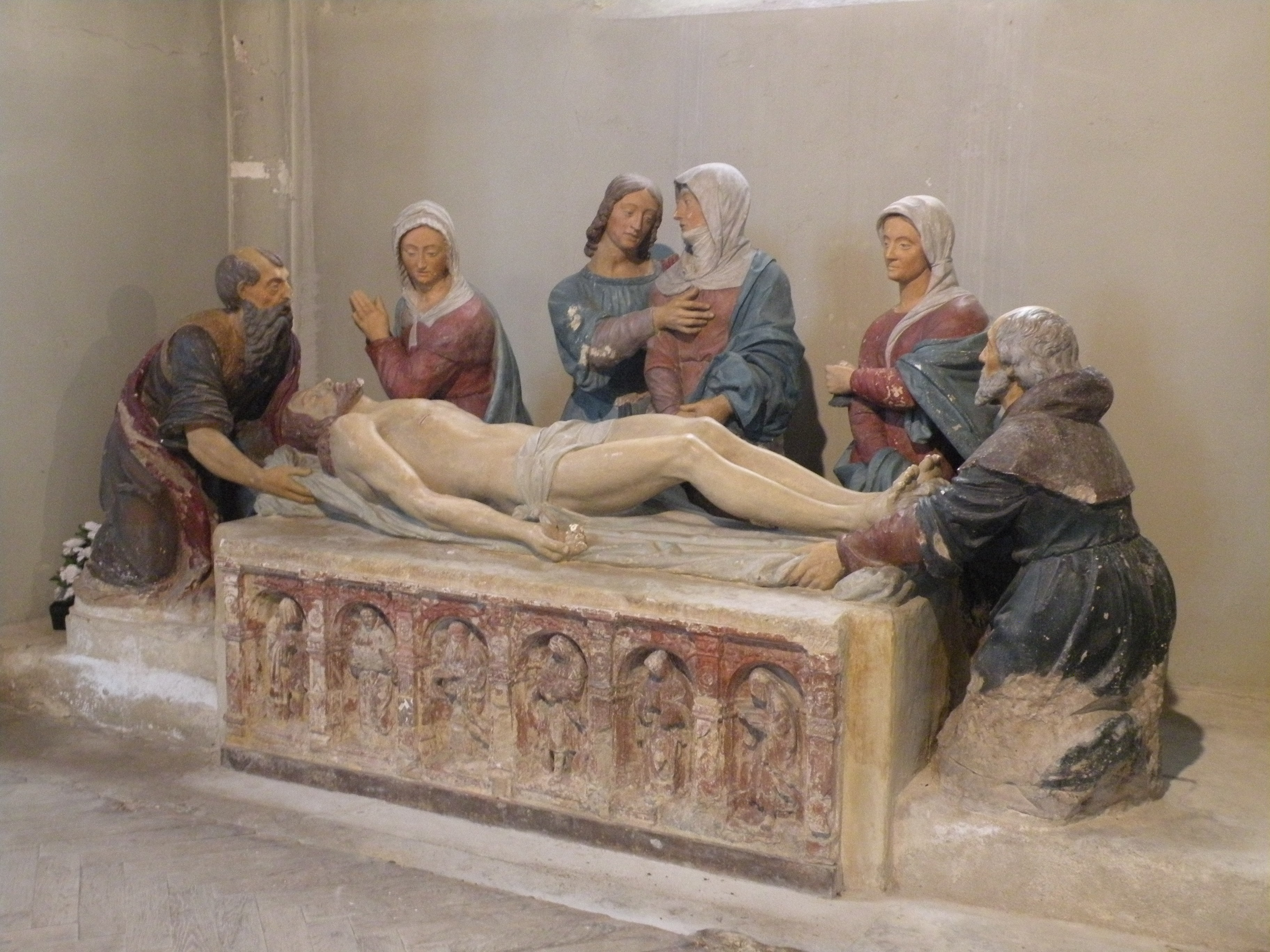
Mise au tombeau.

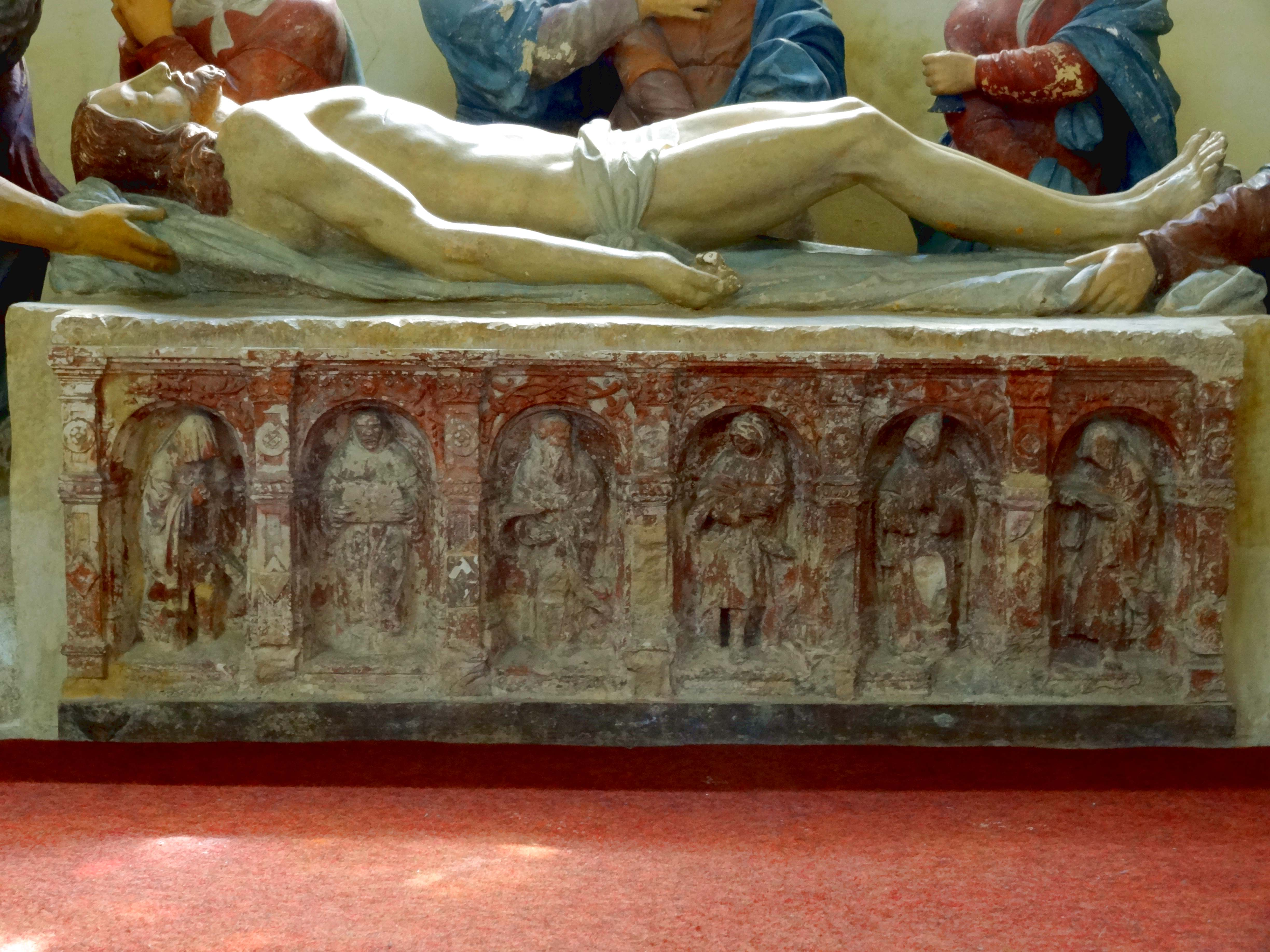
Vue rapprochée du tombeau.

Parmi le mobilier de l'église, quatre éléments sont classés monument historique au titre objet, à savoir trois statues ou groupes sculptés et le dossier de l'ancien banc d'œuvre. Également classé était un petit groupe sculpté représentant l'Éducation de la Vierge par sainte Anne, mesurant 37 cm de hauteur et datant du XVIe siècle. Cette œuvre, qui faisait partie des meilleures productions françaises et flamandes de l'époque, a disparu à une époque indéterminée. En plus des œuvres classées, quelques autres statues sont également d'un intérêt artistique et historique indéniable.

### Mise au tombeau
La Mise au tombeau est en pierre calcaire polychrome, et composée d'un tombeau et de six statues indépendantes. Il date de la seconde moitié du XVIe siècle. Le tombeau mesure 201 cm de longueur, 60 cm de hauteur, et autant de profondeur. À titre d'exemple, la Vierge Marie mesure 168 cm de hauteur. On peut donc estimer que les sculptures sont en taille naturelle. L'ensemble est abrité dans la chapelle du croisillon sud depuis le début du XIXe siècle, mais provient de la chapelle sépulcrale de Ferry d'Aumont. Ce seigneur de Méru étant mort le 22 février 1522, ce n'est toutefois pas lui qui a pu commander l'œuvre. Elle reprend l'iconographie traditionnelle, qui est en contradiction avec la vérité historique, car Jésus est déposé dans un sarcophage, et non enveloppé dans un drap, à même le sol dans une grotte. Le sarcophage est décoré, sur sa face frontale, de six niches en plein cintre cantonnées de pilastres Renaissance, qui accueillent chacune un pleurant dans une attitude différente. Jésus, vêtu seulement d'un perizonium, est étendu sur un linge, qui est porté par Joseph d'Arimathie et Nicodème, agenouillés près de la tête et des pieds. Derrière le tombeau, au milieu, se tiennent la Vierge Marie, la tête voilée, le regard désespéré, et saint Jean, consolant Marie d'un geste affectueux. À leurs côtés, deux Saintes Femmes viennent assister à la Mise au tombeau, l'une rejoignant les mains pour la prière, l'autre regardant droit devant elle d'un air affligé. Manque sainte Marie-Madeleine avec son pot d'onguent (le dossier de protection identifie l'une des Saintes Femmes comme Marie-Madeleine, le vase aurait disparu). Ce sépulcre a été gravement endommagé à la Révolution. Toutes les têtes ont été bûchées. Elles ont été remplacées par l'atelier Froc-Robert de Beauvais, lors d'une restauration au cours de la première moitié du XIXe siècle. Or, pendant les troubles révolutionnaires, les têtes d'origine avaient été mises à l'abri dans un grenier par un habitant bien intentionné. Elles ont malheureusement été oubliées, et furent redécouvertes par hasard par un jeune gamin vers 1862. Avant que ses parents ne s'en fussent rendu compte, elles avaient déjà été abîmées par le jeu. D'autres restaurations sont intervenues vers 1870, et par l'atelier le Sciapode en 1944. La partie inférieure du corps de la sainte femme a été refaite en ciment, et celui de la Madeleine a aussi été ragréé au ciment. Il semble par ailleurs que l'œuvre ait été recomposée, et le devant du tombeau est en tout cas rapporté. Le classement de l'œuvre toujours remarquable est intervenue en novembre 1912,,.

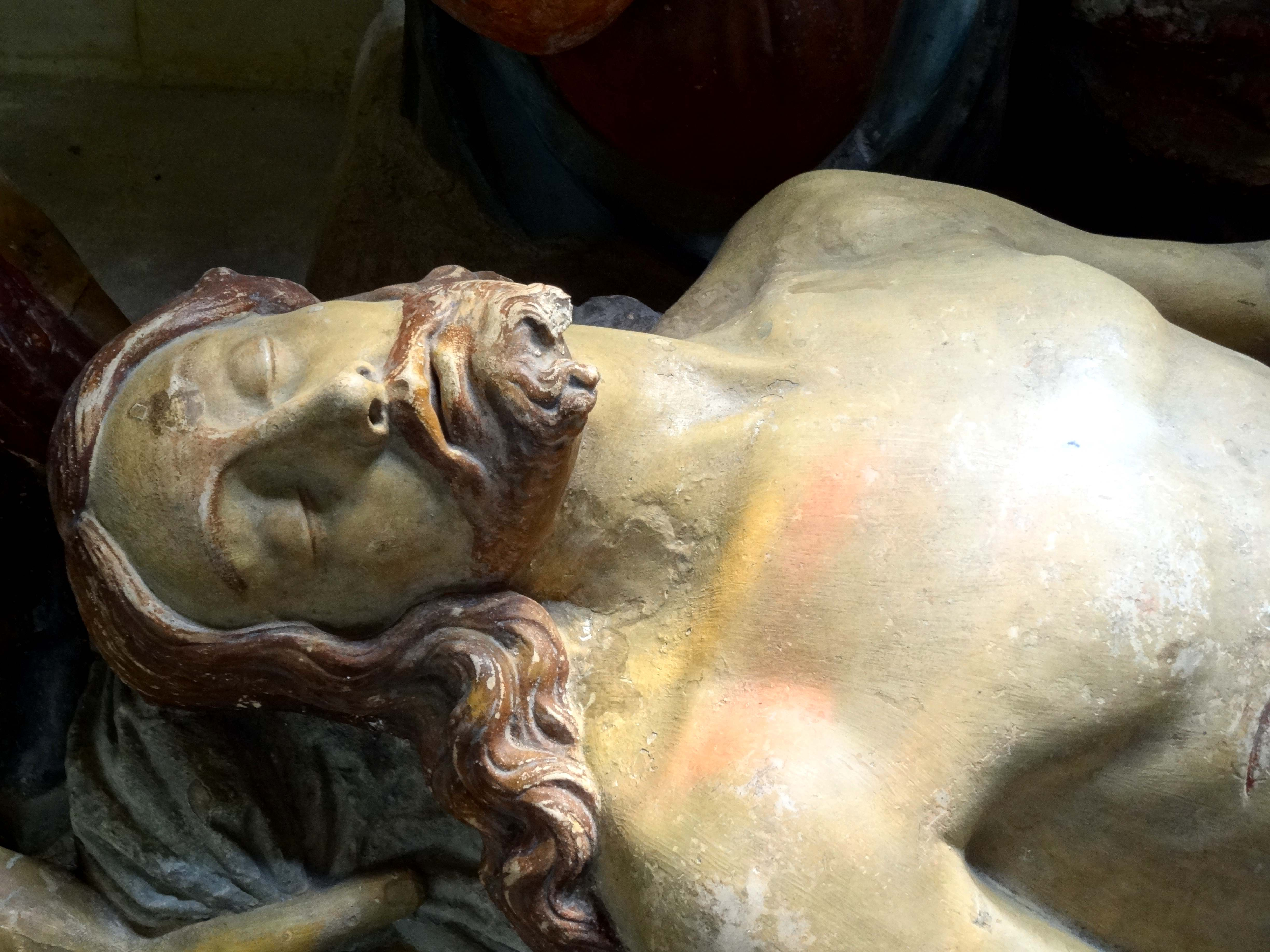
Visage du Christ.
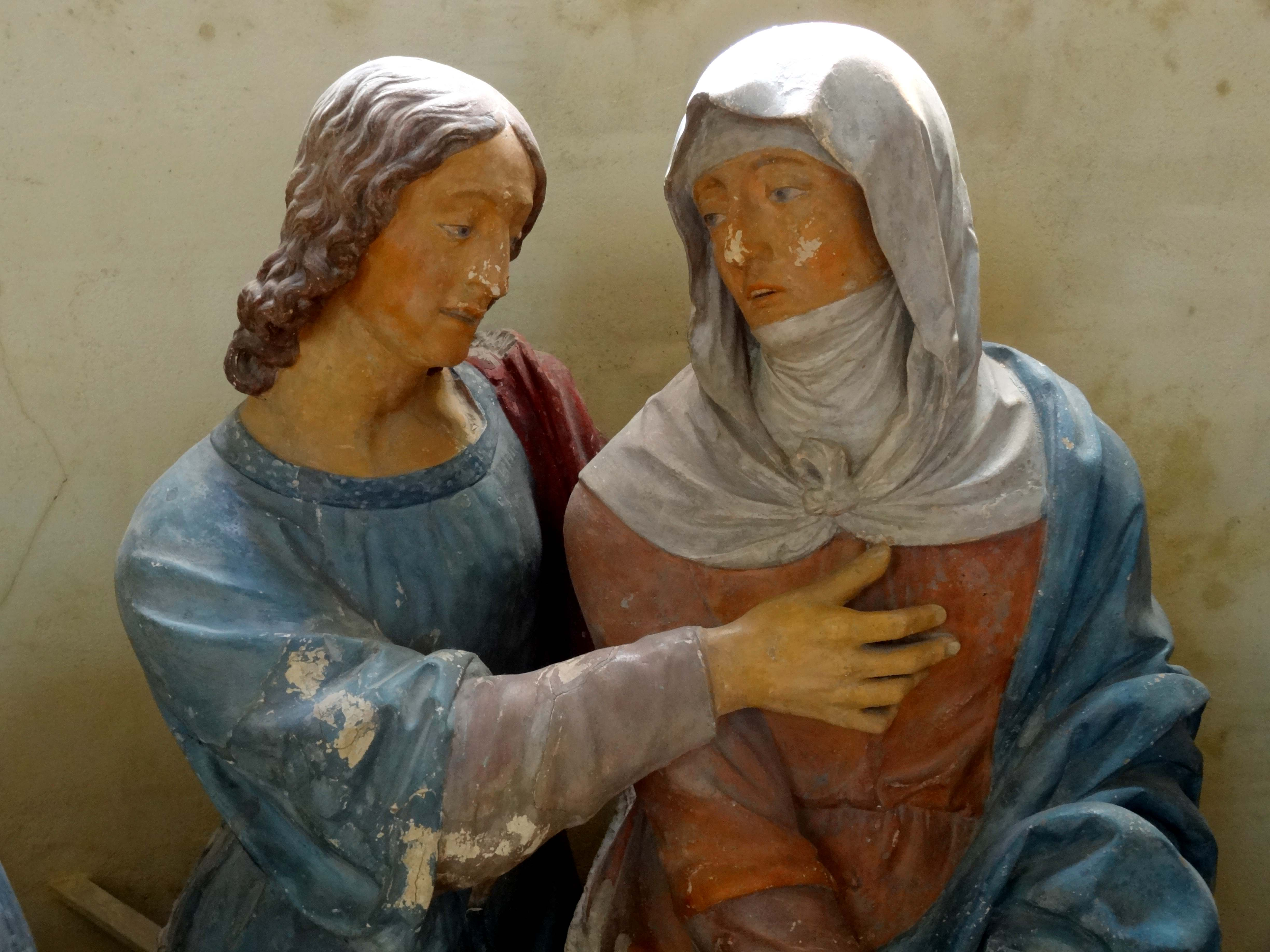
La Vierge et saint Jean.
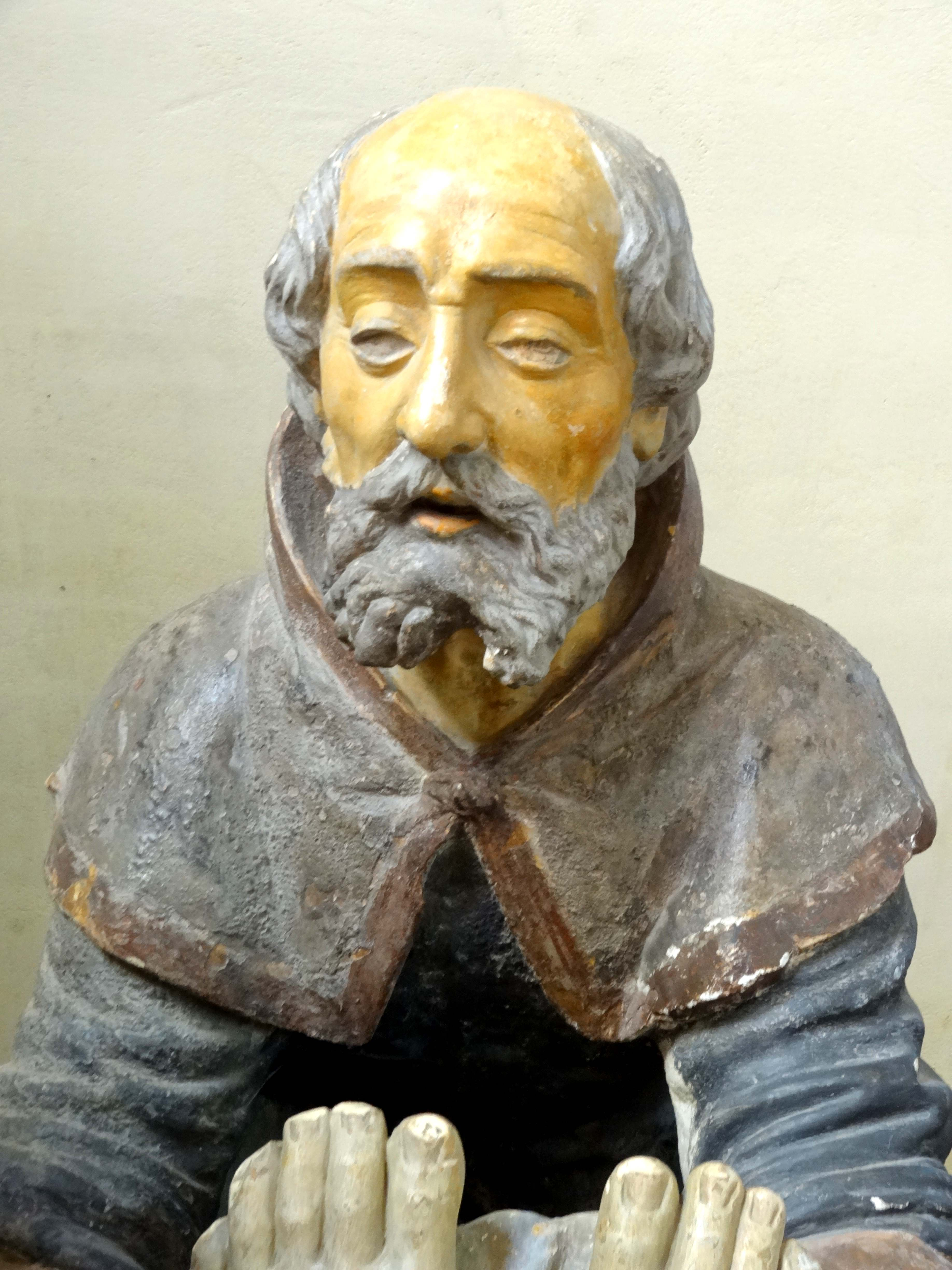
Joseph d'Arimathie.
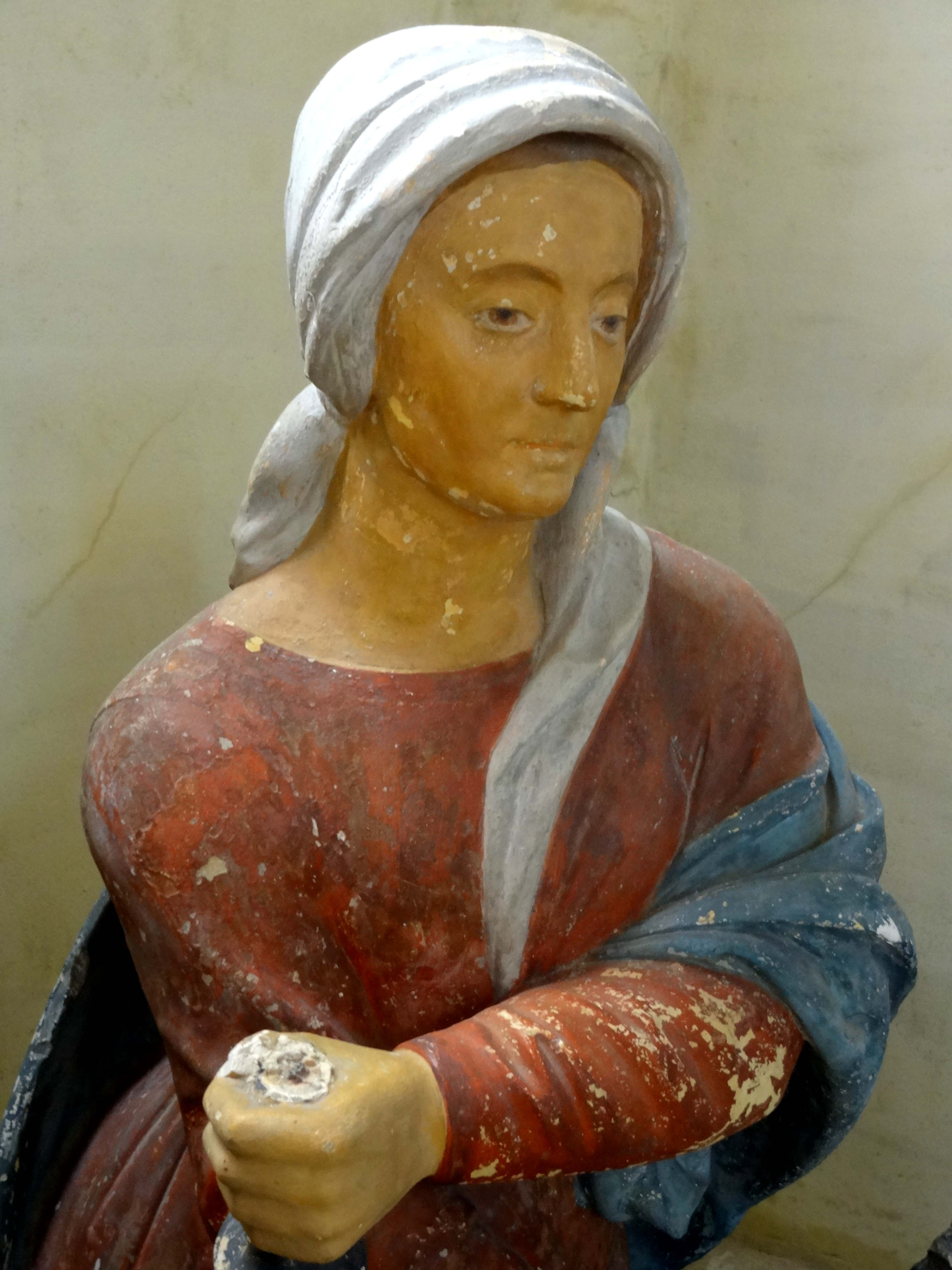
Sainte Femme.
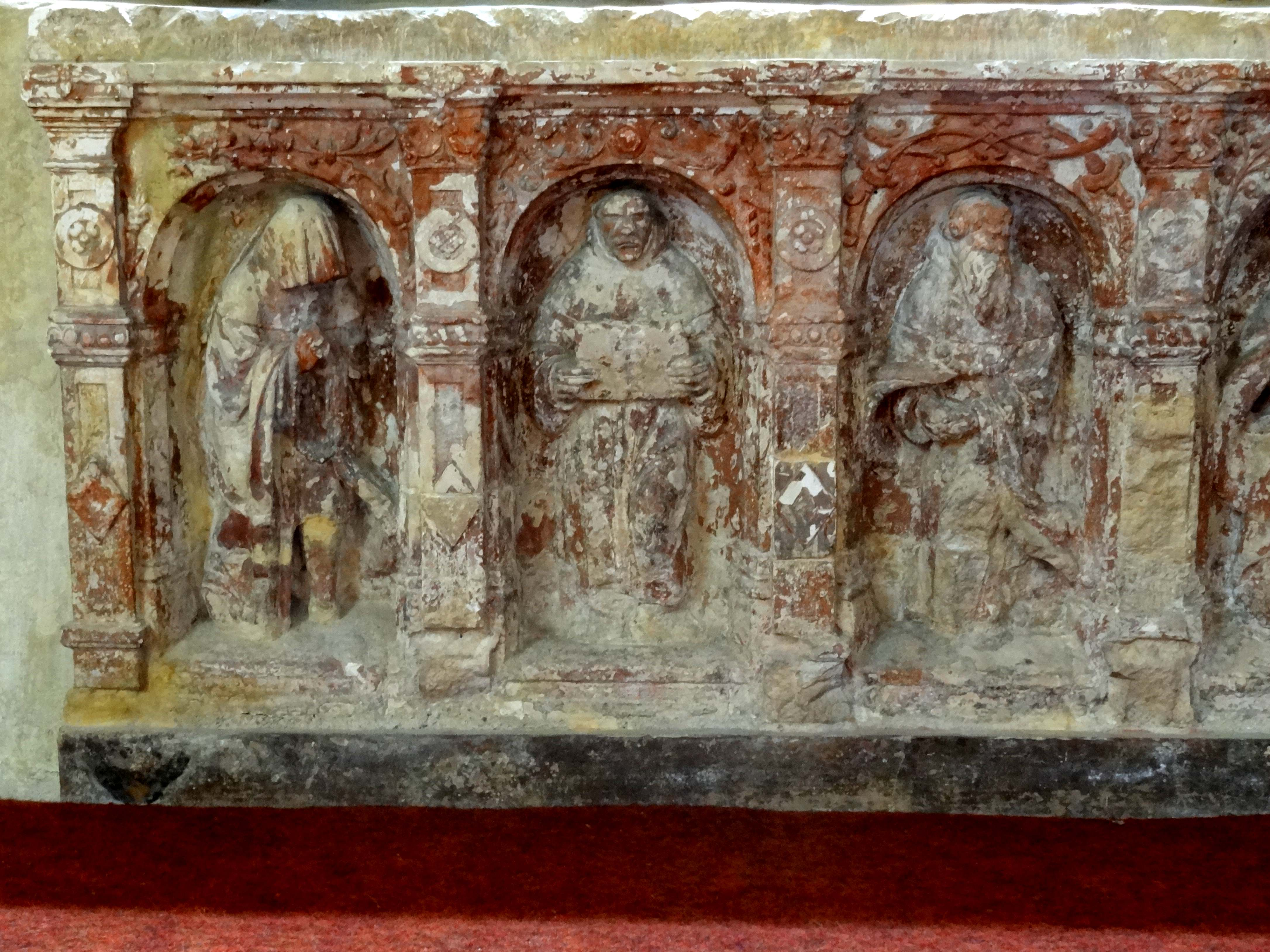
Détail du tombeau.
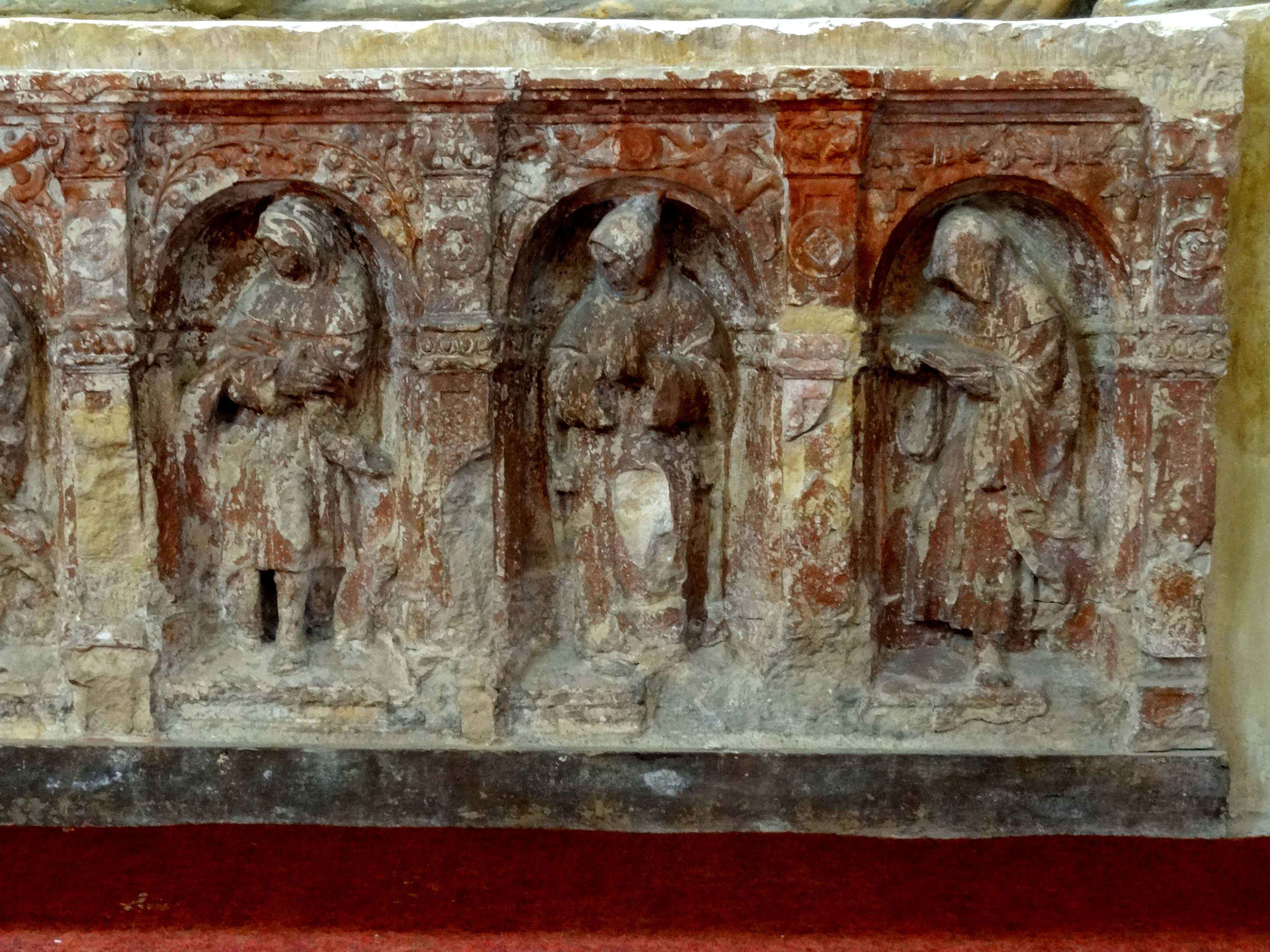
Détail du tombeau.

### Statues
- La statue de la Vierge à l'Enfant est en terre cuite peinte en blanc. Elle mesure 115 cm de hauteur, et n'est pas datée. Comme le fait remarquer Jean Van Aertenryck, elle est plutôt séduisante[22], et évoque davantage une création du XIXe siècle qu'une statue sulpicienne du XVIIIe siècle. Cette œuvre n'est pas classée aux monuments historiques à ce jour.
- La statue du Christ de pitié ou Christ couronné d'épines est un moulage en plâtre peint. Elle mesure 95 cm de hauteur, et n'est pas datée. L'œuvre illustre un épisode de la Passion du Christ (Jn 19,2, Mc 15,17, Mt 27,29), qui a lieu dans le palais de Ponce Pilate ou dans le prétoire. Malgré l'évidence, Jean Van Aertenryck insiste qu'il ne s'agirait pas d'un Christ de pitié ou Christ aux liens, qui serait toujours torse nu (ce qui est pourtant le cas à Méru), ne tiendrait pas de roseau, et serait toujours accompagné d'un crâne gisant au sol pour indiquer que la scène se passe au Golgotha[22]. L'auteur semble ici prêter trop d'importance aux légères variations que peut connaître l'iconographie. Le roseau, sceptre de dérision, n'est effectivement pas toujours représenté, car saint Jean et saint Marc ne le mentionnent pas. Chez saint Marc, Jésus est frappé avec un roseau, mais il ne le tient pas dans sa main au préalable. Le crâne est quant à lui loin d'être systématiquement représenté, puisque l'épisode ne se passe justement pas sur le Golgotha.
- La Pietà ou Vierge de Pitié est en pierre polychrome. Elle mesure 120 cm de hauteur, pour 65 cm de largeur, et est sculptée en ronde-bosse dans un seul bloc. L'œuvre a été repeinte. Elle date sinon du XVIe siècle. La Vierge Marie est assise sur un socle maçonné, et vêtue d'un long voile formant manteau, au-dessus d'une longue robe retombant jusqu'aux pieds. Le Christ mort, vêtu seulement d'un périzonium court, est tordu par la douleur, frêle, et plus petit que sa mère. Il est assis sur sa cuisse gauche, le torse incliné vers l'arrière, mais la tête tournée vers les fidèles. Par sa main droite, Marie soutient son cou, tandis qu'elle étend sa main gauche sur ses genoux, telle une mère consolant son fils blessé. Le visage de la Vierge, dont les paupières tombent, exprime la douleur. Jean Van Aertenryck attire l'attention sur une thèse d'Émile Mâle, qui a recensé un certain nombre de Pietàs où Jésus soit plus petit que sa mère, et ramène cette iconographie vers le sermon no 51 de saint Bernardin de Sienne : « Elle [Marie] croit que les jours de Bethléem soient revenus ; elle se figure qu'il est endormi, elle le berce sur sa poitrine, et le suaire où elle l'enveloppe, elle imagine que ce sont ses langes ». Le classement de l'œuvre remonte également à novembre 1912[31],[32].
- La statue représentant sainte Marguerite d'Antioche combattant le démon est en pierre polychrome. Elle mesure 130 cm de hauteur, est sculptée en ronde-bosse, et date du XVIe siècle. La sainte se tient debout, dans une posture légèrement déhanchée, la jambe gauche pliée faisant saillie sous le drapé de sa robe. Dans une attitude de recueillement, elle incline légèrement la tête vers la gauche, et joint ses deux mains pour la prière. Sa sérénité n'est pas perturbée par le dragon ailé, la gueule entrouverte, qu'elle foule des pieds. L'œuvre se distingue par un grand souci de détail. Sa couronne est en effet torsadée et gemmée, sa chevelure est finement travaillée, et son collier orfévré est gemmé de cabochons triangulaires. Son visage allongé n'est pas sans rappeler les madones flamandes, notamment celle de Hans Memling. Malgré son mauvais état, la statue est donc de grand intérêt, et c'est le premier élément de mobilier de l'église qui fut classé, dès novembre 1908[33],[34].
- La statuette-colonne représentant saint Thomas sous une arcature trilobée est en bois polychrome. Son style gothique flamboyant indique le XVe ou le premier tiers du XVIe siècle. C'est un fragment provenant d'un retable démantelé ou d'un jubé. L'apôtre est représenté avec son principal attribut, une équerre, et tient un bâton (une grosse branche écotée) en lieu et place de l'épée ou de la lance qui est l'instrument de son martyre.

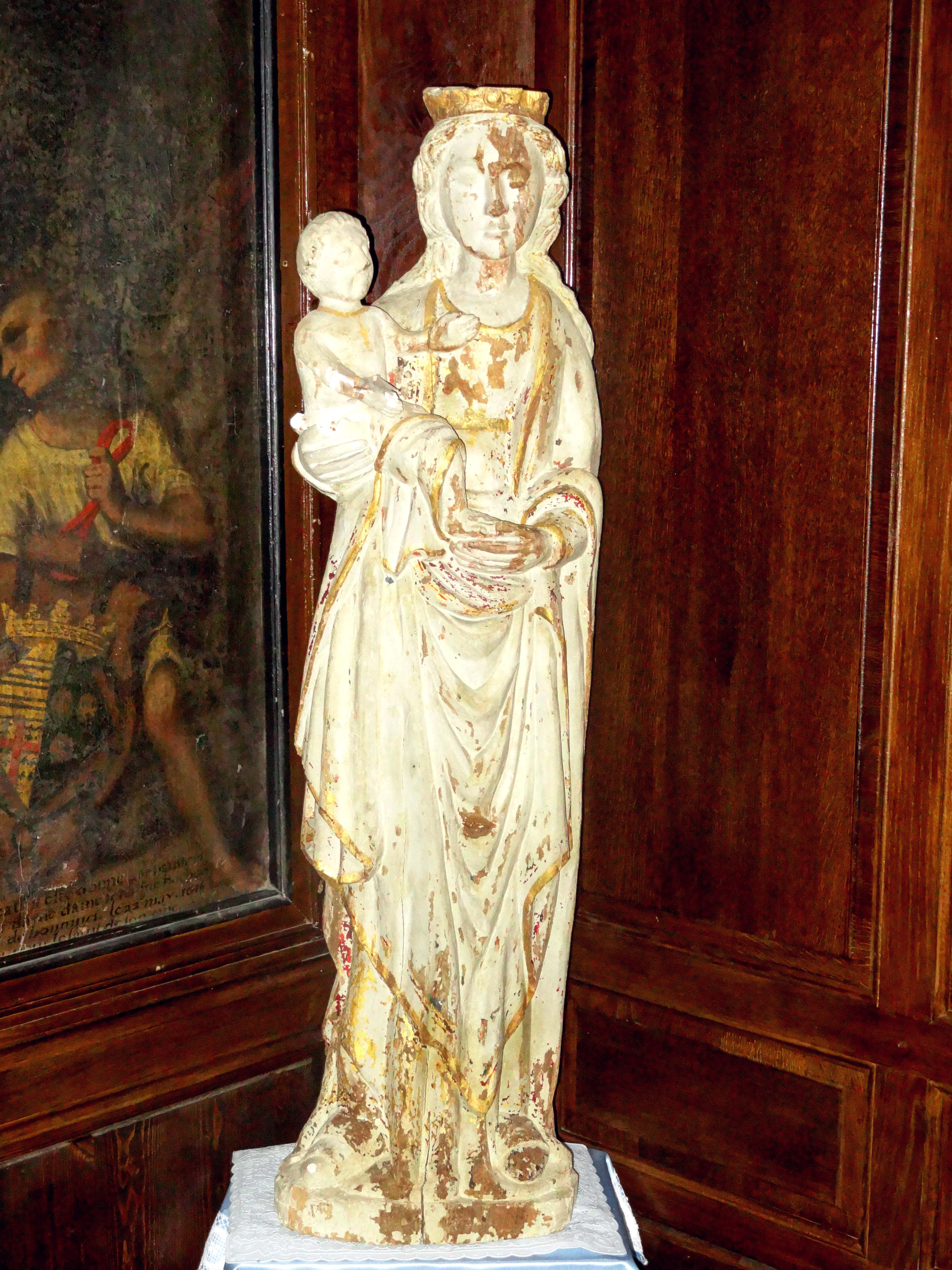
Vierge à l'Enfant.
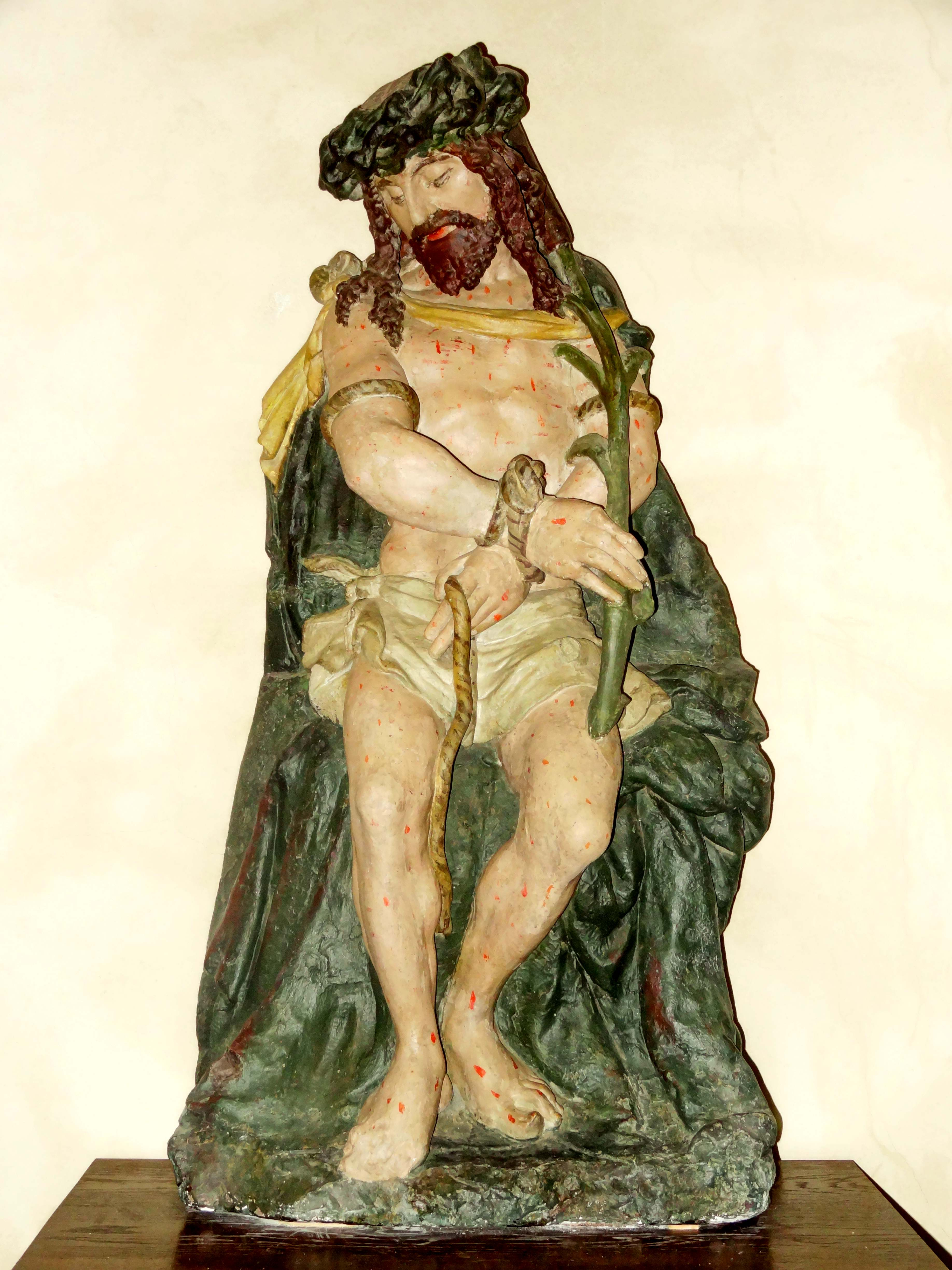
Christ aux Liens.
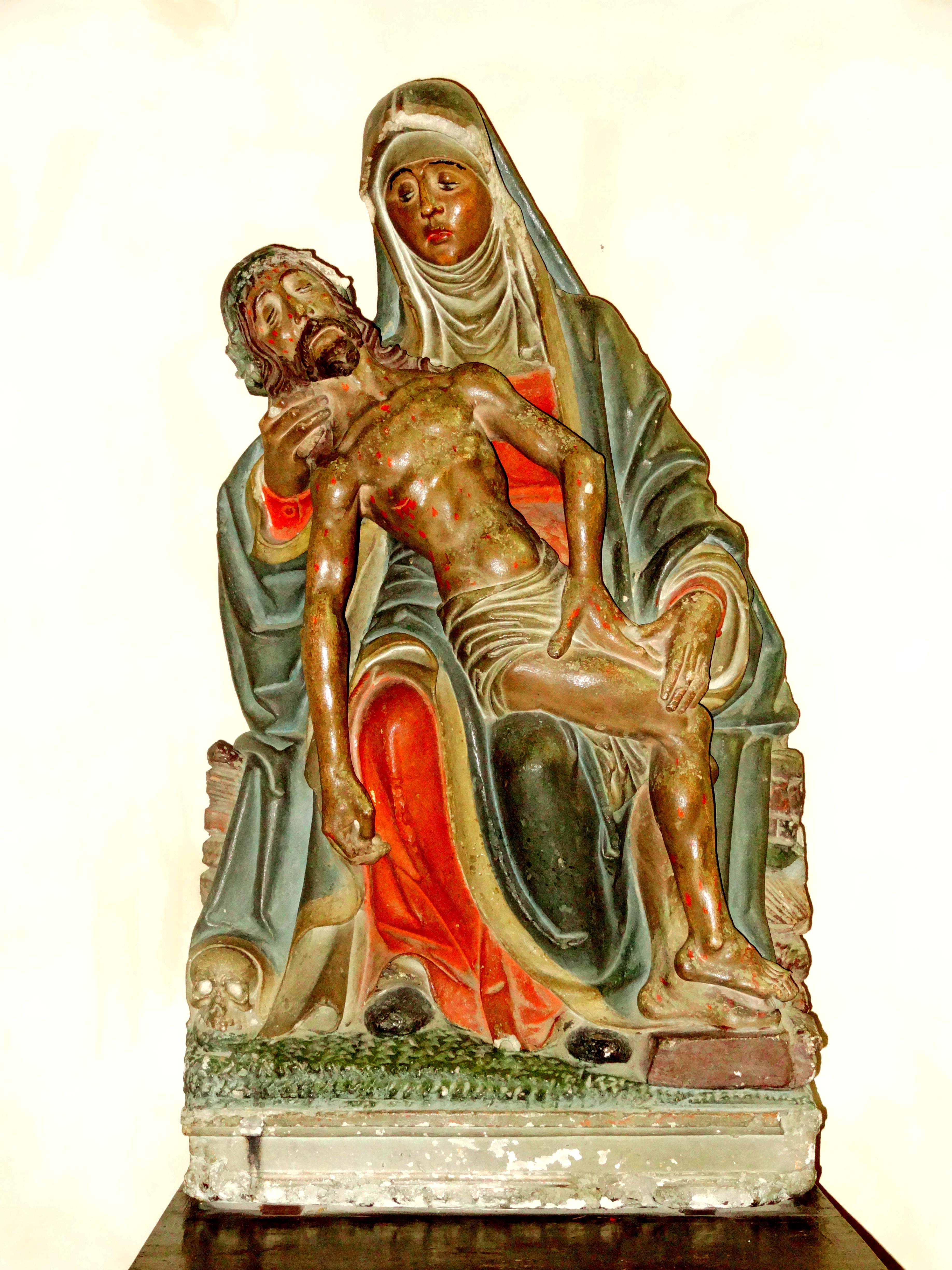
Pietà.
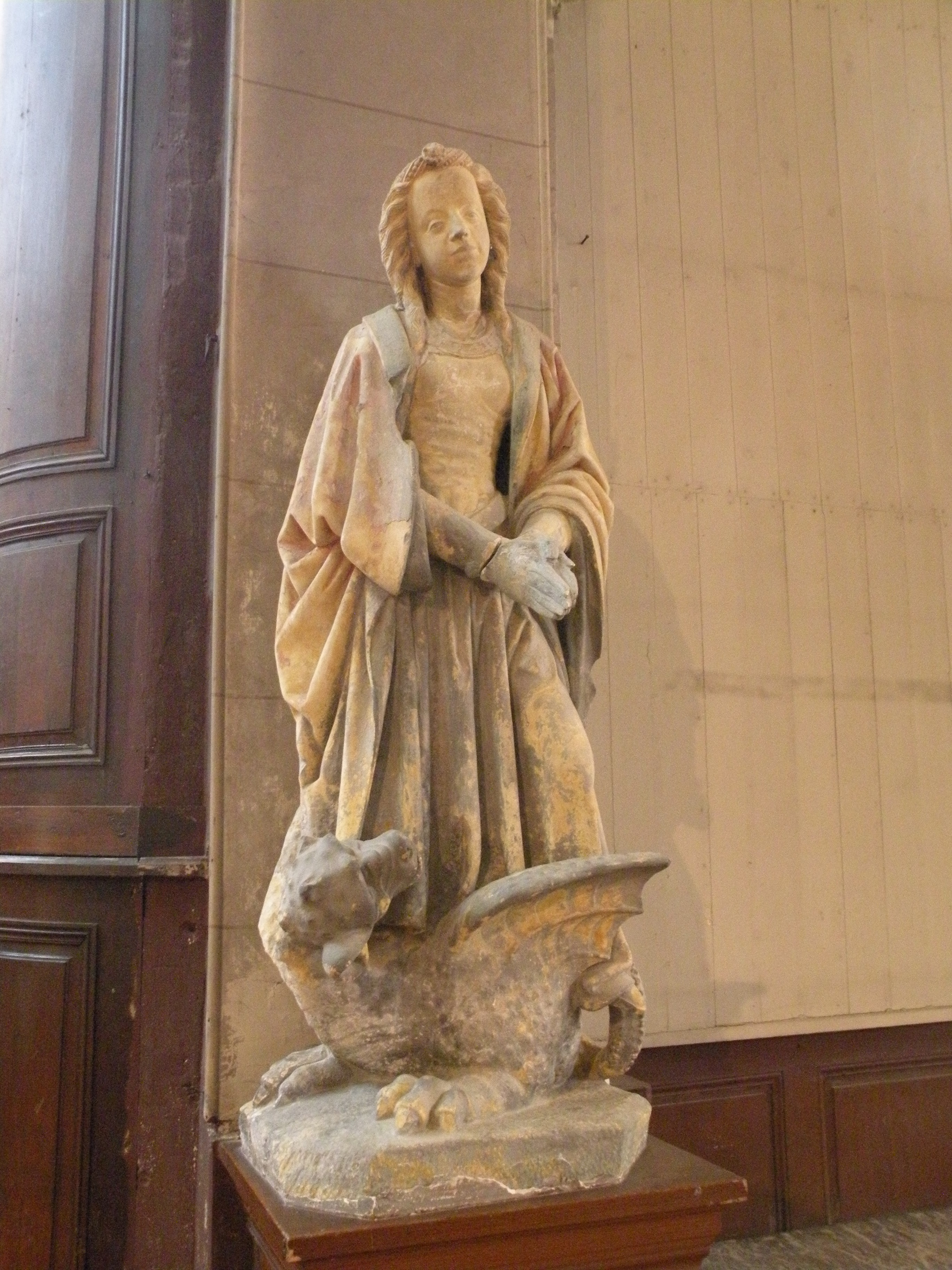
Sainte Marguerite.
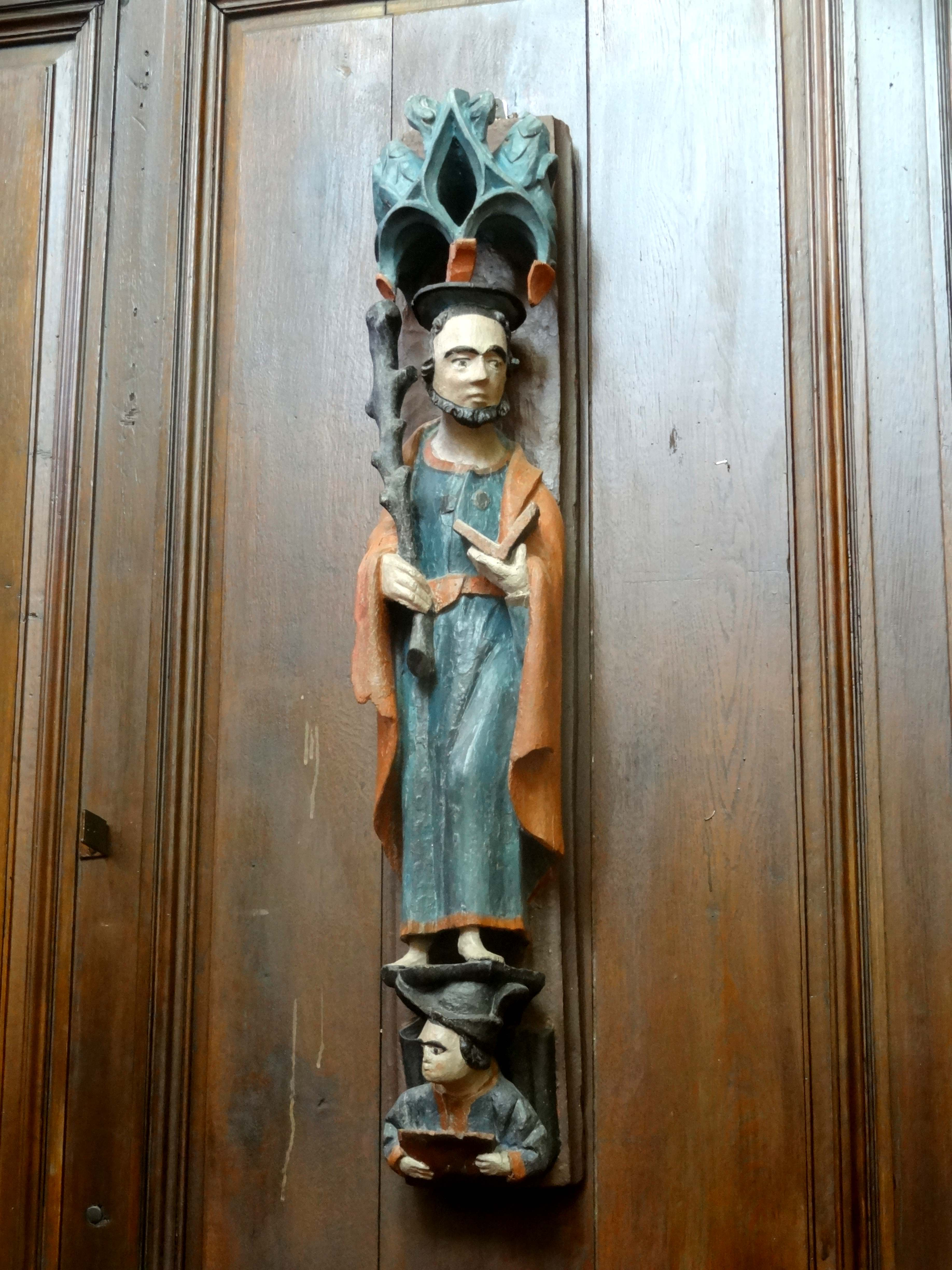
Saint Thomas.
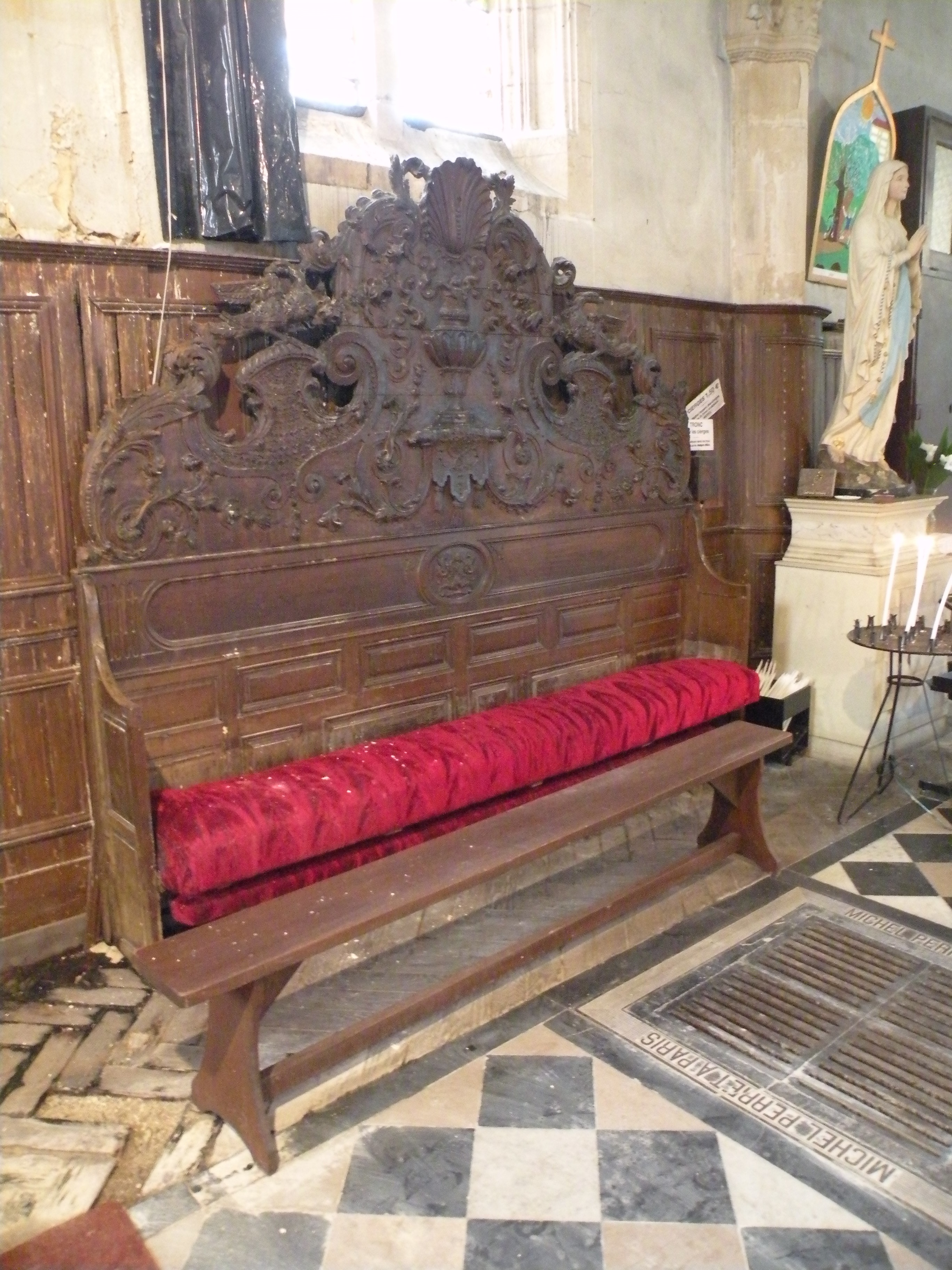
Banc d'œuvre.

### Banc d'œuvre
Le dossier de l'ancien banc d'œuvre est en bois taillé. Il mesure 281 cm de largeur, et 249 cm de hauteur, dont 132 cm incombent à la partie sculptée. Ce dossier est datable du début du XVIIIe siècle ; il a été monté sur un banc ordinaire. Manque le couronnement sous la forme d'un médaillon représentant l'Assomption de Marie, qui était peut-être rapporté. Le décor sculpté, très exubérant, est axé sur un grand ciboire au centre. Au-dessus, le sommet cintré est dominé par une grande palmette. De part et d'autre, les deux flancs ou rampants du panneau descendent successivement vers la gauche et vers la droite, au gré des volutes végétales enchevêtrées, dont les contours sont découpés à jour à la limite du panneau. S'y profilent en outre deux aspics ou basilics assimilés à des oiseaux fantastiques. Pour le reste, le panneau est plein, est décoré pour l'essentiel de guirlandes de roses, de palmes, et de fleurettes. Ce dossier assez original est classé depuis novembre 1912.